# モンスターハンターのモンスター一覧
モンスターハンターのモンスター一覧（モンスターハンターのモンスターいちらん）は、株式会社カプコンから発売されたオンラインアクションゲーム『モンスターハンターシリーズ』に登場するモンスターの一覧である。
モンスターは詳しく生態分けされている。本項目では公式に分けられているモンスターの種族別で分けた一覧とする。なお、モンスターの説明において、目および科は設定資料集『復刻 ハンター大全』の記述による。また、行動や生態などはシリーズごとに多少の相違がある場合がある。その場合、以下の略称を用いて、相違点を説明する（MHF-GはMHFから大型アップデートで実装されたものであり、MHFと記してあるモンスターはMHF-Gでも登場する）。
この項目では以下の略称を用いる。
- 『モンスターハンター』→『MH』
- 『モンスターハンターG』→『MHG』
- 『モンスターハンター ポータブル』→『MHP』
- 『モンスターハンター2（ドス）』→『MH2』
- 『モンスターハンターポータブル 2nd』→『MHP2』
- 『モンスターハンターポータブル 2nd G』→『MHP2G』
- 『モンスターハンター3（トライ）』→『MH3』
- 『モンスターハンターポータブル 3rd』→『MHP3』
- 『モンスターハンター3（トライ）G』→『MH3G』
- 『モンスターハンター4』→『MH4』
- 『モンスターハンター4G』→『MH4G』
- 『モンスターハンタークロス』→『MHX』
- 『モンスターハンターダブルクロス』→『MHXX』
- 『モンスターハンター：ワールド』→『MHW』
- 『モンスターハンターワールド：アイスボーン』→『MHWI』
- 『モンスターハンターライズ』→『MHR』
- 『モンスターハンターライズ：サンブレイク』→『MHRS』
- 『モンスターハンター：ワイルズ』→『MHWs』
- 『モンスターハンター フロンティア オンライン』→『MHF』
- 『モンスターハンター フロンティアG』→『MHF-G』
- 『モンスターハンター フロンティアZ』→『MHF-Z』
- 『モンスターハンター エクスプロア』→『MHXR』

## 概要
モンスターハンターの世界各地に生息する生物で、ハンターの狩りの対象となるものの総称。
草食種などは家畜として飼われ、労働力となる場合もあるが、大半のモンスターは縄張りに侵入してきたハンター達を襲ってくるほか、生態によっては大型の古龍種が街を襲ってくることもある。
飛竜種を始めとして、多くのモンスターには別称が付けられている。
大型モンスターの中には個体差による体長の差があり、特に大型の個体をキングサイズ、比較的大きな個体をビッグサイズ、比較的小型の個体をスモールサイズ、特に小型の個体をミニサイズと呼ぶ。なお、大型モンスターでサイズが最大の個体と最小の個体はハンターノートのモンスターリストに記載される。また、最大のモンスターのサイズがキングサイズの時は最大金冠、ビッグサイズの時は最大銀冠、最小のモンスターのサイズがミニサイズの時は最小金冠、スモールサイズの時は最小銀冠となりモンスターのサイズの横に冠が表示される。
シリーズを経るごとにモンスターの種類も増えていき、通常のモンスターとは違う、亜種や希少種と呼ばれるものも登場する。
また、強大な力を持つ古龍に匹敵、またはそれ以上の力を持つ個体を古龍級生物として取り扱う場合もある。
MHFに存在するHR100以上のクエストや、G級クエストなどでは大型モンスターとの遭遇時に、密林・沼地・砂漠・雪山・森丘・塔・樹海・峡谷・高地・潮島・花畑・白湖ではランクごとにそれぞれのフィールドの専用BGMが流れる仕様になっており、記述と異なる場合がある。
また、この仕様はフォワード.3まではティガレックスなどの専用BGMを持つ大型モンスターにも適用されていた。現在では専用BGMのほうが優先される。
同じくMHP3の乱入クエストも、出現するモンスターに関係なく専用BGMが適用される。
原種
通常のモンスターのこと。亜種が登場してから、区別して呼ばれるようになった。
「原種」という名はゲーム内で用いられるもので、ほかに「通常種」という呼び方もある。
亜種
原種とは違う体色、行動パターンを取り、剥ぎ取れる素材にも違いがある。総じて原種より高い能力を持ち、種の生存（共通の弱点を持つ集団は、ある一つの脅威によって生存競争に敗れることがある）などといった進化の過程から属性攻撃への耐性、生息地や用いる攻撃の属性が原種とは大きく異なっているものも存在する。
ただし、グラビモス亜種やディアブロス亜種など、一部の「亜種」は生物学的亜種ではない場合もある。また、生物学的亜種が別種のモンスター同士とされているものも存在する（例として、ディアブロスとモノブロス、アカムトルムとウカムルバス等はそれぞれ近縁種、すなわち亜種同士の関係にある）。生物学的詳細は各項目を参照のこと。
上記のモンスターが「亜種」と定義・区別されている一つの理由としては、生物学的に亜種でなくてもその体組織や生態の違い、それによる素材の性質の違いや用法が異なるということが挙げられる。
名称は、初期の作品では「体色 + モンスター名」だったが、現在は「モンスター名 + 亜種」となっている。また、アクラ・ヴァシム以降のMHFモンスターは原種と亜種で体形や体色だけでなく名称も変化している。
希少種
亜種の中でも特に珍しい種で、見ることさえ難しいとされる。能力は通常の亜種よりさらに高く、剥ぎ取れる素材にも違いがある。現在確認されているのは、リオレウス（銀火竜）、リオレイア（金火竜）、ラギアクルス（冥海竜）、ナルガクルガ（月迅竜）、ティガレックス（大轟竜）、タマミツネ（焔狐竜）、エスピナス（棘白竜）、ヒプノック（蒼白眠鳥）、の8種類である。
特殊個体
MHP2G・MH3G・MH4・MH4G・MHX・MHXX・MHWI・MHR・MHRS・MHFに登場。亜種や希少種のように原種との生態の違いは無くて狩猟数も原種と同じ扱いでカウントされるが、通常の個体よりも遥かに凶暴で常に怒り状態であるのが特徴。現在確認されているのはクシャルダオラ（錆びたクシャルダオラ）ラージャン（激昂したラージャン）、イビルジョー（怒り喰らうイビルジョー）、ブラキディオス（猛り爆ぜるブラキディオス）、ゴア・マガラ（渾沌に呻くゴア・マガラ）、レイギエナ（凍て刺すレイギエナ）、バゼルギウス（紅蓮滾るバゼルギウス）、ヴァルハザク（死を纏うヴァルハザク）、ネルギガンテ（悉くを殲ぼすネルギガンテ）、ベリオロス（氷刃佩くベリオロス）、バルファルク（奇しき赫耀のバルファルク）、ナルハタタヒメ（百竜ノ淵源ナルハタタヒメ）、マガイマガド（怨嗟響めくマガイマガド）、メル・ゼナ（原初を刻むメル・ゼナ）ジンオウガ（極み吼えるジンオウガ）、ナルガクルガ（極み駆けるナルガクルガ）の16種類である。
特殊個体のモンスターの状態を表す接頭辞が付いている。狩猟すると勲章が獲得でき、原種からは入手できない専用の素材が入手できる。またMH4からモンスターアイコンも原種とは異なるものになっている。また、過去作品やMHFシリーズでは「亜種」とされている「錆びたクシャルダオラ」と「紅龍ミラボレアス、祖龍ミラボレアス」もMH4系列ではこの特殊個体扱いである（錆びたクシャルダオラには専用のアイコンも用意された）。
二つ名持ちモンスター
MHX・MHXXに登場。原種のうち、自然淘汰やハンターによる狩猟といった生存競争を生き抜いた末に変化した個体で、外見にも変化が見られる。原種での攻撃パターンはもちろん、広範囲の攻撃も持ち合わせており、攻撃力は原種よりも遥かに凌駕している。イビルジョーや、ラージャンの特殊個体と同じように捉えられることが多いが、ディノバルドのような火属性だった個体が、火と爆破の2つの属性をもつような個体が存在する他、凶暴性は原種と変わっていないため、特殊個体とは別分類とされている。クエストの受注は、集会所で下記の原種のモンスターをそれぞれ狩猟することで解放されるが、受注金はもちろん、オトモ広場にいる剣ニャン丸からそのクエストのチケットを龍歴院ポイントで購入しなければ、クエストを受注できない。いわゆる、「特殊許可クエスト」と呼ばれ、難易度が1から16まであり、低い方からクリアしていくと、より難易度の高いクエストが解放され、ターゲットモンスターの攻撃力が高くなる他、それ以外のモンスターの狩猟も依頼される。二つ名モンスターの防具は、特殊装備で、「○○の魂」と呼ばれるスキルがあり、それは2,3個のスキルを合わせもつ非常に強力なものとなっているが、そのスキルは防具をある程度強化しなければ付かない。現在確認されているのは、紅兜アオアシラ、大雪主ウルクスス、矛砕ダイミョウザザミ、岩穿テツカブラ、隻眼イャンガルルガ、白疾風ナルガクルガ、紫毒姫リオレイア、黒炎王リオレウス、荒鉤爪ティガレックス、金雷公ジンオウガ、宝纏ウラガンキン、燼滅刃ディノバルド、銀嶺ガムート、青電主ライゼクス、天眼タマミツネ、鏖魔ディアブロス、鎧裂ショウグンギザミ、朧隠ホロロホルルの18種類である。
狂竜化
MH4・MH4G・MHWsに登場。ゴア・マガラから確認された正体不明の狂竜ウイルスに他の大型モンスターが感染したとされる個体で、クエストの依頼書では通常のモンスターアイコンの右に「生態未確定」と表示され、依頼文にも「いつもと様子が違う」という旨が書かれている。最初は原種と変わらぬ動きをするが、ある程度攻撃を加えると突然倒れ、そこから漆黒の狂竜ウイルスを身にまとい再度起き上がる。その後は文字通り「何かに取り憑かれたかのごとく」攻撃が通常より激しく、狂撃属性を帯びるようになる。また鳴き声も狂ったかのように高くなる等の特徴がある。剥ぎ取り等で入手できる素材は通常と変わらないが、追加報酬として「狂竜結晶」等が手に入る。MH4Gから狂竜化状態のモンスターにも専用アイコンが付くようになった。また「抗竜石」を武器に使用し攻撃することで一時的に狂竜化状態を解除できるようになった。
極限状態
MH4Gに登場。前述の狂竜個体はいずれウイルスに侵されて死んでしまうものだが、それを耐えて克服し、同時に新たなウイルス感染源となることで変異した状態。攻撃力の強化は狂竜個体と同じだが、G級個体の原種と亜種のモーションを織り交ぜた攻撃パターンを持ち、個体によっては新たな攻撃パターンも追加されている。防御面は異常なまでに強化されている。その最たる例が肉質の硬化（弱点部位を中心にほぼ全身に同様の効果がある）であり、剣士だと心眼効果を持つ武器種の攻撃でも弾かれるだけでなく、弾かれた際の切れ味の消耗が激しくなり、業物や心眼等のスキルも無効化される。ガンナーの場合は全ての弾が反射されてしまう。更に大タル爆弾やガンランスの砲撃などといった固定ダメージは大幅軽減される。
この状態では罠・閃光玉は効かないばかりか武器の属性ダメージ（気絶値も含め）も無効になるため、効率よくダメージを与えるには前述の「抗竜石」を使用した攻撃を加えることで極限状態を解除する必要がある。ただし、狂竜化状態と同様に、一定時間がたつと元の極限状態に戻ってしまう。この状態のモンスターを狩猟すると「極竜玉」「大極竜玉」というアイテムが手に入る。
現在確認されているのは、セルレギオス、ティガレックス、ディアブロス、グラビモス、イビルジョー、ラージャン、ジンオウガ、ガララアジャラ亜種の8種類である。
獰猛化
MHX・MHXXに登場。モンスターが何らかの理由で異常な興奮状態になってしまっている状態。外見の特徴として体の複数の部位に黒い霧のようなものを纏っているが、これはその部位の過剰な筋肉活動によるもの。クエスト依頼書にはモンスターアイコンに黄色のマークで取り囲んだ専用のアイコンが表示され区別される。前述のとおり、複数の部位に黒い霧を纏っておりその部位による攻撃が大きく強化されている。体力が非常に多くなっており攻撃力はほぼ2倍以上にまで強化されている他、モーション自体に変化はないが緩急の付いた挙動になりタイミングが合わせづらくなっている。しかしこの部位は弱点にもなっており、肉質が軟化し攻撃を当てた時の狩技ゲージが通常より多く貯まるようになっている。
歴戦個体
MHW・MHWI・MHWsに登場
歴戦王
MHW・MHWI・MHWsに登場。現在確認されているのはキリン、クシャルダオラ、テオ・テスカトル、ナナ・テスカトリ、マム・タロト、ゾラ・マグダラオス、ネロミェール、ヴァルハザク、ネルギガンテ、ゼノ・ジーヴァ、イヴェルカーナ、レ・ダウの12種類である。
ヌシ個体
MHR・MHRSに登場。二つ名あるいは極限状態のような個体で、「百竜夜行」のボスとして登場する特殊個体・強化個体に相当するモンスターである。ヌシと呼ばれるだけあってサイズはかなり大きく、いわゆる「最大金冠」よりも一回り巨体になっている。通常種とは大きく異なる姿をしており、攻撃力もかなり高く攻撃パターンも増えている。現在確認されているのは、ヌシ・アオアシラ、ヌシ・リオレウス、ヌシ・リオレイア、ヌシ・タマミツネ、ヌシ・ディアブロス、ヌシ・ジンオウガの6種類である。
傀異化
MHRSに登場。
傀異克服古龍
MHRSに登場。現在確認されているのはオオナズチ、クシャルダオラ、テオ・テスカトル、バルファルク、シャガルマガラの5種類である。
変種
MHFにのみ登場。ハンターランク5以上（旧HR100）のクエストに登場する、通常種に酷似した種。外見は原種と同じだが、全身の肉質と耐属性、剥ぎ取れる素材が異なり、体力や攻撃力などでも非常に高い能力をもつ。また、属性ダメージ分、物理属性のダメージまで減少させてしまうマイナス数値の肉質をもつモンスターも多く、切断や打撃などの物理属性に関してもこれといった弱点を持たない傾向がある。
奇種
MHFにのみ登場（存在自体はシーズン2.0当初よりクエスト詳細に明記されていたが、正式な実装はフォワード.4）。ハンターランク5（旧HR100）以上のクエストに登場する、亜種に酷似した種。外見は亜種と同じだが、変種と同様に全身の肉質と耐属性、剥ぎ取れる素材が異なり、体力や攻撃力などでも変種以上に高い能力をもつ。
剛種（剛種クエスト）
MHFにのみ登場。「亜種」や「希少種」のような種族としての差ではなく、そのモンスターの種族のうち特定の"個体"を指す称号ということになっている。
生半可な防御力では些細な攻撃でも一撃で力尽きてしまうほど攻撃力が上昇し、種族によっては剛種クエストのモンスターのみが繰り出す強力な技や、行動速度が高速化するなどの変化がある。全体的な肉質は大幅に硬くなり、弱点属性が部位によっては異なる。変種同様、剥ぎ取れる素材が原種と違う。あまりにも強力な個体のため、剛種クエストはHR5（旧HR100）以上を要するとともに、「剛種適性試験」と呼ばれるクエストなどを達成し、実力の証明である「剛種チケット」を入手しなければクエストを受注・参加することができなかったが、後にチケット制度のみ廃止されている。
「剛」の名に値する強さや狩猟難易度を誇るモンスターであればクエストは「剛種ランク」に分類される。オディバトラスやゼルレウスといったHR5以上で初めて受注できるモンスターなど、いわゆる「原種」が存在せず最低でも剛種モンスターからというものも存在するが、「剛種」は個体の強さや狩猟難易度の程度を表しているので設定上の矛盾はない。
剛種モンスターを狩猟した者には、狩猟を成功させた「証」とモンスター素材を用いて、比類なき武具「剛種武器」「剛種防具」を生産できる権利が与えられる。
シーズン3.5で登場したHR100以上のクシャルダオラやキリンは当初は"変種"であったが、シーズン4.0にて剛種クエストが実装されるとともに変種から剛種へと分類が変化した。「剛種クエスト」というコンテンツが登場したのは、他の変種モンスターとは明らかにケタ違いの強さであるHR100以上の古龍種を従来と同じクエスト分類で設定していたことがある種の混乱を招いたためで、難易度の変更をするのではなく「高い難易度のクエストであるということを明示する」というところに端を発している。また、変種モンスターの数が充実していた点と、歯応えのある剛種クエストをもっと遊びたいという要望から、それ以降に登場したHR100以上のモンスターは基本的に剛種クエストに分類されている。
特異個体
MHFにのみ登場。通常のクエストで登場する通常のモンスターとは外見がやや異なっており、繰り出す攻撃や行動パターンが大きく異なる。「個体」は「種」のさらに下位の区別である。
肉質は基本的に通常のモンスターのものに準じる。未知の行動をとるモンスターも存在する。バインドボイス・風圧・震動は一部の例外を除いて1段階ずつ上昇しており（咆哮【大】の上には超咆哮、龍風圧の上には暴風圧、震動の上には超震動があり、従来クラスのスキルでは防げない）、罠による拘束や閃光による視覚麻痺を一瞬にして解除してしまうなど、総合的な能力は通常の個体よりも格段に向上している。
特異個体が狩猟対象のハードコアクエストは、HR5で秘伝書を取得してから挑むことができる。システム改定前はHR300以上から取得が可能な「秘伝書」に関連して入手できる「HCチケット」を消費することで受注・参加が可能だった。
HCクエストの特異個体からしか入手できないレア素材「HC素材」が存在する。HCクエスト以外にも、一部クエストに特異個体が出現する。こちらは秘伝書がなくても戦うことができるが、能力はHCクエストのものより低く、専用素材も入手できない。
さらに一部の特異個体モンスターには、幻ともいえる希少さと、特異個体をも大きく超える戦闘能力を有する個体が存在し、これらは攻撃力や俊敏性の大幅な上昇や新たな行動パターンの追加のみならず、「怯ませる」「転倒させる」「麻痺させる」「罠にかける」などの拘束手段が一切通用しない。これらはクエスト開始時に低確率で本来の特異個体と密かに差し替えられる。現在確認されているのは幻のラージャン（赤き金獅子）と幻のドラギュロス（幻の冥雷竜）の2種のみ。
激個体
MHFにのみ登場。上記の特異個体とほぼ同列だが、特異個体とはまた違った行動パターンを有するのが特徴。多くの激個体は新たな行動パターンが追加されているのに加えて「常に怒り状態」となっている。期間限定イベントクエストの中でも特殊な素材や報酬、または多額のゼニーやハンターランクポイントが得られるクエストに登場する。HCクエストと違い特殊な受注・参加条件はこれといって存在せず、HRさえ満たせば誰でも行けるのが特徴だが、それに伴って常に受注できるわけではないモンスターでもある。なお、激個体から直接剥ぎ取れる専用の素材はない。
若個体
MHFにのみ登場。「初級ハンター向け」とギルドが推奨している通り、通常の個体に比べ肉質が非常に柔らかい、体力や攻撃力が低いといった特徴をもつ。剥ぎ取れる素材の確率も異なり、貴重な素材は出にくい、あるいは出ない。主に狩人育成クエストにて登場する。
覇種（覇種クエスト）
MHFのみ登場。HR6以上のハンターのみが受注可能な「覇種クエスト」に登場する特別なモンスターのこと。システム改定前はHR300で入手できる秘伝書のスキルランクが300以上で受注が可能だった。剛種クエストのモンスターと同じく「極めて強力な個体」と言えるモンスターを覇種クエストとして分類している。上記の剛種クエストのモンスターや特異個体をも上回る強化が施され、行動パターンも大きく変化している。覇種クエストでのみ挑むことができるモンスターも存在する。
"覇"の名の通り、MHF フォワード.史上最強の存在と公式で言及される。
覇種クエストのモンスターの討伐に成功すれば、その苦難を乗り越えた実力を証明する称号と、そのモンスターから得た素材を用いた超高性能の武具である「覇種武器」や「覇種防具」を手にすることができる。
ゲーム中でギルド指定クエスト（キークエスト）となっているのは難易度の低い撃退クエストのみである。
覇種クエストはフォワード.4で登場したUNKNOWN、フォワード.5で登場したオディバトラス、パリアプリア、ドラギュロス、アルガノス&ゴルガノス、テオ・テスカトルの6種のみ。
乱入
MH3以降に登場。MHP3とそれ以外のシリーズでは仕様が異なっているが、いずれも「狩猟環境不安定」の場合に発生することは共通している。スキル「ネコのかかってこい」が発動している場合、確実に乱入が発生する。
なお、MHFにおける乱入はUNKNOWNのみが該当し、例外的な要素が非常に多い。
MH3・MH3G・MH4・MH4G・MHX・MHXXの乱入
MH3・MH3G・MH4・MH4G・MHX・MHXXでは、狩猟環境が不安定な場合、クエスト開始の時点から依頼書に載っていない大型モンスターがフィールドに出現する場合がある（演出などは無い）。このモンスターを狩猟すると、本来の報酬とは別に「フリーハント報酬」（MH4では「追加報酬」）がもらえる。また、どんなモンスターが乱入しているかは遭遇するまでわからない。
同作品にて、クルペッコが呼び出すモンスターもこれに含まれ、クルペッコが出現するクエストはほとんどが狩猟環境不安定となっている。
MHP3の乱入
MHP3では狩猟環境が不安定な場合、依頼されたクエストを達成した時点で特殊な演出の後に乱入してくる。UNKNOWNと異なり本来のクエストは達成扱いとなっており、乱入クエストは別のクエストとして開始される（ただし、力尽きた回数やハンターの状態は引き継いで開始される）。乱入してくるモンスターは場所によって決まっており、渓流にはイビルジョーが現れないなどの違いがある。この乱入してくるモンスターは他のモンスターの縄張りを積極的に侵して乗っ取ろうとする個体であり、普通の大型モンスターよりも強いとされている。MHFの特異個体などのように特殊な素材は得られないが、珍しい素材が入手しやすくなっている。乱入が発生し、クエストが開始された瞬間に乱入してきたモンスターの咆哮が響き渡る（このとき、ハンターはモンスターに発見された時同様怯んだ動きをし、オトモアイルーはバインドボイスを受けた時と同じ反応をする）ようになっており、乱入してきたモンスターの正体がわかるようになっている。
乱入された場合、支給品が乱入発生直後に必ず届けられる。また、乱入クエストをクリアしないで撤退してもよい（メニューのクエストリタイアが村への帰還に変化する）。その場合でも、本来のクエストの報酬は支払われる。
乱入が発生するのは集会所の上位クエストのみで、村クエストや集会所の下位クエストでは発生しない。また、クルペッコの呼び出すモンスターは乱入には含まれず、クルペッコの出現するクエストでは乱入が発生することが無い。

G級モンスター
MHF-Gのみに登場。HR7（システム改定前はHR999かつどれか1つの武器種のSR999）に到達し、天翔龍シャンティエンの脅威を撃退した者のみに狩猟を許されるモンスター。
体力や攻撃力のみならず、肉質や属性に対する耐性まで変化しており、状態異常に対する耐性の向上率が通常の倍以上となっている。繰り出す攻撃も追加または強化がされている。
他のMHシリーズでもG級は存在するが、MHF-GのG級モンスターは全く異なるものであることから別のモンスターとして扱う。
烈種（烈種クエスト）
MHF-Gのみに登場。G級クエストの「烈種クエスト」に登場する強敵たち。G級クエスト最難関レベルの狩猟難易度を誇り、覇種素材で作られる武具の性能の限界を突破させ「烈種武器」や「烈種防具」へ強化するために烈種モンスターの素材が必要となる。また、「"烈種クエストに登場するモンスター"に該当する種」という意味合いで「烈種」と呼ぶ場合もあり、その場合は現状ではゼルレウス、メラギナス、ディオレックス、ガルバダオラ、ヴァルサブロスの5種を指す。それらに共通するモンスターデザインのコンセプトとしては「ややメカニカル（あるいは無機質）」というものが挙げられる。
始種（始種クエスト）
MHF-Gのみに登場。「烈種クエスト」の上位ランクに位置するG級クエスト「始種クエスト」に登場するモンスターを表す。「始種クエストに登場するモンスター」に該当するモンスターは、「従来から発見されていたモンスターのさらなる祖先に該当するモンスター」あるいは「太古の時代の姿を留めたまま、現代まで命を繋いできた種族」という共通設定があり、また"自然"をテーマとしていることから「何か一つの属性（それが状態異常属性であることもある）に極端に特化した生態」が特徴となっている。始種クエストのモンスターの素材を使用することで、烈種武器を始種武器に、烈種防具を"GX"と冠する始種防具に強化することが可能。なお、モンスター自体は烈種モンスターの単純な難易度的上位ではなく、後者とはそのコンセプトや能力が根本的に異なっている。
「始種クエストに登場するモンスター」に該当するモンスターは、現状ではグレアドモス、ヤマクライ、トア・テスカトラ、ヴォージャンの4種が挙げられる。
至天モンスター（至天征伐戦/至天クエスト）
MHFにのみ登場。G級に存在する極限征伐戦（極征クエスト）を超える討伐難易度のモンスター。G級武器を最大のLv.50まで強化した経験を持つプレイヤーのみ挑むことができる。至天モンスター独自の行動パターンのほか、体力が減った際には新たな「段階」が発揮される。クエスト表記上は初めから極征クエストの「難易度LV：9999」で固定されている。至天モンスターの攻撃力は非常に高く、一度でも受けると致命傷となる。ゲーム内では「天へと至るほどの実力を認められたハンターのみが挑める」という解説があり、「至天（してん）」の名称もここからきている。
クエスト報酬で武器用の特殊な装飾品「シジル」の生産素材の一種が入手できるが、剥ぎ取れるモンスター素材は通常のクエストのものと変わらない。
併記したように呼び方は複数あり、「至天モンスター」の呼称が最初に用いられたのは第25回極限征伐戦特設サイトにおいてである。公式では基本的にはモンスターよりもクエストそのものを指して解説を行うことが多いが、実質的にはいずれの場合でも同義である。
遷悠種（遷悠クエスト）
MHF-Gにのみ存在する区分。HR5（旧HR100）以上の「遷悠クエスト」と、G級にGR500以上で受注できるG★8難易度「G級遷悠クエスト」がある。
これまでメゼポルタでは確認されなかった新たなモンスターを総称して「遷悠種」と呼ぶ。漢字の「遷」はある場所から別の場所へ移ること、「悠」は遠いことを意味する。
具体的にはコンシューマ系統のモンスターハンターシリーズからモンスターハンターフロンティアGに導入されたモンスターを指す。
MHF-Gではジンオウガ、イビルジョー、ブラキディオス、ベリオロス、ウラガンキン、ナルガクルガ、ジンオウガ亜種、ゴア・マガラ、シャガルマガラ、アマツマガツチ、セルレギオスの11類が実装された。
なお、餓え喰らうイビルジョー、極み喰らうイビルジョー、極み吼えるジンオウガ、極み駆けるナルガクルガの4種はMHFオリジナルのモンスターであるが、遷悠種モンスターを元にしていることは共通しており、クエストの種別が遷悠クエストに分類されている。
辿異種（辿異クエスト）
MHF-Zにのみ登場。突然変異により、特定の部位が異常に発達したモンスター。

## 草食種
モンスターハンターの世界において、食物連鎖の最下層に位置する生物群である。一部のモンスターは家畜として労働力や食料となるほか、武器防具や家屋の柱、日用品の素材として使われ、ゲーム内世界における人類文明を支えている。フィールド上では、食肉の調達や、加工品の原料となる毛皮や角、小型の骨を採取する目的で狩猟される。
アプトノス
- 別称：草食竜（そうしょくりゅう）（MH2Gまで）
- 登場作品：MH／MHG／MHP／MH2／MHP2／MHP2G／MH3／MHP3／MH3G／MH4／MH4G／MHX／MHXX／MHW／MHWI／MHWs／MHF
- 作品中の分類：鳥盤目鎚尾亜目地竜下目トノス科
- 全長：約801センチメートル／全高：約248センチメートル／脚裏のサイズ：約55センチメートル

草食性のモンスター。ハドロサウルス科に属する恐竜のような装飾のある頭部を持つ。
群れを成して生活する。適応力が高く、雪山や凍土、火山などを除く広範囲に生息している。体は大きいが体力がなく臆病で、飛竜が現れたり、群れの誰かが狩られたことに気づくと一目散に逃げていき、中には尻尾や頭突きで反撃してくるものもいるが、それはあくまで逃げた他の個体を生き残らせようとする行動である。群れにはサイズが一回り小さい子供も存在する他、リーダー格の巨大な個体も存在する。
MH3においてこの個体から「特大サイズのフン」というアイテムが手に入る。霜降り質の肉は非常に美味であり、ハンターのみならず、リオレウスやガノトトスなど、他のモンスターからも食料として狙われる。また、飼いならしやすい種族のため、荷物を運ぶなど、家畜として利用されている姿も見られる。
アプケロス
- 登場作品：MH／MHG／MHP／MH2／MHP2／MHP2G／MH4G／MHX／MHXX／MHW／MHWI／MHF
- 作品中の分類：鳥盤目鎚尾亜目地竜下目ケロス科
- 全長：約963センチメートル／全高：約339センチメートル／脚裏のサイズ：約74センチメートル

亀のような甲羅と、アンキロサウルスの尾に棘を生やしたような尻尾が特徴の草食竜。
火山や砂漠など、気温の高い地域に生息する。草食種の中では縄張り意識が強く攻撃的とされる。
卵は美食家に人気があり、納品クエストのターゲットにされる。
フィールド上にて複数体で徘徊しているが、近づくとハンターに対して後ろ足で立ち上がる。体勢を低くして尻尾を振り回すなどの威嚇行動を取ったり、頭突きや尻尾を打ちつけるなどして積極的に攻撃を仕掛ける。移動速度は遅いが、他のモンスターなどを無視して付きまとうように追いかけてくる。
ケルビ
- 登場作品：MH／MHG／MHP／MH2／MHP2／MHP2G／MH3／MHP3／MH3G／MH4／MH4G／MHX／MHXX／MHW／MHWI／MHR／MHRS／MHF
- 作品中の分類：偶蹄目ケルビ科
- 全長（オス）：約229センチメートル／全高：約105センチメートル／脚裏のサイズ：約7センチメートル
- 全長（メス）：約208センチメートル／全高：約105センチメートル／脚裏のサイズ：約7センチメートル

小振りな角を持つ、鹿に似たモンスター。角が長く耳がピンと立ったものが雄、角が短く耳が垂れたものが雌で、雄ではまれに角を振るってハンターに立ち向かってくることもある。群れのリーダーの雄は他の雄よりも大きく、角も太く大きい立派なものを生やしている。
警戒心が強く、群れで生息する。
作中世界でケルビの角は薬品の素材や武具の飾りとして珍重されるが、角の薬効は生きているケルビから剥ぎ取った方が高いとされる。
ハンターが接近したり、捕食者である飛竜が現れるとピョンピョンと跳ねてエリア外へ逃走する。打撃攻撃で気絶させることができ、この場合、剥ぎ取りによる「ケルビの角」もしくは「ケルビの蒼角」の取得率が上がる。MH3では、雌から火消しの実、雄（小個体）からケルビの角、雄（大個体）から確率でケルビの蒼角となっている。
ガウシカ
- 登場作品：MH2／MHP2／MHP2G／MHP3／MH3G／MHX／MHXX／MHWI／MHR／MHRS／MHF／MHXR
- 作品中の分類：偶蹄目ガウシカ科
- 全長：約250センチメートル／全高：約242センチメートル／脚裏のサイズ：約25センチメートル

雪山に生息し、左右に大きく発達した角を持つ、オオツノシカに似たモンスター。
普段はおとなしいが、危害を加えられると突進したり大きな角を振り回して攻撃してくる。
上質な角は家の装飾等に珍重され、保温性の高い毛皮は防寒着の材料に適している。
モス
- 登場作品：MH／MHG／MHP／MH2／MHP2／MHP2G／MHX／MHXX／MHW／MHWI／MHF
- 作品中の分類：偶蹄目モス科
- 全長：約114センチメートル／全高：約132センチメートル／脚裏のサイズ：約25センチメートル

背中に苔が生えている豚型モンスター。頭が硬く、個体によっては体にキノコが繁殖している。
特産キノコが大好物であり、常にキノコを探して歩いている。
モスが匂いを嗅いでいる採取ポイントではキノコを採ることができるという設定である。MH3とMH4には登場しないが、MH3では食事の内容に「モスポーク」という食材が存在し、MH4では「モスジャーキー」という食料アイテムがバルバレのギルドショップで名物として販売されている。
フィールド上ではキノコを探し続ける動作を行っているが、怒ると突進してくる。特産キノコやアオキノコなどを剥ぎ取れることがある。
MHW・MHWIでは、「モスはモスでもモスのモス」を期間限定クエストで配信。モスは、巨大化しており、大きさはアプトノス程度である。攻撃力も格段に上がっている。クエストの最後には、さらに大きなモスが出現。
MHFでは、2012年のエイプリルフールクエストとして「最高に貧弱なモス」が配信された。このクエストに登場するモスは、プレイヤーから攻撃を受けると龍風圧を発生した後、赤いオーラをまとって特異個体のような姿に変化する。突進の速度および攻撃力が上昇し、カウンター以外の通常攻撃は一切受け付けなくなる。ただし、剥ぎ取れる素材は普通のモスと変わらない。このクエストに登場したモスは、後に一部の期間限定クエストでも何度か登場している。
ポポ
- 登場作品：MH2／MHP2／MHP2G／MH3／MHP3／MH3G／MH4／MH4G／MHX／MHXX／MHWI／MHR／MHRS／MHF／MHXR
- 作品中の分類：長鼻目奇鼻上科ポポ科
- 全長：約656センチメートル／全高：約356センチメートル／脚裏のサイズ：約65センチメートル

全身長い毛で覆われ巨大な2本の牙を持つ、鼻が無いマンモスのような草食性のモンスター。
雪山など寒冷な土地に生息する。群れで生活し、群れ内の子供を脅かす存在に対しては時として非常に勇敢になる。
ゲーム内の世界においてポポの肉は栄養価が高く、中でも「ポポノタン」と呼ばれる舌は、珍味として有名な食材であるという設定である。その肉はティガレックスやベリオロスからは大好物として狙われるとされている。アプトノスと同じく家畜としても利用されており、寒冷な地域での飼育が多いが、MH4では主人公たちの所属する「我らの団」の車を引くのに使役されている。
エピオス
- 登場作品：MH3／MH3G
- 作品中の分類：海竜目首長竜亜目エピオス科
- 全長：約1008.3センチメートル／全高：約422.9センチメートル／脚裏のサイズ:約77センチメートル

水の中で暮らしている草食のモンスター。首長竜のような身体と背中に生えた一対の背ビレ、尻尾が扇のようなヒレに発達している。
海水・淡水を問わず、常に水上あるいは水中で活動しており、水底に生えている藻や水草を食べている。
危害を加えられると、敵を尻尾ではたき飛ばして逃げるが、大型モンスターとの戦闘に巻き込まれるとパニックを起こして泳ぎ回る。
リノプロス
- 別称：草食竜（そうしょくりゅう）（MH3以降）
- 登場作品：MH3／MHP3／MH3G／MH4／MH4G／MHX／MHXX／MHR／MHRS／MHXR
- 作品中の分類：鳥盤目周飾頭亜目リノプロス科
- 全長：約536.3センチメートル／全高：約196.5センチメートル／脚裏のサイズ：約49.6センチメートル

砂原の岩場や地底洞窟、火山地帯など、過酷な土地に生息する草食モンスター。頭部にはプロトケラトプスのような扇状の襟飾りを持つ。頭部や背中が硬い甲殻に覆われており、草食種としては頭部の防御力が高い。
縄張り意識が強く攻撃的で、近づくと突進してくるが、走り出したら容易に止まれず、しばしば岩や木などに衝突する姿を目撃できる。地上の植物を食べる時以外は地中に潜んでおり、視力が弱いが聴覚が発達しているとされる。
フィールド上では、複数体で寛いでいる様子が見られるが、プレイヤーが近づくと立ち上がり、尻尾を振る威嚇動作をとった後に突進してくる。
ズワロポス
- 別称：垂皮竜（すいひりゅう）
- 登場作品：MHP3／MH3G／MH4／MH4G／MHX／MHXX／MHR／MHRS／MHXR
- 作品中の分類：鳥盤目鎚尾亜目地竜下目垂皮竜上科ロポス科
- 全長：

水没林や火山などの水辺に生息するモンスター。垂皮竜の名の通りに皮が分厚く弛んでいて、そこに栄養を蓄えている。
縄張り意識が強く、大きな雄は大型モンスターが来ても逃げようとしない。
皮は耐熱性、防水性に優れ、モンスターの攻撃から致命傷を逃れるだけの防御力があり、ゲーム内の世界では、防具や雨具などの材料に使用されている。また、皮から抽出される油は「垂皮油」と呼ばれ、飲み薬や塗り薬として使用されるという設定である。
リモセトス
- 別称：首鳴竜（くびなりりゅう）
- 登場作品：MHX／MHXX
- 作品中の分類：竜盤目奇首亜目首鳴竜上科リモセトス科
- 全長：

古代林にのみ生息する、竜脚類に似た外見のモンスター。首の穴からは音を出すことが可能で、これを用いて仲間とのコミュニケーションをとっている。
ムーファ
- 別称：雲羊鹿（うんようじか）
- 登場作品：MHX／MHXX
- 作品中の分類：偶蹄目ムーファ科
- 全長：

ケストドン
- 登場作品：MHW／MHWI／MHR／MHRS
- 作品中の分類：竜盤目獣脚亜目板角竜上科ケストドン科
- 全長：

ガストドン
- 登場作品：MHW／MHWI
- 作品中の分類：竜盤目獣脚亜目板角竜上科ケストドン科
- 全長：

メルクー
- 別称：麗羊獣（れいようじゅう）
- 登場作品：MHRS
- 作品中の分類：
- 全長：

ケラトノス
- 登場作品：MHWs
- 作品中の分類：
- 全長：

ダルトドン
- 登場作品：MHWs
- 作品中の分類：
- 全長：

ラフマー
- 登場作品：MHWs
- 作品中の分類：
- 全長：

ブルック
- 登場作品：MHF（シーズン9.0より）

高地に生息する草食種のモンスター。牛のような姿をしており、黒と茶の2色の体毛と耳の後ろから生える角が特徴。
温厚でおとなしい性格とされるが仲間意識が強く、群れの仲間に危害を加えられると団結して一斉に反撃をするという設定である。
エルペ
- 登場作品：MHF（シーズン9.0より）

高地に生息する草食種のモンスター。山羊に似た姿で白い体毛と大きな角が特徴的。雄は角が大きく円を描いており、雌は角がとても小さい。特殊な形状の蹄をしており、崖を難なく登れるなど複雑な地形の高地に順応している。
好奇心旺盛で人なつっこい性格という設定で、自分からハンターに近づいて来たり、ハンターの仕草に反応して遊ぶなど警戒心が薄い。珍しい物をなんでも口に入れてしまう習性があり、珍しい鉱石や水晶を誤飲することがある。モンスターのフンも採れる。

## 甲虫種
昆虫型の生物。体液は緑色。フィールド上では無限に発生する場合が多く、大型モンスターと闘う際などには、体当たりや麻痺毒によってハンターの行動を妨害してくることがある。雑魚として登場するモンスター以外に、アイテムや食料の中にも甲虫種に含まれる生物がいる。
甲虫種モンスターの多くは殻そのものは武具に利用されるほど頑丈だが、小型甲虫種の場合は体節が脆いため物理的な攻撃で倒すと砕け散ってしまい、素材が入手できなくなる。毒弾や毒属性の武器、毒けむり玉を使って衰弱させ倒すと死骸が残り、素材を剥ぎ取れる。オルタロス以外は、毒以外の攻撃でも、稀に剥ぎ取れる状態で倒せることがある。
カンタロス
- 登場作品：MH／MHG／MHP／MH2／MHP2／MHP2G／MHX／MHXX／MHW／MHWI／MHRS／MHF
- 作品中の分類：殻虫目棘虫亜目カンタロス科
- 全長：約224センチメートル／全高：約263センチメートル／脚裏のサイズ：約12センチメートル

ヘラクレスオオカブトのような二本の角を持ったモンスター。飛行能力は低いが外殻が発達しており体力も高い。普段は草原や洞窟などを歩き回っているが、ハンターを見つけるとバッタのように発達した後脚で飛び跳ねて体当たりをしてくる。短時間なら滞空することもできる。
ランゴスタ
- 登場作品：MH／MHG／MHP／MH2／MHP2／MHP2G／MH4／MH4G／MHX／MHXX／MHW／MHWI／MHRS／MHWs／MHF
- 作品中の分類：殻虫目針尾亜目ランゴスタ科
- 全長：約227センチメートル／全高：約119センチメートル／脚裏のサイズ：約9センチメートル

巨大な蜂型モンスターで、他のモンスターの体液を吸うことから巨大な蚊とも言われる。

獲物を見つけると、尻の針から麻痺毒を注入して仕留める。高い適応能力と広い行動範囲を持っており、寒暖の差が激しい砂漠や極寒の雪山、マグマが流れる火山の洞窟内でも生息している。密林などでは大規模な群れを形成し、群れの中心には「クイーン」が存在する。
クイーンランゴスタ
- 別称：女王虫（じょおうちゅう）
- 登場作品：MHP2G
- 作品中の分類：殻虫目針尾亜目ランゴスタ科
- 全長：約691センチメートル／全高：約414センチメートル／脚裏のサイズ：約84センチメートル

ランゴスタの群れを束ねる女王蜂のモンスター。群れのランゴスタが大量に倒され、群れの危機を察知すると現れる。通常のランゴスタと比べ遥かに巨大な体を持ち、耐久力も高い。

初期にはアイテムの説明文に存在が記載されていたのみだったが、MHP2では特定のクエストに巨大なランゴスタの個体が登場し、さらにMHP2Gではモーションやグラフィックが一新され、新ボスモンスターとしての扱いを受けることとなった。

ランゴスタを複数匹連れて出現し、羽から出される音で命令を下し、統率のとれた行動で一斉に襲い掛かってくる。毒針や突進で攻撃を仕掛けるほか、腹部から酸性の体液を噴霧して広範囲攻撃を行うことがあり、これを浴びると防御力が低下する。
大雷光虫（だいらいこうちゅう）
- 登場作品：MH2／MHP2／MHP2G／MH4G／MHXX／MHWs／MHF
- 作品中の分類：殻虫目閃虫亜目ライコウチュウ科

アイテムとして登場している「雷光虫」が古龍の体内など、特殊な環境で巨大化したもの。外見は身の丈ほどもある青白い光球で、攻撃時にはより強く発光し、色も赤く変化する。巨大化した個体とされるが、撃退した際に入手できるアイテムは通常の雷光虫や虫の死骸であったりする。

放電能力が高く、ハンターに体当たり攻撃をしてくる。また、撃退時や視点を切り替えて姿を拡大して見た際には、内部に小さな羽虫が飛んでいる姿を見ることが出来る。ヤマツカミが口から吐き出し、攻撃の手段とすることもある。その場合の大雷光虫は一定時間が経つと動きが不安定になり始め、最終的には爆発を起こして消滅する。
ブナハブラ
- 別称：飛甲虫（ひこうちゅう）
- 登場作品：MH3／MHP3／MH3G／MH4／MH4G／MHX／MHXX／MHR／MHRS／MHXR
- 作品中の分類：殻虫目針尾亜目ブナハ科
- （小）全長：約131センチメートル／全高：約174.4センチメートル／脚裏のサイズ：約19.1センチメートル
- （大）全長：約218.3センチメートル／全高：約289.6センチメートル／脚裏のサイズ：約31.9センチメートル

大きく横に張り出した赤い頭部と、生息地ごとに色の違う羽が特徴。

ランゴスタ同様、尻の針から麻痺毒を注入して獲物の自由を奪う。腹部には腐食液が溜め込まれており、尻の針から噴射する。

尻の針から飛ばして攻撃してくる液に当たると各属性耐性が低下する。たいまつを灯すと集まってくる。また、大量発生時には大きな個体があらわれることがある。「クイーンニードル」と呼ばれるアイテムが存在し、ブナハブラにもクイーンが存在することが解説文に記載されている。
オルタロス
- 別称：甲虫（こうちゅう）
- 登場作品：MH3／MHP3／MH3G／MH4／MH4G／MHX／MHXX／MHR／MHRS／MHXR
- 作品中の分類：殻虫目棘虫亜目オルタロス科
- （小）全長：約162.6センチメートル／全高：約86.4センチメートル／脚裏のサイズ：約16.6センチメートル
- （大）全長：約239.1センチメートル／全高：約127.1センチメートル／脚裏のサイズ：約24.4センチメートル

黄色い甲殻の頭部と爪、上に突き出た腹部が特徴の蟻型モンスター。

普段はアリ塚や小さな巣穴の中に棲んでおり、食料を確保するために外に出てくる。主にキノコやハチミツ、木の実などを好んで食料にしており、それらをミツツボアリのように腹部に溜め込んで巣に持ち帰る。その際の腹部は通常の倍近くの大きさに膨れ、中身によって色が変化する。この状態でオルタロスを倒すと、必ず腹部の中身か腹部そのものを落とす。特にキノコはマカ壷で熟成されたような状態で見つかることもあり、珍味としての需要がある。また、食糧を腹部に溜めこんだ個体は脅威を感じると巣へと急ぐ。

キノコや蜂の巣があるエリアでは、プレイヤーを無視してキノコやハチミツの採取を行う。大型の個体は侵入者を発見すると攻撃してくる。他の甲虫種が低確率ながら物理攻撃で倒しても壊れないのに対し、オルタロスは毒を使わない限り100%砕け散る。またMHP3・MH3Gでは体内に物をため込む際、稀に金色に変化することがある。この状態のオルタロスを倒すと、「きれいな腹袋」「輝く腹袋」という精算アイテムを落とし、上述のように珍味として売買される。
クンチュウ
- 別称：盾虫（たてむし）
- 登場作品：MH4／MH4G／MHX／MHXX
- 作品中の分類：甲虫目盾虫亜目クンチュウ科
- 全長：約295センチメートル／全高：約69センチメートル／脚裏のサイズ：約40センチメートル

ダンゴムシやタマヤスデのような姿をした小型の陸生甲虫種。

生態系では分解者にあたり、腐肉や腐葉土を漁る。イャンクックはこのクンチュウを餌の一つとしている。あらゆる環境に順応しており、生息域の違いで体色にも大きな違いが見られるが、剥ぎ取りで得られる素材に生息域間の違いは無い。上位の個体は大型モンスターに張り付いて「盾」になるなどの行動が増える。この行動は大型モンスターから老廃物を分けてもらう代わりに自身の硬い甲殻を提供するという一種の共生関係に当たる。

ボールのように丸くなり、プレイヤーめがけて転がり攻撃する。ブナハブラやオルタロスとは違い、討伐後に死骸が砕けずその場に残り、剥ぎ取りもできる。特定のダウンロードクエストでは大型の個体が登場。攻撃力も高くかつハンターは防具、護石なしで挑まなければならないため受けるダメージも必然的に大きくなる。
アルセルタス／アルセルタス亜種
- 別称（原種）：徹甲虫（てっこうちゅう）
- 別称（亜種）：斧甲虫（ふこうちゅう）
- 登場作品（原種）：MH4／MH4G／MHX／MHXX
- 登場作品（亜種）：MH4G
- 作品中の分類：甲虫目食肉亜目セルタス科
- 全長：約616センチメートル（腕を除く）／全高：約292センチメートル／脚裏のサイズ：約38センチメートル
- テーマ曲：喧々たる来訪者

カマキリモドキとツノゼミを合わせたような姿をした、鎌状の前脚とハチのような胴体や翅、頭や胸の一部と一体化した巨大な衝角状の角をもつ大型の甲虫種。同種のメスはゲネル・セルタスと呼ばれてアルセルタスと区別されており、リオス種などと同じく性的二形であるが、 矮雄傾向が強く、一目では同種と分からないくらい互いの形態と生態には違いがある。

飛行能力が高く、巨大なゲネル・セルタスを運搬・牽引しながらの飛翔も可能である。ゲネル・セルタスの分泌するフェロモンによって誘引されるという性質を持っていて、このフェロモンを吸引するとアルセルタスは雌に対する極度の興奮状態となって洗脳され従順になる。

飛翔しながら鋭利な前脚を鎌を振るい、そして高速で相手に突進して胴体の衝角で相手を貫こうとする。他にも体内で生成した高濃度の腐食液を腹から飛ばして獲物を攻撃する。ゲネル・セルタスと合流してフェロモンの散布が行われると、共にハンターを攻撃したり、あるいはゲネル・セルタスを掴んで飛行したりと戦闘の補助を担うが、時にはゲネル・セルタスが自身の体力を補給するための餌にされてしまうこともある。

MH4Gでは亜種が登場。原種と比較すると少し茶色みを含んだ渋い体色になり、クワガタの大顎ような形状の湾曲した大きな二本角を持つ。腐食液は麻痺毒を含んだものに変化している。エリア移動時はこの角で地面を穿ち、地中を移動する。
ゲネル・セルタス／ゲネル・セルタス亜種
- 別称（原種）：重甲虫（じゅうこうちゅう）
- 別称（亜種）：砲甲虫（ほうこうちゅう）
- 登場作品（原種）：MH4／MH4G／MHX／MHXX
- 登場作品（亜種）：MH4G
- 作品中の分類：甲虫目食肉亜目セルタス科
- 全長：約1445センチメートル／全高：約393センチメートル／脚裏のサイズ：約104センチメートル
- テーマ曲：万古の重甲冑

アルセルタスと同種のモンスターで、こちらはメスに当たる。オスのアルセルタスとは形態がかなり異なっており、オスの倍以上はある巨大な体躯のカメムシや蟹に似た胴体に分厚い具足状の脚部、そして先端がハサミムシのような鋏状になった長い尻尾が特徴。第一肢は盾のように顔の部分を覆い隠すことができるようになっている。戦車をイメージしたモンスターとされている。

アルセルタルの項で述べたように、社会性昆虫に近い生態を持ち、矮雄が著しいとともにメス（ゲネル・セルタス）が絶対的な上位関係にあり、無数に存在する雄（アルセルタス）は少数の雌の非常食や武器とされるなど、雌を存続させるための使い捨て道具として扱われる存在である。翅は退化しているため飛行することはできず、地上や地中を主なテリトリーとしているが、いざという時には尻尾や胴体から黄色いフェロモンガスを分泌してオスのアルセルタスを呼び寄せて移動の補助や戦闘における攻撃支援などを行わせ、さらに負傷するとそのアルセルタスを捕食して体力の回復を図ろうとする。

MH4Gでは亜種が登場。原種よりも更に大柄で、アルセルタス亜種と同じく茶色みを含んだ体色になっている体表には振動を感知できる短い体毛が密集して生えており、この体毛で砂中の獲物やアルセルタス亜種や獲物の振動を感知して位置を把握しているほか、毛に砂を絡め取ることで砂漠の強い直射日光を遮っている。尾の先のハサミは原種よりも著しく巨大化するとともにより鋭利な物々しい形状になっており、先端は紅く染まっている。この尻尾を使って後述のように地中のアルセルタス亜種をひっぱり出したり、ハンターを拘束して至近距離からの高圧ブレスを叩き込むなどの戦法をとる。アルセルタス亜種と連携を組むがその扱いは原種以上に荒く、MH4での登場ムービーそのままにアルセルタス亜種を地面から引きずり出したり、武器のように叩きつけて使用する。極めつけはブレスと同時にアルセルタス亜種を砲弾として発射する（発射されたアルセルタス亜種は粉々に砕け散り、素材も残らない）。

セルタス種甲虫を素材とした武器は高めの物理攻撃力と低めの水属性を帯びる。男性用防具はスーパーロボットのようなデザインとなる。
アトラル・カ
- 別称：閣螳螂（かくとうろう）
- 登場作品：MHXX
- 作品中の分類：甲虫目閣螳螂亜目アトラル科
- 全長：
- テーマ曲：墟城の魂たる女王(ショートver)（第一形態）／蠢く墟城（第二形態、第四形態）／墟城の魂たる女王(フルver)（第三形態）／英雄の証 ～ MHXXver.（第五形態）

全身に煌びやかな金色の甲殻を持った大型の甲虫種。アルセルタスのような扁平な頭部と一対の鎌を持ち、尾は上方に反り返ったショベルのような特徴的な形をしている。

尾から非常に粘着質かつ強靭な強度を持った金色の絲を射出し、様々な物体を接合して自身に纏わせ鎧とする習性があり、その鎧は固体によっては超巨大な生物と見紛うほどの規模を持ち、その姿から「墟城」「女王の玉座」とも呼ばれている。基本的には巣から外界へ出ることは稀とされるが、自身の鎧が老朽等により朽ちてくると新たな鎧の構築のために素材を求めて巣穴から出て行動を開始する。大型モンスターとしては飛竜種等に比べると小柄であり生態系でも決して強者という位置ではないが、特筆すべきはその知能の高さと器用さで、人類の作る建造物が自身の鎧として最適であることを理解しており、一度出現すると人里まで赴き積極的に街や砦を破壊しそれらの瓦礫を素材として持ち帰ろうとする他、瓦礫等の物体を絲で器用に操り外敵の排除に用いるため、人類にとっては非常に厄介かつ危険な生物である。

集会酒場におけるラスボスとして登場。主人公であるハンターがラオシャンロン撃退の任務に向かった際、時を同じくして近隣の砦に正体不明の巨大なモンスターが襲来、砦の内部を荒らし回った後に去るが破壊されたはずの瓦礫が根こそぎ消失し、またその巨大モンスター自体もその後忽然と姿を消すという不可解な事件が発生する。集会酒場のマスターは自身の情報網や調査によって瓦礫等を自身の鎧として集める習性があるモンスターではないかと予想しこのモンスターを「アトラル・カ」と命名、またその鎧はまだ完成しておらず再び出現するのではと予測していた。やがて砂漠地域にある放棄されて久しい旧砦跡にて姿を確認され、上記の理由と収集した素材が気に入らなければ何度でも人里へ襲来する恐れがあるとして、集会酒場やハンターズギルドの総力を結集して旧砦跡周辺の大型モンスター達が近づかないよう封鎖、主人公のハンターに討伐の依頼がされるというストーリーになっている。

旧砦跡内にある広大な広場で戦うことになり、本体との戦闘と瓦礫を纏った墟城形態が存在する。最初は本体との戦闘となり、鎌状の腕による肉弾戦や腐食効果のあるフェロモンの放出、尾からの絲を射出する攻撃の他、地面に埋まっていた撃龍槍を掘り起こし絲を巧みに操って叩きつける、投げ飛ばす等アトラル・カとしての知能の高い攻撃方法をとる。一定のダメージを受けると、絲を使用して地中から瓦礫の山を引きずり出し自身が中央部に搭乗、その強靭な絲で瓦礫の山を操ることで動かし始め、4足の超巨大な竜を模した「アトラル・ネセト」へと姿を変える。この姿こそが各地で目撃されていた巨大な姿の正体であり、その見た目通り衝撃波を伴う重鈍な踏み付けや首に当たる部分を振り回しながらの突進、瓦礫の塊を撒き散らす、瓦礫の隙間から絲を射出する等の攻撃をしてくる。この形態ではあらゆる攻撃を受け付けないが、足の指等の部分に絲が集中している部位がありそこを攻撃、破壊することで操っている絲を阻害させダウンさせることができる。足の踏み付けやダウンした際にその巨大な体に登ることが可能で各部分での採掘や対巨龍爆弾の設置が行える他、一部に金色の繭が出現しており弱点となっている。中央部にはアトラル・カ本体がいるであろう巨大な繭があり、ダウンした際に頭部から登ることで攻撃することができる。またこの形態でのみ一定時間毎に集会酒場からバリスタの弾や対巨龍爆弾等の支援物資がフィールドへ送られてくる。ダメージが蓄積すると瓦礫が崩壊し、再び本体との戦闘になる。この段階では撃龍槍を武器として手繰り寄せて1段階目と同じく叩きつけや投げ飛ばす攻撃をする他、さらに地中から朽ちた撃龍槍を引きずり出しハンター目掛けて投げつける、広範囲に絲を張り巡らせトラップとして設置するという多彩な攻撃を行ってくる。また、このトラップは武器で攻撃することで除去することができる。さらにダメージを与えることで再び瓦礫の山を引きずり出し、再度巨大な姿で襲ってくる。この形態では足の踏み付けでの衝撃波が追加され、撒き散らす瓦礫の塊も増える等攻撃が強化される。この形態でさらにダメージを与えることで纏った瓦礫が完全に崩壊し、本体との最終決戦となる。撃龍槍の他に瓦礫の山の一部として使用していた巨大な車輪を武器として使用し、従来のように投げ飛ばす、広範囲を薙ぎ払う、車輪を回転させての突進等さらにトリッキーな攻撃を繰り出してくる。投げつけてくる撃龍槍も数が増え、さらに掘り起こした撃龍槍を周囲に旋回させる攻撃も行ってくる。討伐に成功すると尾から大量の絲と体液を撒き散らし絶命、周囲の砦の外壁の一部が崩壊し砂嵐だった天候も快晴になるという演出がされる。
ブブラチカ
- 登場作品：MHWs
- 作品中の分類：
- 全長：

ネマラチカ
- 登場作品：MHWs
- 作品中の分類：
- 全長：

紫光虫（しこうちゅう）
- 登場作品：MHF（フォワード.2より）

潮島のみに生息する甲虫種。大雷光虫に似た外見だがやや小柄である。ハンターの視界に入らないほど高い木の上に巣を作っており、木に衝撃が加わると落下して割れ、中から紫光虫が出現する。紫光虫の攻撃を受けると毒を受ける。

## 獣人種
疾走時に四足となる種族もいるが、普段は二足歩行で道具を用いる知性を持つ。大型の種類は確認されていない。独自の社会を形成したり、村や街で人類と共生する者もいる。
アイルー
- 登場作品：全シリーズ
- 作品中の分類：食雑目アイルー科
- 全長：約39センチメートル／全高：約116センチメートル／脚裏のサイズ：約13センチメートル

猫型の獣人種。直立した猫という外見の通り、マタタビに目が無い。白い毛皮を持つが、人里へ働きに来る者の中には、多種多様な毛色の個体がいる。当のアイルー達自身も自分達を「ネコ」と呼ぶことがしばしばある。砂漠や森林部に集落を作り、木の中や岩の中に住居を構える。人間の言葉を理解でき、ナ行や語尾が「ニャ」と変化してしまうものの、喋ることも可能。MHP2G、MHP3、MH4でオトモアイルーとして狩りに同行するのは、ハンターズギルドと契約し、見習いとして人間のハンターから指導を受けている個体。普段はおとなしいが、怒ると骨鎚を振るって攻撃してくる他、小タル爆弾の投擲や大タル爆弾を掲げて走りながらの自爆攻撃を仕掛け、時には大小のタル爆弾Gを使うこともある。特殊な防水技術を持っているため、雨の中でも爆弾を使用できる。他のモンスターとは異なり、討伐しても地面に潜って逃げてしまい、素材を剥ぎ取ることはできない（アイテムを落として逃げていく）。火のついたたいまつを持っていると周囲のアイルーが集まり、踊り始める。異文化である人間社会への適応、タルや槌のような道具の作成といった知能を持ち、笑う、残念がるといった喜怒哀楽を表現する。亜種であるメラルーとは、協調して盗品転売のような活動も行っている。特徴的な鳴き声は音響担当のスタッフが飼っている本物の猫「ミギャ」の声を基に作られており、この猫はアイルーのシャム猫風の毛色のモデルでもあったことが公式サイトのコラムで明かされた。
メラルー
- 登場作品：全シリーズ
- 作品中の分類：食雑目アイルー科
- 全長：約39センチメートル／全高：約116センチメートル／脚裏のサイズ：約13センチメートル

黒猫型の獣人種。アイルーの近縁種。危害を加えられない限りハンターと敵対的な行動はしないアイルーと違い、ハンターを見つけると突進し、猫の手を模したピックでアイテムをかすめ取る。アイルー同様マタタビに目が無く、狙ったハンターがマタタビを持っていると最優先で盗んでいく。討伐しても地面に潜って逃げてしまい、素材を剥ぎ取ることはできないが、討伐することで盗まれたアイテムを取り戻せるほか、逃げる際にアイテムを落としていくことが度々ある。火のついたたいまつがあると襲われなくなり、アイルー達同様に踊り始めてしまう。体を白く塗ってアイルーになりすまし、店先の商品を盗んだりする者もいる。また、肉球のスタンプと呼ばれる彼らの貨幣や紙幣と思しきアイテムも存在し、アイルー達と交易をする場合もあって、お互いを「同胞」と呼んでいる。アイルーとメラルーは同じ集落で生活しており、調べると盗まれたアイテムを取り返せる場合がある。彼らのもつピックを模した「ねこ？ぱんち」という片手剣を生産することが可能で、この武器を装備するとキャラクターの声が変化する。進化させて「ねこ？ぱんち改」「にゃんにゃんぼう」に変化させても、この性質は変わらない。
チャチャブー
- 別称：奇面族（きめんぞく）
- 登場作品：MH2／MHP2／MHP2G／MHF
- 作品中の分類：食雑目チャチャブー科
- 全長：約71センチメートル／全高：約110センチメートル／脚裏のサイズ：約10センチメートル

古塔や森丘などに生息する木の実のマスクを被った獣人種。普段は鉱石やキノコに似せた物の下に潜み、地中に隠れている。小型ながら非常に体力があり、手に持っている鉈は飛竜種並みの攻撃力を誇る。また、爆弾や睡眠効果のある煙玉を投げてくることもある。討伐すると地面に潜って逃げてしまうが、この際に落としていくマスクから素材を剥ぎ取ることができる。樹海の中心部の巨木内で集落を営んでいる。人とも獣ともつかない姿は、もともとアイルーのボツデザインとして公式サイトで公開されていた物だった。また、MH3、MH3Gで登場するチャチャ（およびカヤンバ）は、チャチャブーの子供だと考えられる。
キングチャチャブー
- 別称：奇面王（きめんおう）
- 登場作品：MH2／MHP2／MHP2G／MHF
- 作品中の分類：食雑目チャチャブー科
- 全長：約79センチメートル／全高：約154センチメートル／脚裏のサイズ：約15センチメートル

チャチャブーたちを統率するやや大型の個体。頭には火のついた『肉焼きセット』を載せており、巨大な棍棒を武器にしている。MHP2までは外見や得られる素材の異なるチャチャブーであったが、MHP2Gよりボスモンスターの扱いを受けることになり、頭の肉焼きセットを噴火させて周囲に爆発を巻き起こす攻撃手段が追加された。怒ると炎がさらに激しく燃えるようになる。樹海にある集落には、キングチャチャブーのものとされる立派な住居がある。
テトルー
- 別称：山猫族（やまねこぞく）
- 登場作品：MHW／MHWI
- 作品中の分類：
- 全長：

新大陸に生息するアイルーに似た獣人種。アイルーと比べてやや細長い体格と尖った耳、首回りを覆う襟巻き状の豊かな体毛が特徴的。アイルーとの関係性としては原種寄りの種族らしく、二足歩行で移動し各地域ごとに部落を形成し狩猟、採取を行って生活をしている等の共通点が多い。しかしアイルーとは違いテトルー独自の言語を使用し、また敵対的ではないものの警戒心が強く近づいても逃げ出してしまう。彼らと接触するには周辺に記された落書きを頼りに集落を突き止め、オトモアイルーを介して言葉を交わしこちらの意志を伝える必要がある。
ガジャブー
- 別称：奇面族（きめんぞく）
- 登場作品：MHW／MHWI
- 作品中の分類：
- 全長：

新大陸に生息する獣人種。チャチャブーと同じくお面で顔を隠していることから作中では奇面族と呼ばれている。民族衣装のようなお面と装飾で着飾っており集団でフィールドを徘徊している。性格は好戦的でハンターや大型モンスターが近づくと奇声を上げて威嚇し、毒を塗った剣による接近戦や様々な状態異常を起こす投げナイフ、高威力を伴う壺爆弾などで攻撃を行う。彼らの文化としては踊りが重要視されているらしく、竜結晶の地のある場所では夜になるとガジャブー達が集まり踊りによる集会が開かれている。横穴式の住居を掘り入り口にはそのガジャブー固有のお面が表札のように置かれているなど決して低くない知能と文化を持っている。言語はガジャブー独自のものであり、上記の性格も含めて文化交流は困難を極めるが、彼らの言語と文化を理解、解析し歩み寄ることにより意思疎通は可能で、一度交流を図ることができればハンターに協力姿勢を取る個体もいる。
キングガジャブー
- 別称：奇面王（きめんおう）
- 登場作品：MHW／MHWI
- 作品中の分類：
- 全長：

新大陸の奇面族の族長。
ボワボワ
- 別称：獣纏族（じゅうてんぞく）
- 登場作品：MHWI
- 作品中の分類：
- 全長：

モリバー
- 登場作品：MHWs
- 作品中の分類：
- 全長：

ウルキー
登場作品：MHF-G（GGより）
花畑に生息する新種の獣人種。比較的温厚な性格で、普段は釣りや採集といった狩猟収集生活を営む。小さな猿のような姿をしており、アイルーなどと同様に手製の道具や武器を持つなど、ある程度の技術や知識も有している。道具にはパチンコのようなものもあり、これを用いて木の実を獲得したりするほか、縄張りに侵入した外敵へ反撃を行う。もともとウルキーは仲間意識や縄張り意識がとても高いモンスターであり、華鳳鳥フォロクルルを始めとした大型モンスターたちとの花畑の食糧を巡る争いは常日頃から繰り広げている。一方でその大型モンスターを討伐する、つまり利害が一致しているハンターに対しては「仲間である」という認識を持っており、非常に友好的である。そのため、フィールドに生息している小型モンスターという立場だが、パチンコやどんぐり爆弾などを用いた大型モンスターへの攻撃や、木の実をハンターに与える回復行動など、ハンターの味方という独特のポジションを持つ。

## 魚類
MH3より、新たにその存在が確認された種族。海や川に生息する脊椎動物の一種。モンスターハンターの世界ではモンスターに含まれる。魚類とあるが、クラゲ型のモンスターも含まれる。どの魚類も攻撃を当てて倒すと逃げてしまうが、弱ると体を傾けながら泳ぐようになる。この時に漁獲モリで仕留めると死骸が残り、剥ぎ取れるようになる。
肉食魚
肉食性の魚類。他の魚類と比べ好戦的で、比較的体力も多い。
サメ型肉食魚
- 別称：古代鮫（こだいざめ）
- 登場作品：MH3／MH3G

サメ型の魚類。魚類モンスターの中で唯一別称と固有素材がある。海に生息しており、倒すと生肉や活力剤が手に入る。ハンターを視認すると体当たりを仕掛けてくる。皮は槍や刀の加工に使われる他、チャチャのお面にも使用される。MHP3には水中戦が無いが、素材は存在しオトモアイルーをニャンタークエストに行かせると入手してくる場合がある。ナマズ型肉食魚と比べれば倒しやすい。
ナマズ型肉食魚／ガライーバ（MHWより）
- 別称：咬魚（こうぎょ）
- 登場作品：MH3／MH3G／MHW／MHWI／MHR／MHRS／MHWs

ナマズ型の魚類。サメ型と違い淡水に適応し、主に水没林に生息する。体色はくすんだ黄色で腹が白く、橙色のヒレ、そして鋭い牙と複数対の髭を蓄えている。普段はゆったりと水中を泳いでいるが、性格は攻撃的で、接近すると大きな口を開けて噛み付いてくる。また短時間なら陸を這い回ることもでき、水から出た相手を追い回す事もある。他の魚類と比べ体力が多く、漁獲モリを突き立てただけでは倒すことが出来ない。倒すとモンスターのキモやなめらかな皮が手に入る。MHWsには釣れる魚として環境生物化。

回遊魚
- 登場作品：MH3／MH3G

広範囲を泳ぐ魚類。他の魚類と違い、攻撃してくる種がいない。
カツオ型回遊魚
孤島やモガの森の海に生息する魚類。体が小さく漁獲モリが当てづらいうえ、水中を止まることなく泳ぎ続けるので比較的倒すのが困難。倒すと大きなヒレや狂走エキスが手に入る。
アロワナ型回遊魚
水没林に生息する魚類。倒すと生肉か増強剤が手に入る。アロワナ型とあるが、ハレツアロワナやバクレツアロワナとは無関係（こちらは魚類ではなく魚竜に含まれる）。

遊泳魚
- 登場作品：MH3／MH3G

ゆったりと水中を泳ぐ魚類。主に海に生息している。
マンボウ型遊泳魚
孤島やモガの森に生息するが、水没林に現れることもあるため、海水と淡水のどちらにも適応が可能と思われる。肉食魚のように大きな体を持つが体力が少なく、漁獲モリ一発で倒すことが出来る。倒すと生肉か生命の粉が手に入る。大型モンスターが現れると逃げてしまう。
クラゲ型遊泳魚
クラゲ型だが魚類に含まれるモンスター。基本的に海中をふわふわと漂っているが、時々体当たりを仕掛けてくる。稀にフルフルのように電気をまとっての体当たりを仕掛けてくる。この攻撃に当たると麻痺状態となってしまう。倒すと素材袋やなめらかな皮のほか、生肉も手に入る。

## 魚竜種
水中や砂地に生活圏を持つ種族。飛竜では翼にあたる部分が、ヒレ状に変化している。形状は飛竜や鳥竜と似ているが、これは一種の収斂進化であり、遠縁の種とされる。大型モンスターとして登場するものは一様に骨盤と二本の足を持つが、小型のものでは足が退化したものもいる。呼吸は肺で行っている。全体的に泳ぐスピードは速いが、陸上での動きはやや緩慢な傾向にある。これらモンスター以外にも、アイテムとして登場する魚の中に、魚竜目に分類されているものがいる。
ガレオス
- 別称：砂竜（さりゅう）
- 登場作品：MH／MHG／MHP／MH2／MHP2／MHP2G／MH4G／MHX／MHXX／MHF
- 作品中の分類：魚竜目有脚魚竜亜目砂竜上科ガレオス科
- 全長：約979センチメートル／全高：約434センチメートル／脚裏のサイズ：約128センチメートル

砂漠の砂地に潜り、泳ぐようにして進む。ディプロカウルスやシュモクザメのように左右に平たい頭部を持ち、これは砂を掻き分け進むのに役立つよう進化したとされている。群れで生活し、背ビレを叩き付けるなどして弱らせた獲物を砂中に引きずり込んで食べる。泳いでいる間に体内に入った砂は一旦砂塵袋と呼ばれる器官に送られ、そこで鉄分などの栄養素を吸収した後排出する。排出される砂は唾液で固め、塊として吐き出すこと攻撃に利用する。砂中では音を頼りに進むため、大きな音には弱い。砂を被って土色に見えるが、本来の色は水色で、稀に紫色の鱗を持った個体がいる。大型の個体であるドスガレオスに比べれば小型ではあるが、それでもドスランポス以上の巨体を持つ。保湿性の高いその鱗から作られる防具は暑さを防ぐのに適しており、そのキモは万病に効くとされている。
名前の由来は、ギリシャ語で「サメ」を意味する"galeos"から。
ドスガレオス
- 別称：砂竜（さりゅう）
- 登場作品：MH／MHG／MHP／MH2／MHP2／MHP2G／MH4／MH4G／MHX／MHXX／MHF
- 作品中の分類：魚竜目有脚魚竜亜目砂竜上科ガレオス科
- 全長：約1538.3センチメートル／全高：約683センチメートル／脚裏のサイズ：約183センチメートル

皮膚が黒く硬化し、大型化したガレオスのリーダー。その牙とヒレは麻痺性の毒を持つ。一般的なガレオスと違い、エリアを跨いで広範囲にわたって回遊する。極稀に薄桃色のヒレを持った個体がおり、強力な武器の素材として重宝される。MHGから砂の塊を放射状に連射する攻撃が追加された。変種は弱点部位が切断、打撃、弾でそれぞれ異なっており、通常の個体では弱点の一つだった首が驚異的に硬化している。特異個体は全身が桃色がかっており、さらに頭部にトサカを持つ。魚竜種としては初となるハンターを弾き飛ばすほどの咆哮や、地面を穿つように尻尾で薙ぎ払う攻撃などを用いる。また、配下のガレオスを常に周囲の地中に待機させており、ガレオスの数を武器に一斉に跳びかかったり、ビーム状の砂ブレスで集中砲火を浴びせるなど、連携攻撃が多彩。ドスガレオス特異個体に直属するガレオスは通常の個体よりも神経毒が強力で、跳びかかり攻撃などはハンターが確定で麻痺してしまう。なお、ハンターを発見すると積極的に地上に出て戦おうとする傾向が強いため、これまでの通常個体とは異なり音爆弾がなければ地上に引きずり出せず逃げ回られる、というようなことはほぼない。MHFのG級ドスガレオスも通常個体か特異個体かにかかわらず、前述と同様の特性を持った手下のガレオスを引き連れている。G級専用モーションであるサマーソルトとともに大ジャンプし上空からプレスを仕掛ける攻撃を合図に、一斉に跳びかからせてくる。
ガノトトス／ガノトトス亜種
- 別称（原種）：水竜（すいりゅう）
- 別称（亜種）：翠水竜（みどりすいりゅう）
- 登場作品（原種）：MH／MHG／MHP／MH2／MHP2／MHP2G／MH3G／MH4／MH4G／MHX／MHXX／MHF／MHXR
- 登場作品（亜種）：MHG／MHP／MH2／MHP2／MHP2G／MH3G／MH4G／MHF／MHXR
- 作品中の分類：魚竜目有脚魚竜亜目水竜上科トトス科
- 全長：約2315.2センチメートル／全高：約1040センチメートル／脚裏のサイズ：約249センチメートル

大型の水棲魚竜。海水と淡水の両水域で生息できる。ネズミザメ科に似た頭部をもち、強靭な歯は何重にも重なっているため噛み付いた獲物を放さない。捕食は水中、あるいは水辺の生物を水中へ引きずり込んで行う。体重の制約が少ない水中で育つため魚竜種の中でも特に大きく、二本の脚で陸上に上がることもできるが、巨体ゆえ陸上での動きは鈍く、下記のように陸上生活そのものを好まないとされる。しかしその巨体によるパワーとタフネスは地上でも強力な武器となる。水中や遠距離からは口から強力な水流ブレスを吐くほか、トビウオのように滑空しながら睡眠作用のある毒を持つヒレで斬り付ける。大きな音が苦手で、音爆弾を投げると驚いて飛び出してくる。エラではなく肺で呼吸し、水中では体表から酸素を取り込む皮膚呼吸を行っている。体表が乾燥すると皮膚呼吸ができなくなるため、長時間陸上で活動することを嫌う。卵胎生で、はじめに母竜の胎内で多くの卵が孵り、同時に共食いを始める。共食い後に生き残った一体は、ある程度成長するまで、放出される未受精卵を餌にして母竜の胎内で育つ。これに近い生態は現実におけるサメなどに見られる。胃からはザリガニに似た甲殻類キングロブスタの殻が度々見つかり、この他ジャングルガビアルと呼ばれる巨大なワニ型の生物や、水辺に近づいたアプトノスなどの草食竜も捕食するなど食性は幅広い。小型の獲物なら丸呑みにするため、胃の中から未消化状態の甲殻類の殻が発見されることがあり、これは武具に利用される。また、カエルが好物で、これを餌として釣り上げることもできる。この釣りはハンターのような腕力がなくても行うことができる。釣り上げるだけでもダメージを与えられるため、場合によっては釣り上げると同時に討伐することも可能である。ただし、MHP2Gまでのガノトトスは体当たりの当たり判定が行われるエリアと実際のガノトトスの挙動に差があり、見た目上明らかに攻撃が当たっていないにもかかわらずダメージを受ける理不尽な判定が行われることがよくあった（その被害に合ったプレイヤーたちの間ではその当たり判定は「亜空間」と呼ばれていることがある）。
MH3Gでは体の大きさを小さくされている。水中での動きは多彩かつ俊敏である。水中特有の動きとして、尻尾を使ったサマーソルトのような回転攻撃や、高速の突進がある。亜種は怒ると陸地に上がり暴れようとする習性がある。また、水中では広範囲をなぎ払う水ブレスを放つ。また、体当たりの当たり判定が修正され、明らかに当たっていない場所で当たり判定が行われることが大幅に減少した。水中で漁獲モリを使って腹を攻撃すると、落し物をする。
MH4のガノトトスはチコ村のぽかぽか島の投網マシーンの獲物として登場。泳いでいる所に網を打つことで捕獲が可能になっている。MH4Gでは亜種も投網マシーンの獲物として登場。
ケロロ軍曹とのコラボレーションクエストでは、巨大なガノトトス亜種と極小のガノトトス亜種が同時に出現する。どちらか片方を狩猟すればクエスト達成となるが、巨大な方は体力と攻撃力がとてつもなく高くなっている。原種の鱗は瑠璃色、亜種の鱗は翡翠色。特異個体はヒレを広げて催眠性の液体を周囲に放出したり、大ジャンプしたのちに繰り出す追尾性能の非常に高い這いずり攻撃、水ブレスで広範囲をなぎ払う攻撃（直立せずグラビモスのようになぎ払う）などを繰り出す。また、体色に橙色が混じり、脚は太く発達している。MHFのG級クエストでは水ブレスを一度に3方向へ発射することが可能となった。また、膨大な水を吐いて周囲を水浸しにし、大胆に旋回攻撃を繰り出すとともに水球の雨を降り注がせるという大技も駆使する。亜種の特異個体は眼が赤色に、身体のヒレが巨大化しており、後ずさりしてからの薙ぎ払い水ブレスやその場での大ジャンププレスを繰り出す。同じくMHFのG級クエストでは水面から多数の水球を飛ばしたり、頭上に水球を打ち上げて周囲へ雨のように降りそそがせる攻撃を行う。
デルクス
- 登場作品：MH3／MHP3／MH3G／MH4／MH4G／MHR／MHRS／MHXR
- 作品中の分類：魚竜目陸魚亜目デルクス科
- 全長：約405.8センチメートル／全高：約147.1センチメートル／ヒレ立て時全高：約308.4センチメートル

砂原の砂漠地帯を回遊する小型の魚竜種。他の魚竜種と異なって、脚は無い。普段はトビウオのように砂を飛びながら常に5～6匹の群れで移動している。獲物を数で撹乱させて、注意がそれた隙に砂ブレスや噛み付きで弱らせる。群れに被害が出ると生き残った者たちで一斉に逃げ出す。大型モンスターが狩りをする際、周囲を取り囲むように泳ぎ、おこぼれにあずかろうとする。その習性から、大砂漠の狩猟の際にはデルクスの群れからジエン・モーランの居場所を予測するのに活用されている。音に敏感のため、音爆弾を使うとひるみ、一定時間地面に落ちて動かなくなる。大型モンスターの咆哮にも反応する。
ヴォルガノス／ヴォルガノス亜種
- 別称（原種）：溶岩竜（ようがんりゅう）
- 別称（亜種）：紅溶岩竜（こうようがんりゅう）
- 登場作品（原種）： MHP2G／MH4／MH4G／MHX／MHXX／MHW／MHWI／MHF（サービス開始直後より）
- 登場作品（亜種）：MHF
- 作品中の分類：魚竜目有脚魚竜亜目溶岩竜上科ヴォルガノス科
- 全長：約2223センチメートル／全高：約760センチメートル／脚裏のサイズ：約298センチメートル
- テーマ曲：マグマを纏う炎魔

極めて耐熱性に優れた身体を持ち、火山の溶岩の中を泳ぎ回る魚竜種。コンセプトアート上では「マグマガノトトス」「ガノトトスの亜種」と表記されているが、のちの正式な設定では古代魚のような姿からガノトトスの原種とされる説と魚類からの進化だとする説の2つがあるとしている。デザインのコンセプトはシーラカンスに由来している。なお、コンシューマシリーズ側では「ヴォルガノス」が初登場したのはMHP2Gであると記載されることが多いが、実際の初登場はMHFである。
体は青黒色の厚い甲殻に覆われたように見えるが、これは陸に上がった時に体表に残った溶岩が冷えて固まったものであり、本来は黄金色の鱗を持つ。纏った溶岩の外殻を利用して敵の攻撃から身を守っており、攻撃を加えて溶岩を剥がすと本体の鱗が露出する。甲殻は優れた耐熱性を持つため、他のモンスターの甲殻と同様、武器や防具に利用される。鋭い歯が多重に並んだ顎は上下に可動域が広く、口を大きく開いて獲物を逃すことなく呑みこむことができる。体表の溶岩の表面を赤い光が走っているが、これは衰弱すると消失する。ヒレは他の魚竜種のような皮膜状ではなく、シーラカンスの肉鰭のように腕の先がヒレになったような構造になっている。肺で呼吸を行うヴォルガノスの鼻腔は弁のようになっており、空気と同時にマグマが入ってこないようになっている。超高温で透明度もない溶岩流のなかで活動しているため眼は退化し、聴覚器官も発達していない。獲物の位置を把握するために生体電流を感知する器官があるという説が作中に存在する。また同じく作中では、ヴォルガノスは体内で卵をかえしてから子供を産む卵胎生であると考えられている。
ガノトトス同様に陸上に上がるための脚を持ち、歩行が可能である。マグマのなかには獲物となる生き物がいないため、陸にいる草食の竜を捕食する。その際に地面を這いずり回ったり大ジャンプを行うなど、獲物を一網打尽にしようとすることが多い。これは2本の脚のみで全体重を支えているため、陸地で活動する時間を短縮するために身につけた捕食行動である。陸上での活動も活発で、地面を這いずり回ったり、自身の体高を超える高さまで跳躍してボディプレスを繰り出すこともある。また飲み込んだ溶岩を火球のように吐き出す攻撃を得意としている。これは過酷な環境のなかで動くために必要なエネルギーを消費しないように発達した能力だとされている。溶岩の中を泳いでいる際にも、陸側の敵に向かって溶岩のブレスをぶつけてくることがある。縄張り意識が強く、威嚇の攻撃でも相手が引き下がらない場合は陸地に飛び出して攻撃を仕掛ける。
初登場のMHFでは動きがやや速く、這いずり攻撃で正確にハンターを追尾してきたりブレスがガードできないなどの特徴がある。MHP2Gに登場したヴォルガノスは行動の速度が控えめになり、這いずり攻撃の追尾も弱くなったが、代わりに這いずり攻撃では一度通り過ぎてからUターンして再度突進するようになっているほか、地中からの急襲を行うなどの攻撃が追加された。
亜種は身に纏う溶岩に希少な鉱石が含まれているため、外殻が燃え盛る溶岩のように真っ赤に染まっており、触れたものを焼け焦がすほどの温度を保っている。マグマブレスを3連射したり、溶岩池から飛び出しそのままカーブしながら追尾する這いずり攻撃など、独自の攻撃技も繰り出す。亜種の激個体はジャンププレス時に周囲の地面からマグマが噴出し、着弾した地面をしばらく高熱状態にするブレスを繰り出す。
通常種の特異個体は歯が白いのが特徴で、体内に大量の溶岩を溜めこんでおり、通常よりも強力なブレスを大量に放つ。ブレスのパターンは複数あり、正面へ6発吐きつけるか、上空に8発撃ちあげる。地中へ直接潜り込んでからマグマ弾の雨を降りそそがせるなどの行動もとる。激個体は這いずり行動の際に地面を高温化させて地形ダメージ域を作り出す。G級のヴォルガノスは這いずり攻撃とともに溶岩弾の弾幕を周囲に飛散する攻撃を行う。
ヴォルガノスの素材から生産される武器は火属性を持つ。
ジュラトドス
- 別称：泥魚竜（どろぎょりゅう）
- 登場作品：MHW／MHWI／MHR／MHRS
- 作品中の分類：魚竜目有脚魚竜亜目泥魚竜上科ジュラトドス科
- 全長：約1508.71センチメートル／全高：約554.6センチメートル／脚裏のサイズ：約192センチメートル

大蟻塚の荒地や水没林の泥水帯に生息する、ヴォルガノスに酷似した姿を持つ魚竜種。ヴォルガノスより原始的な種とされる。
くすんだ茶色の鱗に覆われた身体の上から大量の泥を纏っている。移動した場所には纏っていた泥の一部を残して自分の縄張りを主張する習性を持つ。また、身体を覆う泥が足りなくなると積極的に泥浴びを行い補強を行う。
泥濘地帯での活動に特化した進化を遂げており、全身をくねらせながら泥の中を悠々と泳ぐ。一般的な魚と比べて鰭の数が多いが、これは上陸した際にバランスを取ったり、抵抗の多い泥中を泳ぐ際に役立つと考えられている。また、後脚は腹鰭が陸上活動のために発達したものであると考えられており、時折脚を用いて二足歩行を行うこともある。ただし鱗が乾燥すると皮膚呼吸が困難になるため、必要以上に陸上で活動する事は好まず、泥濘地帯を越えてまで自分の縄張りを拡大しようとすることはほとんど無い。
魚竜種の中では比較的視力に優れているようで、時折泥の中から上半身を持ち上げて周囲を見渡す様子を見せる。
基本的に泥の多い浅瀬で活動するが、水中を遊泳することも可能である。ただ、海水域で活動した事例は確認されていない。
肉食性であり、縄張りに接近したアプケロスやズワロポスなどを積極的に襲う。2列に生えた歯を駆使し、泥場に近づいた動物を食べる。咀嚼はせず、千切った肉は丸呑みにする。獲物を発見すると突進するような猛スピードで泥の中を泳ぎ、勢いに任せて飛び掛かり、そのまま喰らい付いて泥沼へ引きずり込んでしまう。
繁殖形態は体外受精型の卵生。雨季(特にその中でも降水量の多い時期)になり、降雨によって生息地の水量が増すと繁殖期を迎え、多数の個体が一カ所に集まり、産卵と放精を行う。孵化した幼体は幼体は極めて小さく非力であるため、ほとんどの個体は成体になる前に命を落としてしまう。同族の幼体や受精卵の共食い、もしくは他の動物を食べて成長するが、生後間もない幼体が獲物を直接狩る事は難しいため、自分より大きな動物の口や鼻、傷口などに侵入し、体内から肉や血を食べる独特な生態を有する。
基本的に縄張り意識は非常に強く、侵入者に対しては容赦なく攻撃を仕掛ける。外敵との戦闘時も泥沼を利用した戦法を取り、泥沼からの頭突きや、沼から飛び出すようにして奇襲を仕掛ける姿が確認されている。大型モンスターなどに対しては巻き付くようにして攻撃することもある。時折口から泥のブレスを放ち、遠距離の相手にもこれで対応する。
現大陸に生息する個体は新大陸の個体と比較して陸上での運動能力に長けているらしく、大音量の咆哮で外敵を威嚇するなど、新大陸の個体とは異なる生態を有する事が確認されている。
新大陸では本種と同じく泥沼を生活拠点とするボルボロス生息域が非常に近く、互いの縄張り意識の強さもあって両者が激しく衝突し合う姿が度々目撃されている。
長い年月を泥の中で過ごすため、ジュラトドスから得られる素材は基本的に泥まみれであるが、工房ではその泥を洗い流したりはせず、むしろ泥ごと加工を施して武具を作成している。武具以外にも素材の需要は見出されており、例えば一部の地域では本種の素材で作った火消し道具が火災の際の消火活動で重宝されている。その肉は白身肉で泥臭く薄味のため価値は低い。調理する際は臭い消しと濃い味付けをした蒲焼きに向いている。
ブラントドス
- 別称：凍魚竜（とうぎょりゅう）
- 登場作品：MHWI
- 作品中の分類：魚竜目有脚魚竜亜目凍魚竜上科ブラントドス科
- 全長：約1661.99センチメートル／全高：約607.02センチメートル／脚裏のサイズ：約192センチメートル

渡りの凍て地に生息する大型の魚竜種。新大陸古龍調査団が調査を開始した「渡りの凍て地」にて確認された。
食性は肉食であり、性格も獰猛。獲物に喰らい付くと頭部や全身を捻り、力尽くで引き千切った肉を丸呑みにするように胃へ流し込む。好物である草食種のポポを雪中から急襲し、捕食する姿が見られることもある。
体色は炭にも似た黒色を基調とし、腹部側やヒレは金色となっている。頭部の大きな角が特徴的。この角は戦闘用ではなく，深雪の中を泳ぐ中で進化していった物である。背中にはサメを連想させる大きな背ビレが1枚のみ突出している他、反り返った頭部の根元に当たる部分に鼻孔が存在するため、半身を雪に埋めたままでも呼吸可能である。
主に雪原で活動し、上述の角を用いて凍土の雪の中でも自由に泳ぎ回る姿が見られる。時折、雪原で身体をくねらせて体表に雪を付着させる様子も見られる。
縄張りの被るバフバロとは遭遇するたびに縄張り争いを起こす。
戦闘時には、各部のヒレを破壊することによって、氷属性やられの確率を軽減させることができる。
極寒の環境に鍛えられた素材は黒鉄の如く頑丈で、武具として加工するには数日を要する場合もあるが、その分精密な動きやすさと驚くべき強度を兼ね備えた優秀な装備の生産が可能。ちなみに甲殻などを磨き上げると、自然と独特な紋様が浮かび上がってくるという特徴がある。
ゴルガノス／アルガノス
- 別称（ゴルガノス）：黄金魚竜（おうごんぎょりゅう）
- 別称（アルガノス）：白銀魚竜（はくぎんぎょりゅう）
- 登場作品：MHF（フォワード5より）

塔の秘境に生息する謎の魚竜種たち。外見はヴォルガノスに酷似しているが、一頭は黄金色、もう一頭は白銀色の鱗に覆われており、溶岩もまとっていない。ヴォルガノスの近縁種や生物学的亜種と見られ、MHFでは覇種クエストにのみ登場。覇種モンスターとして初登場したことからよく誤解されるが、あくまでも覇種クエストで出現するというだけであってヴォルガノスそのものの覇種ではなく、アルガノスやゴルガノスというヴォルガノスに近似した種族モンスターの覇種である。これら2種の素材から生産できる防具「アルゴルシリーズ」の影響もあり、総括して呼ぶ場合は「アルゴル」と呼称される場合が多い。
別名を「黄金魚竜」と呼ばれるゴルガノスは、雷の力を操り、外敵を昏倒させるほどの催眠性物質を体内で生成する。這いずり攻撃やボディプレス攻撃時には白く発光しながら放電し、催眠性の物質を周囲にばら撒いて獲物を拘束する。吐き出す蒼いブレスは雷と睡眠の二属性を同時に発揮する。高速回転から膨大な静電気を帯びた竜巻を放った際には、周囲一帯へ無数の落雷を降り注がせる。
「白銀魚竜」と呼称されるアルガノスは、極低温の力を操り、外敵を麻痺させる神経性の毒を体内で生み出す。ゴルガノスと同じく、這いずりやボディプレスといった攻撃と同時に吹雪を纏い、神経性の麻痺毒を辺りにばら撒くことで獲物の動きを封じる。金色のブレスを吐き出すが、これは氷と麻痺の双属性として効果を発揮する。高速の回転から放つ竜巻は強大な冷気の旋風を帯びる。
ヴォルガノスが火山の溶岩流に棲んでいたのに対し、ゴルガノスやアルガノスは「錬牙」と呼ばれる強靭な牙を用いることで大地を食い破り、地中を泳ぎ回ることができる。この驚異的な能力を使って塔の強固な石畳の中ですら自由自在に泳ぎ回り、イルカのような連続ジャンプやハンターの足元から突き上げるようにして飛び出すといった広範囲を攻撃を得意とする。基本的な動作はヴォルガノス特異個体に準じているが、必ず2頭ペアとなって出現し、多彩な連携技でハンターを追い詰めてくる点が最大の特徴である。属性も2頭で4種類を司るため、特に状態異常に関しては両方とも無効化できないと非常に危険と言える。彼らの肉質や属性への耐性には法則が存在し、ゴルガノスは全体的に切断系統や氷属性を弱点としているが、アルガノスは逆に打撃系統や雷属性を弱点としている。前述したとおり、アルガノスやゴルガノスはそれぞれの特性を持った竜巻を放出する能力を持つが、2頭が息を合わせて双方の竜巻をぶつけることにより、雷と氷の力を併せ持った超巨大な嵐を造りだすことができる。巻き込まれると一撃で力尽きるほどの威力を持つうえに、この嵐が発生すると吹雪とともに周囲へ数えきれないほどの落雷が落ちる。また、息を合わせて竜巻をぶつける以外にも、地面から入り乱れながら飛び出し、そのまま回転によってもう1頭を投擲するとともに嵐を放出する技もある。また、アルガノスとゴルガノスが普通のモンスター2頭同時出現クエストと一線を画している点が、ゴルガノスとアルガノスの両方の体力をゼロにしなければ双方とも絶対に討伐ができないというところにある。たとえ片方の体力を減らしきっても、一時的に身動きができなくなるだけで決して死ぬことはなく、いずれはもう片方の生き残っている魚竜が地面から突き上げる気付けを行って復活させてしまう。復活した際の残り体力は全快ではなく瀕死には近いが、再び2頭による連携攻撃を行い始めるため、先に1頭を片付けるというこれまでの2頭同時クエスト特有の戦法が不可能となっている。なお、どちらかが麻痺や罠などによる拘束を受けていても、同じ行動でその状態を強制的に解除してしまう。なお、便宜的に「連携」と説明したが、実際はこの2種は塔の秘境において縄張り争いを繰り広げているモンスターたちであり、連携技に見えるような攻撃もよく観察すれば竜巻など互いの技をぶつけ合っているのがわかる（その力が互角であるため、説明なしでは息ピッタリな連携行動に見えてしまう）。そのため、ハンターはその縄張りを巡る戦いに乱入していることになる。

## 海竜種
『MH3』より、新たにその存在が確認された種族であり、水中・砂中など、魚竜種と同じ環境での生活に適応している。ただし魚竜種に比べると身体構造がより陸棲動物に近い四足歩行であり、ワニのように陸上での活動も可能。泳ぐ際は身体と尾をうねらせて推力を得る。
生態系では上位に位置し、大型のものは巨大な船をも一薙ぎにする圧倒的な力を持つ。
生息域は広く、海水域と淡水域の双方に適応した種が多く、魚竜種のヴォルガノスやガレオスと同様に火山地帯や砂漠に生息している種類もいる。
ラギアクルス／ラギアクルス亜種／ラギアクルス希少種
- 別称（原種）：海竜（かいりゅう）
- 別称（亜種）：白海竜（はくかいりゅう）
- 別称（希少種）：冥海竜（めいかいりゅう）
- 登場作品（原種）：MH3／MH3G／MH4／MH4G／MHX／MHXX／MHWs／MHXR。MH3のメインモンスター。
- 登場作品（亜種）：MH3G／MH4G／MHXR
- 登場作品（希少種）：MH3G／MH4G／MHXR
- 作品中の分類：海竜目海竜亜目電殻竜下目ラギアクルス科
- 全長：約2648.5センチメートル／全高：約457.1センチメートル／脚裏のサイズ：約213.4センチメートル
- テーマ曲：海と陸の共震

漁師達から「海凶」と呼ばれ、恐れられている海竜種。青い鱗と甲殻に覆われた長い身体と四肢を持つ。非常に凶暴で、巨体から繰り出される攻撃は、大型船舶を一撃のもと破壊してしまう。ラギアクルスによって沈められる船が後を絶たないため、ギルドでも厳戒態勢を引いている。大半は水中で活動しているが、肺呼吸であり、一度の息継ぎで半日は水中で活動ができる。体内に発電器官を持ち、背中にある水晶状の突起物は背電殻と呼ばれており、これに蓄電させてから攻撃を行う。口からは球体状の電気ブレスを放つが、放電攻撃はスタミナを大幅に消耗する行動であるため、使い続けるとすぐに疲労してしまう。疲労すると休息のために陸に上がり、水中とは行動パターンが変化する。電気を多く帯電することで背電殻はより美しく光るが、その光を見た者は生きて帰れないと言われている。
『MH3G』より白い甲殻を持つ亜種が登場。原種と異なって陸上での活動を得意としており、陸も海も制するという意味から「双界の覇者」と呼ばれる。蓄電や大放電のほか、後退しながらの3連ブレスや、広範囲を巻き込む拡散ブレスなどを用いる。また、体当たりでは最後までハンターを正確に捉えてくるという特徴がある。頭（角）が非常に硬く、剣士の攻撃を容易く弾いてしまう。モガの村の村長はこのラギアクルス亜種との戦闘で敗れたことで引退に追い込まれたと語られている。また、亜種とは別に黒や濃紺の体色をした希少種も登場する。ゲーム中では伝承の中での見知られていた未知の個体とされているが、設定上ではきわめて長い時間を生きる中で巨大に成長するとともに体色の変化した個体で、自重の増加のため生息場所を深海に移し、餌の少ない深海で獲物となる小型生物を一点に誘き寄せる発光器として発電・帯電能力を発達させたとされている。
希少種との戦闘は海底遺跡（ナバルデウスと同じエリア）で行われるため特殊クエストに分類され、常に水中戦となる。罠も使えないので捕獲することも不可能。ハンターノートにサイズ記録も行われないが、前述のように原種・亜種よりもかなり巨大で、剥ぎ取り回数も普通のラギアクルスより多く、アカムトルムやウカムルバスのような扱いになっている。前述の設定ゆえに常に背部が帯電しているのが特徴で、背部を破壊しない限りは放電攻撃が常に大放電となる。放電の際は禍々しい青と黒の雷を纏い、放つブレスは範囲がかなり広くなる。また、希少種独特の攻撃方法として、MHP3のアマツマガツチのような移動する渦潮を3つ放つ攻撃や（後述のように、獲物を捕らえる際に巻き起こす渦潮を攻撃に転用したものとされる）、雷を纏った高速往復突進などがある。また、頭は亜種以上に硬い。希少種の素材を用いた防具はアビスシリーズとよばれる。
ラギアは「雷光、閃光」、クルスは「渦」という意味で、ラギアクルスとは「雷光を放つ大渦」を意味する。この名前の由来は、ラギアクルスは狩りの際、高速で泳ぎ巨大な渦を作り出しその中で放電をして獲物を捕らえることがあり、その時出来た巨大な渦が美しい光を放つためその名がついたとされる。
MHXでは原種が復活。水中戦がないため、完全に地上に適応している。また、本作では渓流にも姿を見せるようになっている。同じく地上に適応している亜種が肉弾戦主体だったのに対し、MHX版の原種は巧みに電撃を操り戦う戦闘スタイルになった。
『MH』シリーズ20周年を記念して2024年に行われた「モンスター総選挙」では通常種が3位、希少種が12位、そして亜種が97位にそれぞれランクインした。
チャナガブル
- 別称：灯魚竜（とうぎょりゅう）
- 登場作品：MH3／MH3G／MH4／MH4G／MHXR
- 作品中の分類：海竜目底足竜亜目灯魚竜下目チャナ科
- 全長：約1896.5センチメートル／全高：約297.4センチメートル／脚裏のサイズ：約165.7センチメートル
- テーマ曲：濁流の罠

水没林に生息する海竜種。アンコウのように横に広い扁平な身体とチョウチンアンコウのような発光体を持っており、瞬間的に発光することで閃光と同じ効果を発揮する。背中には麻痺毒を持った多数の毒針があり、横に転がりながらの突進時や興奮時には立ち上がって剣山状になる。普段は餌を獲るために体色を水底と同じ色にして隠れ、髭を植物に擬態させており、近づいてきた獲物を大きな口で一飲みにする。大きな口は周りの水ごとエピオスを吸い込む程強い吸引力を持っており、砂中から吸い込みだけで小魚の群れを瞬く間に飲み込める。食通の間では珍味とされており、針以外の全ての部位が良質の食材として扱われる。
ルドロス
- 別称：水生獣（すいせいじゅう）
- 登場作品：MH3／MHP3／MH3G／MHX／MHXX／MHR／MHRS
- 作品中の分類：海竜目海竜亜目綿毛竜下目ロアル科
- 全長：約746.6センチメートル／全高：約141.4センチメートル／脚裏のサイズ：約52.8センチメートル

黄緑色の体色を持ったコモドドラゴンのような中型の海竜種。後述のロアルドロスの雌。水中を主な活動領域としており、淡水と海水のどちらでも生息が可能。また、首の海綿状の鱗に水分を溜め込むことで陸上でも活動できる。捕食行動を取らないが肉食寄りの雑食性で、肉食についてはMH3のオープニングムービーでそのことが描写されている。口から水球を吐き出して攻撃するが、この水球に当たると水やられ状態になり、スタミナの回復速度が遅くなってしまう。繁殖のためにロアルドロスが作った縄張りに多数のルドロスが集まりハーレムを形成する。
ロアルドロス／ロアルドロス亜種
- 別称（原種）：水獣（すいじゅう）
- 別称（亜種）：紫水獣（しすいじゅう）
- 登場作品（原種）：MH3／MHP3／MH3G／MH4／MH4G／MHX／MHXX／MHR／MHRS／MHXR
- 登場作品（亜種）：MHP3／MH3G／MHXR
- 作品中の分類：海竜目海竜亜目綿毛竜下目ロアル科
- 全長：約1545.2センチメートル／全高：約457.1センチメートル／脚裏のサイズ：約103.6センチメートル

主に水没林などに生息する海竜種で、ルドロスの雄。雄一頭に対し雌が数頭から数十頭のハーレムを形成している。ルドロスに比べるとかなり大型。雌のルドロスよりも発達した海綿質のたてがみを持ち、このたてがみに水分を含ませることで表皮の乾燥を防いでいる。他の海竜種モンスターと異なって陸上での活動を得意とする。水分が失われてたてがみが萎縮すると、再び水分を含ませるために水中に戻ろうとする。水中戦の無いMHP3では、滝で水浴びを行う。そのため、スタミナが減った際には捕食行動をしない。なお、このたてがみは破壊可能である。体内にはゲリョス同様、狂走エキスがあり、水球を吐きながら駆け回ることが出来る。水球以外にも口から白い粘液の塊を吐き出す。獲物を見つけるとこれを浴びせて獲物の足をとらえようとする。
MHP3より紫色の亜種が登場。海綿質のたてがみには体内で生成した毒が蓄えられており、行動の際に毒をまき散らして攻撃し、爪にも毒がある。MHP3では水没林や孤島に出現したが、MH3Gでは渓流に出現し水中戦をしないという原種との大きな違いが生まれた。また、G級の亜種は、放つ毒が上位以上のギギネブラが用いる猛毒になっている。
ウロコトル
- 別称：溶岩獣（ようがんじゅう）
- 登場作品：MH3／MHP3／MH3G／MHX／MHXX／MHR／MHRS
- 作品中の分類：海竜目海竜亜目焰竜下目アグナコトル科
- 全長：約703.6センチメートル／全高：約128.8センチメートル／脚裏のサイズ：約64.1センチメートル

火山に生息している海竜種で、後述のアグナコトルの幼生。タツノオトシゴに四肢が生えたような姿をしている。先端が上下に伸びたくさびのような嘴を持っており、それを地面に突き刺して自分の体を回転させることで地中に潜る。鱗や甲殻は溶岩の熱にも耐えられる高い耐熱性を持っている。群れで行動し、自分達の縄張りに侵入した者には口から吐く火炎弾や地中からの襲撃で攻撃する。生物の死体を主食とする腐肉食性だが、時には自発的な狩りを行い、餌を確保する。
アグナコトル／アグナコトル亜種
- 別称（原種）：炎戈竜（えんかりゅう）
- 別称（亜種）：凍戈竜（とうかりゅう）
- 登場作品（原種）：MH3／MHP3／MH3G／MH4／MH4G／MHX／MHXX／MHXR
- 登場作品（亜種）：MHP3／MH3G／MHXR
- 作品中の分類：海竜目海竜亜目焰竜下目アグナコトル科
- 全長：約2714.7センチメートル／全高：約701.1センチメートル／脚裏のサイズ：約255.1センチメートル
- テーマ曲：大山、鳴動す

火山の奥地や洞窟を根城とするウロコトルの成体。火山に生息するモンスターの中でもとりわけ長大な体躯を持つことで知られ、過去には「火の国」という小国を壊滅寸前の状態まで陥れたことすらある、周辺地域を含めても指折りの危険生物である。炎戈という別名のようにピッケル（戈）の如く発達した嘴を用いて火山の固い岩盤を穿ち割り、溶岩を潜行するという独特な生態を持つ。地中はもちろん、地上や天井までも縦横無尽に移動し、高い機動力を生かした奇襲攻撃で外敵や獲物を仕留める。食性は肉食性で、頑強な甲殻を持つことで知られるリノプロスを主食としており、発達した嘴で易々と甲殻を抉って捕食してしまう。アグナコトルは火山の生態系でも最上位に君臨する生物であり、成体にとって恐れるべき事象はほとんど存在しない。それだけに、複数のアグナコトルが嘴を鳴らす威嚇行動を取り始めた際は、何か途方も無い脅威が近づいている可能性があるという。身体には複数の窪みがあり、そこには溶岩の高熱からも身を護る特殊な粘液が張り巡らされている。常に溶岩の中を進むため、全身に溶岩をまとっている。この溶岩は時間が経つと冷却して固化･硬質化し、あらゆる攻撃を弾く頑強な岩の鎧となる。再び地中に潜るか、溶岩地帯に入る、火属性の攻撃やガンランスの砲撃など用いると溶岩も融解･軟化するため、その瞬間を攻撃することで初めて本体に真面なダメージを与えることが出来る。戦闘時は体当たりや鋭い嘴を叩きつけるほか、口から潜行中に体内に取り込んだ膨大な量のマグマをウォータージェットのように吐き出すことで熱線のブレス攻撃として用い、グラビモスでも為し得なかった全方位攻撃すら可能としており、溶岩から半身を出し周囲を薙ぎ払うように熱線を吐くこともある。また、溶岩の中を潜るだけでなく、堅い岩盤から背ビレだけを出して高速で体当たりを行ったり、イルカのように地中から飛び出て急襲する攻撃も見せる。ハンターには行ってこないが長大な身体を巻き付き攻撃を行うこともできるらしく、MH3Gのブラキディオスの生態ムービーにおいて、ブラキディオスとの対決シーンでその姿を見せた。
MHP3より亜種が登場。凍土に生息し、原種とは異なり、氷塊を身に纏っている。氷塊も原種の溶岩と同様に堅いが、原種とは逆に地上へ出て時間がたつと外気温で融解して軟化する性質を持つほか、原種と同様に火属性の攻撃やガンランスの砲撃などによって軟化させることも可能。原種同様ブレスは吐くが、熱線ではなく強烈な水流ブレスを武器とする。肉弾戦による攻撃は氷やられの効果を持つ。MH3Gでは、原種同様嘴を急に叩きつける攻撃を用いるようになった。
ハプルボッカ
- 別称：潜口竜（せんこうりゅう）
- 登場作品：MHP3／MH3G／MH4／MH4G／MHX／MHXX／MHXR
- 作品中の分類：海竜目底足竜亜目潜口竜下目ハプルボッカ科
- 全長：

砂原に生息する海竜種。頭部が非常に大きく、砂色の体色をしているが、腹部は派手な青色をしている。チャナガブルと同様に扁平な体型をしている。乾燥地帯および砂中での生活に適応しており、呼吸用ではなく飲み込んだ砂を排出するための鰓や、保水性に優れた成分を含む色鮮やかな体液などを持つ。周りの砂に擬態し、地中から奇襲攻撃をしてくる他、大量に砂を吸いこんでブレスのように吐き出したり、取り込んだ砂を鰓から吹きだしたりもする。ブレスに当たると水やられ状態になってしまう。地中では音を頼りに獲物の位置を把握しており、それで獲物の位置を割り出し、砂中から強襲して丸呑みにする。そのため、ドスガレオスのように音爆弾で飛び出したりはしないものの、音爆弾等の爆裂物の鳴った方向に攻撃してくる。これを利用し大タル爆弾を飲み込ませることも可能で、飲み込んだ場合体内で爆発し（ただし、これを繰り返すと爆弾に耐性をもつ）、落とし穴のような状態となる。この状態の際に釣りあげることも可能（餌は不要）。G級のハプルボッカは、地中からの突き上げを2回連続で行ってくることがある。ハプルボッカの素材から作れる武器・防具はダネルMGLや防弾ベスト等南アフリカ陸軍の装備がモデルであり、メタルギアとのコラボで入手できるチケットから生み出される装備も素材としてハプルボッカの素材を使用する。なお、メタルギアとのコラボクエストでは、通常の2倍超の大きさである巨大なハプルボッカと遭遇することができる。MH3Gではコラボレーションではないが、同じ大きさのハプルボッカが通常クエストで出現する。
タマミツネ／タマミツネ希少種／二つ名タマミツネ／ヌシ・タマミツネ
- 別称（原種／ヌシ）：泡狐竜（ほうこりゅう）
- 別称（希少種）：焔狐竜（せんこりゅう）
- 別称（二つ名）：天眼（てんげん）
- 登場作品（原種）：MHX／MHXX／MHR／MHRS／MHWs／MHXR。MHXの4大メインモンスターの一つ。
- 登場作品（希少種）：MHRS
- 登場作品（二つ名）：MHXX
- 登場作品（ヌシ）：MHR／MHRS
- 作品中の分類：海竜目海獣竜亜目泡狐竜下目タマミツネ科
- 全長：
- テーマ曲：妖艶なる舞

ユクモ地方の渓流に生息する新種の海竜種で、後述の特徴と形態から「泡狐竜」とも呼ばれる。薄い桜色の体表と胸元から尻尾にかけて濃い紫の体毛で覆われた細身の体型が特徴で、狐あるいは蛇を髣髴とさせる頭部を有し、その頭部そして背部には鮮やかな模様の入った大きな花弁のような形状の鰭が生えている。この優雅な鰭状の器官はオス特有のものとされ、怒った際にはその鰭が血のような真っ赤に染まる。主に魚食性であり、獲物を捕食する際にはほとんど噛まずに飲み込もうとするため、多少大きな獲物も口の中に入るように顎の可動域は相当に広く、加えて口内の牙も後向きに反り返ったものとなっている。全身から常に特殊な体液を分泌し、その液体を胴体下部の毛で空気と混ぜあわせてシャボン玉のような気泡を形成してそれらを自身の周りに拡散、この気泡が割れた際の空気の振動を頭の鰭で感知して外敵の接近を感じ取る。この体液は石鹸水のように物体間の摩擦を軽減させる働きがあり、この気泡に触れて大量の液体が付着した生物は滑りやすい体となってしまいその動きが著しく制限される。逆に自身はこの体液の性質を熟知しており、これを使って自身の身体と地面の摩擦を減らして大地を滑るような動きを持って相手を翻弄する。この時の軽やかな動き方から『妖艶なる舞』との異名を持つ。さらに口からはブレスとして高圧水流を発射したり、体内で生成した巨大気泡を吐いて相手に直接液体を浴びせようとする。
独特な進化を遂げた骨格により海竜種よりも哺乳類としての動きが特徴で、跳躍を織り交ぜた肉弾戦や蛇行するように体を滑らせながら高速で移動するなどの行動がある。水流ブレスを水平になぎ払うように放つほか、タマミツネ独自の生態としてこの紫色の体毛に特殊な体液をこすり合わせることによって、獲物の動きを封じる泡を作り出すという生態がある。泡のブレスや行動する際に泡を発生させ、威力自体は高くないもののこれに触れると「泡まみれ状態」という状態異常なる。この状態は二段階あり、一段階目は上半身に泡が付きハンターの回避性能が上昇するなどメリットがあるが、ここからさらに泡攻撃を受けると足元まで泡まみれとなりハンターが滑りやすくなるという状態になる。この段階になるとほぼ行動不能なレベルで行動が阻害されてしまうので、オトモによる攻撃や消散剤によって解除させる必要がある。また赤や緑など色の付いた泡ブレスを吐くことがあるが、赤に当たった場合は攻撃力アップ、緑に当たった場合は体力回復など、ハンターにとってメリットのみの珍しい攻撃である。
オスのみが大きなヒレを持ち、激昂すると感情に呼応して全身のヒレが淡いピンクから赤く染まるという生態のため、作中の個体は全てオスである。
MHXXでは、二つ名持ちモンスターと称される特殊個体モンスターが登場。
MHRでは、ヌシと称される特殊個体モンスターが登場する。通常種よりも遥かに巨大な体格であり、体色も黒みを帯びている他、背ヒレはひび割れ、その下から不気味な赤い光が明滅している。また、通常種と比較して尾も著しく発達している。
MHRSより希少種が登場。亜種がいないにも関わらず希少種が登場するという、異例の事態となった。
全身は通常種と同じく光沢のある薄灰色の鱗に覆われているが、体毛は艶やかな菫色だった通常種とは一変して胴体部は薄鼠色に、尻尾は暗い濃藍色に染まっている他、頭部や背中、尻尾に生える立派な錦ヒレは紫と青白い紺色が混じった独特な色合いをしている。また、目の色も青色から赤みの強い橙色になっており、錦ヒレの紋様も花のような意匠から、目玉模様のような不気味なものへ変化しているなど、妖しげな雰囲気を一層強めている。
通常種と同じく普段は争いを好まず穏やかに暮らし、飄々とした動きで余裕を見せるが、外敵を本気で排除すると決めれば苛烈な猛攻を仕掛ける。タマミツネの特徴である華麗で軽やかな動きはそのまま持ち合わせており、相対する外敵を翻弄し、並大抵の攻撃では捉えることは難しい。行動も通常種より洗練されており、自身は分泌する滑液によって機動力を増幅し、同時に後述する燃え盛る泡の性質を活かして相手の退路を断つ戦法によって外敵を追い詰めていく。
口内や全身に存在する特殊な腺から潤滑性のある「滑液」を生み出す能力は健在で、滑液を体毛やヒレに擦り付けて泡を作り出したり、地面を滑らせてその上を滑走するといった習性は通常種と共通している。しかし、タマミツネ希少種が分泌する「白妙の滑液」は通常種の数百倍という桁外れの濃度を誇り、その効能はあらゆる面において通常種のものとは比較にならない。この滑液は発火性を持ち、本種は滑液を纏った鈴蘭色の毛を擦り合わすことで鮮やかな青紫の焔を生むほか、通常種が繰り出す高圧の水流ブレスも、希少種の場合は滑液の影響で発火性のブレスとなる。また、滑液と同じく特異な特徴として、泡が可燃性のガスを内包している点が挙げられ、泡は叩きつける、地面に触れるなどして衝撃が加わると爆裂して炎を撒き散らす。
泡のコントロールそのものも他の個体以上に卓越しており、周囲に撒き散らした泡を発火させ、外敵を目掛けて飛ばす攻撃を繰り出すこともある。なお、相手に直接浴びせた滑液や泡は自然と発火してしまうため、敵に泡を纏わり付かせて翻弄する通常種のような戦法を披露する姿は確認されていない。
手強い外敵と遭遇した場合、咆哮とともに青白い炎の爆発を起こし、全身に焔を纏った特殊な強化形態である「白焔状態」へと移行する。この形態では頭部や尻尾などに薄紫色の焔を纏うようになり、ガスを含んだ滑液や泡を用いた攻撃がより一層苛烈となる。可燃性ガスの熱量も急激に上昇し、滑走すれば滑液が巨大な火柱を上げて爆発するが、分泌された滑液は暫くの間延焼するため、周囲はまるで立ち登る焔に包囲されたかのような有様となる。更に全身に焔を纏って時間が経過した場合、幾度も飛び回って作り出した月を思わせる巨大な焔の泡を空中に浮かばせたのち、周囲を旋回して泡の渦で外敵を拘束、最後に巨大な炎の泡を落下させて爆発を引き起こすという自らの燃える滑液の真骨頂とも言える大技を放つ。焔の大泡は見た目の通り繊細なコントロールを要するらしく、展開中に外敵の攻撃で怯み転倒してしまった場合、焔の大泡がそのまま落下して本種に直撃し、爆発に巻き込まれて痛手を受けることもあるという。
イソネミクニ／イソネミクニ亜種
- 別称（原種）：人魚竜（にんぎょりゅう）
- 別称（亜種）：氷人魚竜（ひょうにんぎょりゅう）
- 登場作品（原種）：MHR／MHRS
- 登場作品（亜種）：MHRS
- 作品中の分類：海竜目海竜亜目人魚竜下目イソネミクニ科
- 全長：

山吹色の鱗に包まれた細めの体躯、丸みを帯びた頭部から生えた「髪ヒレ」と呼ばれる長い髪のように見える紫色の巨大なヒレ、口内や喉元、尻尾の付け根などから漏れる青白い光が印象的な大型の海竜種。周囲に広く響き渡る甲高い鳴き声が特徴的で、天に向かって歌うように鳴いている姿も目撃されている。また、時折「髪ヒレ」を前脚の爪で解かすように手入れをする様子も確認されている。
水辺に生息し、水資源さえ豊富な地であれば、寒冷地から高温地帯まで様々な地域に出現する事が確認されている。地上や浅瀬などでは基本的に腹這いの体勢を取るが、時には強靭な尻尾で蜷局を巻き、自分の全体重を支えながら立ち上がったような姿勢となる事があり、月明かりに照らされたその姿が人間の女性のように見えたという逸話がよく語られている。また、海竜種らしく水中を優雅かつ自在に泳ぎ回る事ができ、その様子から《人魚竜》とも呼称されている。　
上述の生態や逸話などから神秘的で妖艶な印象を抱きがちだが、非常に凶暴で狡猾な性格の持ち主であり、縄張りに侵入してきた外敵を相手取り、激しい乱闘を繰り広げる姿も多々確認されている。興奮したイソネミクニの髪ヒレには独特な斑模様が浮かび上がるが、ある伝説ではこれは海底に葬った獲物の魂であると語られている。外敵と遭遇すると耳を劈くような高音の咆哮で威嚇を行い、積極的に攻撃を仕掛ける。水棲の海竜種であるため、水上や水中での活動を得意とする。一方で完全な陸地での戦闘は不得意である。髪ヒレには多数の棘が生えており、これを豪快に振り回して周囲を薙ぎ倒したり、一部の棘を射出して中遠距離に対して攻撃を仕掛ける。前脚にも鋭く発達した爪やヒレを備えており、接近戦においてはこれも強力な武器となる。イソネミクニの最大の武器は、青く輝く喉頭部で生成される「眠り粉」である。この眠り粉は吸い込んだ相手を瞬く間に眠らせてしまう強力な催眠性を持っており、外敵に向けてこの眠り粉が大量に含まれた青白いブレスを放出し、眠気で動きが鈍くなったところを強烈な一撃を叩きこんで仕留める戦法を好む。特に大量の眠り粉を吐き出す場合、数秒間に渡って歌うような鳴き声を周囲に響かせ続ける事があり、その様子や鳴き声から「黄泉の歌姫」という異名でも知られる。
肉食性であり、主に貝類を主食としており、硬質化している自分の腹部に貝を叩きつけ、殻を割って中身を食べるというラッコに似た行動もとる。なお、イソネミクニが捕食する貝類の中には強烈な閃光を発するものや、爆発性を持つ特異性のあるものが存在する。そして、そのような種の存在や性質をイソネミクニ自身はしっかりと理解しており、外敵との交戦中に貝を拾い、その性質を利用した攻撃を繰り出す事もある。
MHRSより亜種が登場。豊富な水資源と極寒の環境を好んで生息しているが、通常種と異なり亜種は寒冷地での生存に適応した個体であると考えられており、行動範囲はあくまで寒冷地やその周辺地域に限られている。通常種と異なり、眠り粉による睡眠攻撃の代わりに強力な冷気を生み出す能力を得ている。口や喉元から放出される冷気により周囲に氷雪を撒き散らし、自身も霜を纏いながら幻想的な風景を作り出す姿から《氷人魚竜》とも呼称される。
蒼白い身体に赤い眼と鈍色の髪ヒレを持ち、興奮すると髪ヒレがオーロラのように美しく輝く。陸地での活動が不得意で水辺を中心に活動する通常種とは異なり、陸上にも積極的に進出し、魚介類以外の動物や小型モンスターも捕食対象と見做して容赦なく襲い掛かる。、通常種が眠り粉や特殊な貝類を用いた搦め手を得意とするスタイルである事に対し、亜種は冷気の扱いに特化し、より積極的に攻撃を仕掛けていく傾向がある。陸上でも不自由なく、むしろ水中以上に俊敏に動き回る事ができるのは、自分が放出する冷気によって地面を凍り付かせ、その上を滑るようにして移動しているため。この移動法を応用して髪ヒレや尻尾を身体ごと振り回し、元々は水棲の海竜種であるとは思い難く感じるほどの豪快な動きで攻撃を繰り出す事もある。
オロミドロ／オロミドロ亜種
- 別称（原種）：泥翁竜（でいおうりゅう）
- 別称（亜種）：溶翁竜（ようおうりゅう）
- 登場作品（原種）：MHR／MHRS
- 登場作品（亜種）：MHRS
- 作品中の分類：海竜目海獣竜亜目泥翁竜下目オロミドロ科
- 全長：

山奥の泥濘地帯に住む陸生の大型海竜種。泥を自在に操る。縄張り意識が非常に強く、侵入者に対しては苛烈な反応を示す場合もあるが、基本的には穏健で、逃げ行く者にまで必要以上に攻撃を仕掛ける事は少ない。前述の通り、縄張り意識の強いうえ、生息地が山奥で人里近くには滅多に現れないため目撃例は少ないが、百竜夜行の影響で人里近くに降りてくるのを目撃されている。
長大な体型をしており、本来の鱗と尻尾から分泌される黄金色の液体、そして大量の泥が重なり合って形成された鈍色の外殻と、ナマズや龍を彷彿させる顔に生えた長く赤い髭、同様に「毛ヒレ」と呼ばれる尻尾の側面に生え揃う体毛のような器官が特徴である。
尻尾は、全長の半分近くを占めるほど非常に長く、先端に向かうにつれて太く発達しており、外敵との戦闘では相手を正面に捉えながら、この尻尾をもう一つの頭のようにもたげた独特な体勢を取り、専ら尻尾を主要な武器として自在に振り回して攻撃を仕掛ける。
前述の黄金色の体液は強力な溶解液の一種であり、これで地面を溶かす事で泥濘地帯に近い環境を再現する事ができる。 溶かした地面を前脚の爪で掻き分け、瞬く間に地下へ身を隠す事も可能で、髭や毛ヒレによって泥の中を伝う振動を感知し、的確に獲物を襲う事から「泥土の隠者」という異名を持つ。ちなみにオロミドロの鱗は撥水性に長けており、その特性によって泥の中でもオロミドロ自身の機動力が損なわれる事は無い。なお、その溶解液はそれだけでも他の生物にとっては脅威となり得るものであり、 迂闊に溶解液の混じった黄金色の泥土に触れると、それだけで皮膚が焼け、小動物であればそのまま失神してしまう場合もあるほどの激痛を齎す。また、その性質から出現した地域の土壌に深刻な影響を与える場合もあり、時に農産業などにまで無視できないような被害を齎す。
泥そのものの扱いにも非常に長けており、足元の泥を波のように流動させて押し流したり、泥の塊を隆起させて敵の視界や行動を物理的に制限したりするなど、老獪とも評される特異な戦法を駆使する。他にも、尻尾で捕らえた相手を自分ごと泥に飛び込む事で埋没させる、巨大な泥の塊を尻尾で抱えるようにして持ち上げ、武器として振り回すなどの行動を取ることもある。
MHRSより亜種が登場。亜種は溶岩地帯に生息し、通常種と同様に基本的には人里に現れる事が滅多に無い。
通常種と同様、身体から溶解液を分泌し、地面を泥のように溶かしながら行動する。しかしその溶解液は通常種以上に強力なものであり、岩石でさえも瞬く間に原型を失っていくほどである。溶かされた地面や岩は周囲や地下の溶岩と混ざり合い、マグマのような赤い光と高温を有する「泥溶岩」と化す。この泥溶岩を巧みに操る事から「溶翁竜」とも称されている。
性格は通常種とは異なり、その性格は苛烈にして攻撃的なうえに、縄張り意識の強さも通常種以上であり、不用意に縄張りを踏み荒らす外敵に対しては激しく荒れ狂い、容赦なく襲いかかる。
ガジオス
- 登場作品：MHWs
- 作品中の分類：
- 全長：

角のように前方に長く突き出した鼻先が特徴的な小型の海竜種。森林地帯の大河や砂漠のオアシスなど、豊富な水資源がある地に棲息する。
全体的な姿はワニに酷似しており、褐色の皮骨に覆われた外皮と厚い鱗板に覆われ、鋭い歯がずらりと並んだ長い口吻、短くとも力強い四肢と泳ぎやすい扁平な尾、上述の長く突き出した鼻先を持っている。この特徴的な鼻先は、本来「鋸角」と呼ばれる部位であり、その呼称の通り側面からは鋸の刃のような鋭い突起が立ち並んでいる。
生態もワニに似ており、水辺付近を主な行動圏している。狩りの際は鼻先だけを水面から出して呼吸を確保しながら水中に潜み、水中に身を潜め近づいてきた草食モンスターを捕食する。
捕食の際は、水中に引きずり込む他、強靭な顎で獲物の首を折って仕留める。仕留めた獲物を食べる時に体を回転させて肉を引きちぎる行動をとる。獲物が小振りであればそのまま呑み込んでしまうこともある。
縄張り意識が強く、人間に対しても積極的に攻撃してくる。ハンターとモンスターとの戦闘中に割り込んでくることもある。狩りや戦闘時以外は水中や岸辺であまり動かずに過ごしている。陸上に上がって寝ている様子も見られる。また、群れることはなく単独行動を好む。
その鋭い鋸角はスリンガー弾としても活用でき、フックスリンガーを用いて折り取ればモンスターの傷口に有効なスリンガー弾として利用できる。
ピラギル
- 登場作品：MHWs
- 作品中の分類：
- 全長：

温暖な森林地帯の大河などに棲息する小型の海竜種。身体は美しい光沢を持つ青碧色の鱗に覆われ、首から背中、尻尾にかけて鋭利な突起が生えている他、頭頂部と尻尾の先からは三日月状に発達したヒレが見られる。全体的には海竜種の中でも極端なほどに細身だが、その分動きは比較的俊敏。
性格は基本的に憶病な気質であり、見慣れない相手に自分から攻撃を仕掛けるようなケースは少ない。
数頭で小規模の群れを作り、非常に統率の取れた行動を見せることで知られるが、この群れで獲物となる生物を積極的に襲うということもあまり多くはなく、取り囲んだ上で威嚇を繰り返し、相手が大きな隙を見せた瞬間にのみ一斉に襲い掛かる。ただし、血の匂いを嗅ぎつけた場合は例外的に著しい興奮状態となり、それまで鳴りを潜めていた獰猛性を露わにして猛攻を仕掛ける。
バーラハーラ
- 別称：沙海竜（さかいりゅう）
- 登場作品：MHWs
- 作品中の分類：
- 全長：

砂漠地帯に棲息する中型の海竜種。砂漠の環境に適応し、砂原を大海の如く自由自在に泳ぎ回る。大型とされる海竜種の中では体格は比較的小柄。頭部は3方向に大きく展開する口を有し、その口の奥から淡い青色の光を放っている。逆立った形状の黒灰色の鱗が捻じれるかのような配列で背面全体を覆っており、正面や真後ろから見ると身体全体が捻じれているかのような左右非対称に見える。四肢を身体の側面に貼り付けるように畳み込み、その身体を捻ることで全身をドリルのように使って砂を掻き分けながら泳ぐ。その移動速度はなかなかのものであり、時には勢いのままに砂上に飛び出し、そのまま地上の獲物に直接喰らい付こうとすることもある。
ウズ・トゥナ
- 別称：波衣竜（はごろもりゅう）
- 登場作品：MHWs
- 作品中の分類：
- 全長：
- テーマ曲：羽衣を纏いし奔流

緋の森の頂点捕食者。「緋の森」と通称されている森林地帯で発見された、同地の大河に棲息する大型の海竜種。基本的には水底に潜んでおり、なかなか姿を見せることは無いが、豪雨によって大河が増水すると普段よりも活発になり、獲物を求めて積極的に行動する。
ヒラバミ
- 別称：風鋏竜（ふうきょうりゅう）
- 登場作品：MHWs
- 作品中の分類：
- 全長：

強風が吹き荒れる寒冷地を筆頭とした各地に棲息する中型の海竜種。海竜種でありながら空中での行動に長けている。
体型は極端に扁平で、全体的に筋肉量が少ない。大型モンスター全体の中でも特に小柄かつ軽量級の部類と言える。後頭部から首にかけて存在する飛膜を傘のように展開し、これで気流を捉えることで身体をそのまま空中に浮かべることができる。一度気流に乗ると滅多なことでは地表には降りない。四肢は小さな鰭のような形状に退化しており、地上での激しい運動はあまり得意ではないが、地表付近の気流を利用して意外な身のこなしを見せることもある。尻尾の先に尻尾の側面から伸びる「尾爪」と呼ばれる器官は鋏のように稼働し、獲物や外敵を挟み込むようにして拘束したりすることが可能である。他にも鎌のように湾曲した前脚の爪、左右にも大きく広がる下顎にびっしりと生える小振りな牙などを武器に接近戦を仕掛けてくる場合がある。
移動能力の大部分は強風と飛膜に依存しているため、飛膜を傷付けられると空中での動きがやや不安定になる他、滞空中に飛膜を含めた首元を狙われるとあっさりと落下してしまうこともある。
ジン・ダハド
- 別称：凍峰竜（とうほうりゅう）
- 登場作品：MHWs
- 作品中の分類：
- 全長：
- テーマ曲：霜烈なる氷塞の主 ー睥睨ー（1～2フェーズ）、霜烈なる氷塞の主 ー覚悟ー（3フェーズ）、霜烈なる氷塞の主 ー審判ー（最終フェーズ）

氷霧の断崖の頂点捕食者。「氷霧の断崖」と呼ばれる地やその周辺にて時折目撃されている陸棲の海竜種。海竜種の中でも別格と言えるほどの巨体を誇る。全身の各部には「凍成殻」と呼ばれる板状の甲殻が一定の間隔を設けつつ立ち並んでおり、一見すると肋骨や背骨などが体表から突き出している、あるいは肉を刳り抜かれた骨格そのものが動いているかのような異様な姿をしている。
クアルセプス
- 別称：晶竜（しょうりゅう）
- 登場作品：MHF（フォワード.4より）

海竜種であるが、目撃されるのは基本的に高地や砂漠などの水気の無い陸地であるという変り種。これは幼体時のみ海中で過ごし、その後成体になる頃に陸へと上がり、地中をその代わりとして過ごすようになるという特異な生態を持つためである。成体は鉱物を餌として、強固な角を地面に突き刺して地中を掘り進みつつ、口外まで牙が飛び出たシャベル状の下顎で地中の鉱物を削り取りながら食べる。摂取された鉱物はグラビモスなどと同様に体内のバクテリアによって分解・吸収される。「晶竜」の名の通り、吸収した鉱物によって背面の皮膚が硬質化し、散りばめられた水晶によって光り輝く体躯をしている。この水晶は「魅玻璃（みはり）」と呼ばれ、様々なエネルギー、特に光や雷などを吸収する特殊な性質を持つ。魅玻璃は日光や落雷を吸収してエネルギーを蓄積、そしてクアルセプスの咆哮に反応してそのエネルギーを閃光や光線として放出する。この特性により、クアルセプスは「ブレス」と呼べる遠距離攻撃は持たない。基本動作はアグナコトルに似ており、長い胴体を蛇のようにくねらせながらの体当たりや地面に潜っての奇襲攻撃などを行う。一方、角を地面に突き刺し、それを軸に時針のように高速回転したり、尻尾を三連続で叩き付けるなど、トリッキーな攻撃も少なくない。特に前者は地面に潜る際の動作と非常に似ているため混乱しやすい。魅玻璃を利用した攻撃は高地に棲むグレンゼブルと同じくフィールドの天候によってその性質が変わるという特徴も有している。これにより、火属性の形態と雷属性の形態という二種類の側面を持つ。そのため、快晴から一転して雷雨が発生したりする高地では火属性や雷属性を切り替えるが、乾燥した地域の砂漠では最後まで火属性のみ、常に荒天の樹海頂部では雷属性のモンスターとして、といったようにフィールドが変わるだけでクアルセプスの属性パターンも大きく変化する。ゲーム内ではシステムの関係上、平常時が火属性、怒り時が雷属性として表現される。晴天時にはその魅玻璃は太陽光から光と熱エネルギーを吸収し、ハンターへの目くらましとなる閃光効果を有するようになる。それを利用して魅玻璃の集中する背中から凄まじいフラッシュを放つ攻撃を得意とするほか、体を震わせてばら撒いた結晶の破片は時間経過、もしくはハンターが接近すると爆発して閃光弾のように利用される。いずれもハンターを気絶させる効果を持つ。また、額の魅玻璃に熱エネルギーを充填し、一転収束させた熱線を光線状に解き放つ技を持つ。雨天時には魅玻璃は静電気からもたらされる雷を吸収し、放電性質を有するようになる。全身から強力な電撃を放出する攻撃を主力とするほか、白い光とともに強烈な放電を放ちながら蛇のように突き進む攻撃を繰り出す。振り落された魅玻璃の破片はやはり時間経過かハンターの接近で爆散し、その場に稲妻を発生させる。熱線に置き換わるものとして、頭部から雷エネルギーを光線として放出する。さらに、クアルセプスの身体から落ちた魅玻璃は、爆発して閃光か雷を放つよりも前にハンター自ら砕くと、魅玻璃は爆発せず、ハンターが持つ武器へ火や雷のエネルギーが転移する。この状態ではハンターの所持する武器が対応する属性に応じた色の光を放ち、最初の一撃だけその属性を付加することができる（属性エフェクトも魅玻璃エネルギー専用のものになる）。属性が上書きされるため、無属性や水属性、氷属性、龍属性武器でも一度ながら火や雷属性攻撃を行うことが可能。
剛種は魅玻璃の扱いにより長けており、額から放つ光線は薙ぎ払うようになったほか、"尻尾から"熱や雷の光線を放出して後方を薙ぎ払うこともできる。晴天時の閃光攻撃もより強化され、フラッシュだけでなく灯台のように回転する4本の光線を同時に放つことで、周囲全方向を焼き払う。荒天時の放電攻撃は、判定時間が短縮された代わりに攻撃範囲がさらに広範囲となった。また、砂漠に2頭で出現する場合もあり、このときは双方のフラッシュを連動させることで、ハンターを即死させるほどの爆発的威力を有した閃光を放つ。特異個体は身体のところどころが金色に変色しており、フェイントを交えたサイドタックルのほか、後ずさりから頭部を突き刺して地面を砕き、前方広範囲を雷撃で吹き飛ばす技などトリッキーな攻撃が多く追加されている。G級では魅玻璃を全方位遠距離にばら撒いて光や雷を各個に充てんさせたのち、自身に向かってビーム状にエネルギーを放出させる大技を繰り出す。この攻撃ではクアルセプスを取り囲むように四方八方からエネルギーが飛び交うため、正確な安全位置を見極めにくい。
クアルセプスの素材から作られた武器は極めて高い雷属性の数値を設定されている。
ポカラ
- 別称：凍海獣（とうかいじゅう）
- 登場作品：MHF-G（G1より）

極海という流氷の海に住むアザラシやトドなどの鰭脚類に似た姿を持つ新種の海竜種（ただし、実際の鰭脚類にはない爪や後足などがある）。「ポカラ」と呼ばれるモンスターは2種類存在し、明確に区別される場合が多い。
この種族の生態はルドロス種に近く、後述のポカラドンという一匹の雄を中心に多数の雌「ポカラ（メス）」で構成されたハーレム的な群れを作って生活している。ポカラ自体は基本的に狩りや子育てに専念していて、牙も短いなど攻撃的な特徴は持っていない。牙が小さいのは魚を捕りやすい形状になっているためである。しかし、攻撃されれば反撃を行い、時にはポカラドンと共に外敵に挑むこともあるという。
他にも「ポカラ（幼体）」が存在しており、こちらも実際のアザラシの幼体のように顔が小さく身体が白い保護色の産毛で覆われているのが特徴で、普段は群れの中で親達に守られているが、時には群れを抜けだして海面近くを泳いでいたり、氷上に上がって日向ぼっこしていたり、同じ幼体同士でじゃれあって遊んでいる姿が確認されている。このポカラ（幼体）は狩猟対象のモンスター扱いではなく、極海のベースキャンプにて群れているものはハンターの動作や行動に反応していろいろなリアクションやアイコンによる感情表現を行ったりする。さらにモンスターとしては珍しく、話しかけると会話ができる。ただし言葉は「モキュモキュ」などのみであり、内容は理解不能である。質問をされる場合もあり、「はい」か「いいえ」で返答もできる。この特徴と関連して、ポカラ（幼体）の開発中の名前はそのまま「モキュモキュ」であった。
ポカラドン
- 別称：凍海獣（とうかいじゅう）
- 登場作品：MHF-G（G1より）

極海に棲む凍海獣の雄で、雌のポカラの十倍近い巨大な体を持ち、口元には波打つような形状の長い牙が生えている。雌に比べると個体数は圧倒的に少ない。魚食であるが、群れの中では自ら狩りなどは一切行わず、 あくまで外敵から群れ全体を守ることだけを役目としている。性格も大型モンスターとしては比較的温厚で、時には雪や氷で遊んでいることもあるが、一度外敵が群れの縄張りに侵入してくるとそれを排除するために非常に攻撃的になり、己の命より群れの存続を優先してどのような相手でも怯まず立ち向かうという。分厚い脂肪と摩擦抵抗の少ない滑らかな質感の皮に覆われた腹で氷上を滑るように疾走できるため、氷上において見た目以上のスピードを有しており、それでいてその重量級の身体を利用したダイナミックな攻撃を得意とする。高速のスライディングタックルや、左右へ往復するように転がってのなぎ払い、予兆もなく後方へいきなり跳びかかる攻撃といったほか、ステップを踏むように連続で襲い掛かる技も持つ。特に危険なのが前脚で拍手を打ってから正面へ向けて高威力のボディプレスを繰り出す攻撃で、単なるボディプレスではなく、周囲へ二層にわたるドーム状の強力な衝撃波が発生する。近距離で受けると生半可な防具では一撃で戦闘不能へ陥る威力であり、遠距離にいても高確率で気絶させられてしまう。本気を出すと前脚をたたいてからハンターを吹き飛ばすほどの強烈な雄叫びを放つ。これは海竜種には珍しい威力の咆哮である。他にも口からは水球ブレスを放つが、これは非常に高水圧で、着弾すると大きな水しぶきとともにあたり一面を覆い尽くす広範囲の攻撃となっている。また、戦闘になると雪玉で遊ぶ能力が攻撃にも転用され、周囲のハンター全員に一度に雪玉を投げるといった芸当もこなす。イャンクック亜種の特異個体が作り出すそれと同じく、雪玉を掘り出した跡は落とし穴として機能し、ハンターが踏み入ると一定時間埋まって抜け出せなくなってしまう。このことをポカラドンも熟知しているのか、雪玉を投げるとき以外にも、落とし穴の作成を目的としているかのように穴だけ掘る場合もある。
ポカラドン素材で作られた武器は水属性を持ち、ポカラドン素材の防具には笛の扱いに長け、周囲の味方にも回避能力や気絶への耐性を与える支援型のスキルが発動する。
バルラガル
- 別称：喰血竜（がけつりゅう）
- 登場作品：MHF-G（G3より）

メゼボルタ地方で確認されるようになった海竜。海を泳いで渡って来た外来種だと考えられている。薄紫色の滑らかな胴体に深海魚のように牙が顎から突き出た頭部が特徴で、皮膚はぬめり気のある粘液で覆われており、その湿度を保つため沼地のような水辺の環境を好む。しかし、川縁や洞窟などに限れば砂漠といった乾燥した環境でも活動が可能になっている。全身をうねらせながら突進したり、尻尾を器用に使って刺突武器とするなど特徴的な動きの攻撃が多いが、水流ブレスや身体から発する霧、水球などの遠距離攻撃も得意としている。地中に潜行する際には他の海竜種のように頭から地面に突っ込むのではなく、身体を左右に揺らして胴体から地面に沈むように潜っていく。食性自体は肉食に分類されるが、吸血性の竜でもあり、伸縮自在な管状の舌を対象に突き刺して血液を吸い取る。周囲の生物に対し手当たりしだいに吸血を行って捕食しようとするが、これは好戦的な性質によるものか、それとも一種の過剰防衛なのか見解が分かれて研究が進められている。舌は自身の身体と同じくらいの長さを誇っており、これを槍のように素早く伸ばしたり、鞭のように目には見えないほど高速で振り回して相手を攻撃する。MHFに登場するモンスターとしては珍しく拘束攻撃を行い、ハンターを捕らえてその血を吸おうとすることもある。この吸血攻撃は一連のダメージが極めて高く、抜け出せないと確実にハンターが力尽きてしまう。またバルラガル最大の特性として、摂取した血液の性質に合わせて自身の体質を変化させるという能力を持つ。吸血行動が完結するとバルラガルの胴体側面の切れ込みが裂けるようにして開き、その中に覗く大きな血管が吸収した属性を象徴する色へ変化する。ドスイーオスなどの有毒生物の血液を取り込んだ際には放出するブレスや霧に毒素が含まれるようになり、ドスゲネポスなどからは神経性の毒を吸収して麻痺属性となる。ハンターやドスランポスの血液を取り込んだ際はハンターの武器の斬れ味を落としたり、一部の弾やビンを使用不能に陥らせるといった効果が付与される。ポンプ状の舌を突き刺しての吸血行動や、胴体が裂けるように開くという身体的特徴、さらに吸血攻撃を受けているプレイヤーの画面が血飛沫でどんどん染まっていくなど、グロテスクな要素はシリーズを通しても群を抜いていると言える。また、この関係でバルラガルが登場するクエストには密林であればドスランポス、沼地ではドスイーオス、砂漠にはドスゲネポスが必ず同時に出現するほか、多数の子分のランポスやイーオスが無限に出現する。小型のランポスたちはバルラガルの攻撃力を受け切ることができず、舌による一撃を受けると瞬時に真っ二つになってしまう。
バルラガルの素材から作られた武器は強力な斬れ味と水属性を併せ持ったものが基本である。クエスト中、バルラガルがドスランポスなどの中型鳥竜を吸血すると、報酬にバルラガルと鳥竜の血が混ざった内臓が素材として追加される。G級武器のみ、これらを使用してバルラガル武器にさらに異なる性能を持たせることが可能で、ドスランポスの場合は水属性が大きく下がって会心率重視に、ドスゲネポスの場合は水と麻痺の双属性、ドスイーオスの場合は水と毒の双属性となる。バルラガル素材の防具は全体的にヴァンパイアをイメージしたデザインで、攻撃時にモンスターから体力を吸収するというスキルが付与される。
なお、バルラガルというモンスター名は、ラテン語で「野蛮」を意味する"barbarus（バルバルス）"、スペイン語で「トカゲ」を意味する"Lagartija（ラガルティハ）"を由来とする。グロテスクなモンスターというコンセプトではあるが、同じような方向性を持った飛竜種のフルフルがある意味で愛されていることから、バルラガルも問題はないと判断されたということが語られている。

## 獣竜種
『MH3』より初めて登場した種族。前脚が腕のままで翼を持たず、後脚での二足歩行での地上生活に適応した獣脚類恐竜型のモンスター。生態系の上位に存在する種族。飛竜種や鳥竜種、牙竜種と同じく竜盤目に分類され、共通の祖先から枝分かれしたものと設定されている。空は飛べないが、その分脚力が発達している。
ボルボロス／ボルボロス亜種
- 別称（原種）：土砂竜（どしゃりゅう）
- 別称（亜種）：氷砕竜（ひょうさいりゅう）
- 登場作品（原種）：MH3／MHP3／MH3G／MH4／MH4G／MHXX／MHW／MHWI／MHR／MHRS／MHXR
- 登場作品（亜種）：MHP3／MH3G／MH4G／MHXR
- 作品中の分類：竜盤目獣脚亜目冠頭竜上科ボルボロス科
- 全長：約1406.7センチメートル／全高：約473.6センチメートル／脚裏のサイズ：約164.3センチメートル
- テーマ曲：土砂と熱風

砂原に生息する大型の獣竜。甲殻は茶褐色およびオレンジ色をしている。背中側の表皮が岩のように発達しており、特に武器にもなる頭部は打撃属性の武器でしか破壊することができないほど強固である。砂原の直射日光と暑さから身体を守るため、泥沼のある場所を好む。浅い所では身体を転がして泥浴びをし、深さのある場所ではクジラのように頭の先端にある鼻孔で呼吸しながら、全身を泥の中に潜ませ、縄張りである沼地に入った者を攻撃する。身体を揺すって付着した泥の塊を飛ばす攻撃をしてくることがあり、定期的に泥浴びすることで、身体につく泥を補充する。泥をまとった状態とまとっていない状態では弱点属性が異なる。この泥は豊富な養分を蓄えており、農作物の肥料としても利用される。G級のボルボロスには、突進の際頭を突き上げると同時に泥も一緒に舞い上がり、その泥が周囲に落ちてくるという特徴がある。主食は昆虫で、原種はオルタロス、後述の亜種はブナハブラを主な餌として、MHWの新大陸に生息する個体は環境生物のハコビアリを主食としており、昆虫の巣や蟻塚を壊して餌を探すこともある。
MHP3より亜種が登場。凍土に生息し、泥の代わりに体表から分泌された体液が雪と混ざって固まった粘液塊を身に纏っている。雪の落ちた甲殻はやや緑がかった鮮やかな水色である。原種と同様の攻撃手段を持つが、雪塊を三方向に飛ばしたり、突進の際にUターンしたりと原種より器用な攻撃方法を取る。また、G級の亜種は尻尾を振ると同時に雪が飛び散り、当たると氷属性やられになってしまう。
ウラガンキン／ウラガンキン亜種／二つ名ウラガンキン
- 別称（原種）：爆鎚竜（ばくついりゅう）
- 別称（亜種）：鋼鎚竜（こうついりゅう）
- 別称（二つ名）：宝纏（たからまとい）
- 登場作品（原種）：MH3／MHP3／MH3G／MH4／MH4G／MHX／MHXX／MHW／MHWI／MHF-G（G9.1より）／MHXR
- 登場作品（亜種）：MHP3／MH3G／MH4G／MHXR
- 登場作品（二つ名）：MHX／MHXX
- 作品中の分類：竜盤目獣脚亜目鎚竜下目鎚顎竜上科ガンキン科
- 全長：約2090.3センチメートル／全高：約687.8センチメートル／脚裏のサイズ：約175.2センチメートル

火山に生息する、鈍い黄金色に輝く鱗と突起状の甲殻に覆われた大型の獣竜種。大きく発達した下顎をハンマーのように叩きつけることから「爆鎚竜」の別名を持ち、これで岩塊を砕いて採取した鉱物を主食とする。外殻はマグマをものともしない耐熱性を持ち、その身体に溶岩や火薬岩を擦り付けており、尻尾についている火薬岩をばら撒き、顎を打ちつけて起こした震動で起爆させることができる。意図的に鉱物を擦り付ける理由は異性へのアピールや非常食など諸説あるが、はっきりしていない。転倒した際には、腹部および背中から採掘が出来る。移動の際には身体を車輪状に丸め、転がるようにして移動する。エリアによってはいったん高台に登り、そこから加速をつけて転がってくることもある。代謝の一環を兼ねて体外にガスを放出することができ、睡眠ガスや高熱ガスを周囲に放出する攻撃も行う。また、G級のウラガンキンは、回転の最後に顎を地面に叩きつけることがある。同種同士で体をぶつけ合わせる行動が確認されている。この行動は雌を巡る雄同士の戦いと思われるが、繁殖期以外でも目撃されているためか、単にじゃれあっているだけなど様々な説がある。
MHP3より亜種が登場。鋼鎚竜と呼称されており、全体的に灰青色で顎の部分が赤い。食性の違いから体内で生成されるガスの悪臭が強く、それらを岩石に染み込ませて飛ばしてきたり、その場で放出したりする。また討伐してもガスの放出は消えないため、剥ぎ取り中に悪臭状態になってしまうこともある。G級の亜種は、G級の原種の回転後の顎の叩きつけと同時に強力な悪臭ガスが体中から放出される。特定のクエストでは単独で高さがハンターより小さな個体が出現する。また、MHP3の特定のダウンロードクエストでは、同じく小さなクルペッコ亜種が小さな個体を呼び出すことがあり、MH3Gではこの小さな個体がラングロトラとセットで登場するイベントクエストがある。MH3の該当クエストでは専用のテーマ曲があり、MH3 オリジナルサウンドトラック[Disc1]の最後に隠しトラックとして収録されている。
『MHX』では、二つ名持ちモンスターと称される特殊個体モンスターが登場。
『MHF』では転がり攻撃の最中に突然停止し、そこから背後へ大ジャンプして奇襲を仕掛ける攻撃や、溜め動作中に睡眠ガスを放って周囲のハンターを眠らせ、即座に顎の叩き付けやボディプレスで追撃を仕掛ける行動が追加されている。G級クエストでは、転がり攻撃の軌道上すべてにハンターが落ちてしまう落とし穴と溶岩の噴出が追加されるといった変化があるほか、その場で高速で転がり続けて削岩した石を後方へ放ち、正面のハンターは強烈な風で引き寄せる大技を繰り出すことがある。吸引されて回転中のウラガンキンに触れるとそのままダメージとともに延々怯み続け、最終的には力尽きてしまう。
イビルジョー／怒り喰らうイビルジョー／餓え喰らうイビルジョー／極み喰らうイビルジョー
- 別称（通常個体／特殊個体）：恐暴竜（きょうぼうりゅう）
- 登場作品（通常個体）：MH3／MHP3／MH3G／MH4／MH4G／MHX／MHXX／MHW／MHWI／MHF-G（G8より）／MHXR
- 登場作品（特殊個体(怒り喰らう)）：MH3G／MH4／MH4G／MHX／MHXX／MHWI／MHXR
- 登場作品（特殊個体(餓え喰らう／極み喰らう)）：MHF-G（G9より）
- 作品中の分類：竜盤目獣脚亜目暴竜上科イビル科
- 全長：約2848.9センチメートル／全高：約629.4センチメートル／脚裏のサイズ：約137.5センチメートル
- テーマ曲：健啖の悪魔

暗緑色の甲殻を持たない皮膚を持つ、非常に巨大な獣竜種。上下とも棘に覆われた顎（牙が口外にまで発達したもの）と、首の近くまで裂けた大きな口を持つ。シルエットは、全体的にはスタンダードな獣脚類恐竜に近いが、頭部が巨大で前脚が非常に小さいなどティラノサウルスに近い形状を持つ。また、強固な外殻がない分、体表の筋肉が外殻に押さえ込まれること無く異常なほど発達しており、凄まじい怪力を誇る。獣竜種の中でも最大級の巨体を誇り、高い体温およびその体躯に比例した代謝を保つ必要性と貪欲かつ底無しの飢餓感から、眼に映ったものが何であろうと捕食のため無差別に襲いかかる習性を持っており、同属に対しての共食いどころか、ハンターとの戦闘中に切断された自身の尾を喰らってでも空腹を満たそうとする。その食性から、過剰な捕食によって周囲の生態系を崩壊させ、特定の生物を絶滅寸前に追い込んだ事例すらあるという。狂暴性のみならず戦闘能力も非常に高くて後述のように大型モンスターも仕留めてしまうほどで、ギルドでは危険度を古龍および古龍級生物と同クラスに指定している。特定のテリトリーを持たず餌を求めて様々な場所を徘徊しており、移動に関する習性・生態も解明されていない。その捕食対象は小中モンスターは勿論のこと大型モンスターでさえも例外ではなく、捕獲クエストの対象となるモンスターをイビルジョーに捕食されてしまうと、そのクエストは失敗となってしまう。逆に討伐クエストの場合はターゲットを弱らせるのに利用することも可能である。疲労時でなおかつハンターに見つかっていない時には、大型モンスターに積極的に攻撃を仕掛けて仕留めようとする。攻撃力が高く、肉弾戦のほか、赤黒い稲妻を纏ったガス状の龍属性ブレスを吐いたり、顎で地面の一部を抉り、場所によっては属性やられが付加される岩塊を飛ばす攻撃をしてくる。体力が減ると口からこぼれ出す唾液は強酸であり凄まじい腐食性・溶解性を持ち、触れるだけでハンターの防御力を低下させる（この唾液もMHP3以降は腐食性を利用する武具素材として扱われる）。G級のイビルジョーは、さまざまな攻撃の後に右足の叩きつけを頻繁に行うようになる。激昂すると全身の筋肉が大きく盛り上がり、過去に獲物につけられた古傷が不気味に赤く浮かび上がると同時に傷口が開き、痛みそのものが更に狂暴性を増大させる要因となっている。だが、怒り時は傷が開くことで腹部の肉質が軟化するという弱点をもつ。討伐された後は痙攣しながら絶命する。詳しい生態については未解明な部分が多く、その狂暴性を含め最重要調査対象となっている。MHP3では「狩猟環境不安定」となっているクエストが終了した場合「WARNING」の知らせと共に乱入してくることがある（乱入してこない場合や、イビルジョーではない他のモンスターの場合もある仕様となっている）渓流には獲物となるモンスターがいないのか、渓流での狩猟の場合は乱入してこない。しかし、MH3Gでは渓流にも現れるようになった。
MH3Gでは激昂したラージャンのような特殊個体が登場。正式名称は「怒り喰らうイビルジョー（ゲーム中での表記はイビルジョー飢餓）」と呼び、常時怒り状態の姿で、本当の怒り状態になると頭から首にかけて赤黒い雷を纏い、眼を赤く光らせている。極限の饑餓に達したときこの状態になるようで、モンスターを強引に拘束したり、大型モンスターを襲うとされる。一部のG級クエストおよび高難易度クエストにごく低確率で乱入するのみで出現し（一部のイベントクエストでは確実に登場および乱入するものがある）、通常のイビルジョーを上回る攻撃力や攻撃範囲を持ち、飛躍的に戦闘力が高まっている。
MH4では新たな追加モーション自体はないが、イビルジョー飢餓の場合は一部の攻撃動作に捕食判定が備わっており、何気ない攻撃から突如として捕食状態に陥ってしまう状況が多発した。MH4Gでは狂竜化個体が出現する。G級個体からブレスを縦に吐くモーションが追加され、通常個体ではそれほど脅威ではないが、飢餓の場合は驚異的な射程距離を誇る。極限状態の個体も登場し、四股踏みで離れた場所にいるプレイヤーを攻撃するだけでなく、G級個体のイビルジョー飢餓の攻撃パターンも追加される。なお、怒り喰らうイビルジョーを討伐してクエストをクリアすると専用の素材が手に入り、MH3Gでは「ドス黒い血」という固有素材が報酬として手に入ることが、MH4ではさらに「歴戦の漆黒皮」という固有素材が入手できる。ゲーム中では語られていないが、設定上では老化した個体であり、それに伴って体のセーブが効かなくなって、食欲や龍属性エネルギー生成が制御できなくなり暴走、この姿になったとされている 。ドス黒い血とは過剰な龍属性エネルギーで自身の血液が腐食し生じたものである。
MHFでは拘束攻撃などイビルジョーを代表する攻撃も基本的に引き継がれている一方、エフェクトが刷新され地面を使った攻撃が多く、跳びかかりから続けて尻尾を振り回すなどの行動が追加されているが、あえて"MHF-Gらしさ"はあまり加えず、モンスターハンターというゲームの原点を感じられるようなコンセプトで作られている。G級クエストでは龍属性ブレスを回転しながら全方位に振り回し放つ広範囲攻撃や、四股踏みの衝撃で舞い上げられたハンターを口で掴み取り、咥えた状態のまま他のハンターへ攻撃を繰り出すといった行動が追加されている。なお、ゲームシステムの違いで乱入の仕様は技術的に実装できなかったことが語られている。
また、MHFのみの特殊個体として、「餓え喰らうイビルジョー」と「極み喰らうイビルジョー」の2種類がG9より実装された。特殊個体が早い段階で実装された経緯として、前述したイビルジョーの"MHF-G的変化"が(それが意図的にであったとはいえ)乏しかったということが語られている。実装当日から「もっと"はっちゃけて"ほしい」「今一つ物足りない」という要望が多数挙がっていたことが語られており、大胆なアレンジを施し、プレイヤーの期待を超えることを目指したモンスターである。
餓え喰らうイビルジョーは特定の攻撃からさらに特定の攻撃へ繋げるコンボ行動や拘束行動が豊富で、怒り状態への移行時には龍属性のエネルギーを全身からオーラとして強烈に放出する高威力攻撃を繰り出す。また、餓え喰らうイビルジョーは必ず2頭同時に出現し、片方が討伐されると即座にその死体を喰らいに向かい、通常の怒り移行時よりもさらにエフェクトの巨大な攻撃を放って常時怒り状態となる。なお、設定上「餓え喰らうイビルジョー」は「怒り喰らうイビルジョー」と異なり、ギルドが闘技場にイビルジョーを閉じ込め、肉を与えずに餓えさせた個体である。ただし、外見は怒り喰らうイビルジョーと同様のものである。
極み喰らうイビルジョーは前述の餓え喰らうイビルジョーと同じタイミングで実装されたモンスターで、ゲーム中では追い詰めすぎたせいで謎の突然変異を起こした個体と設定付けられている。この突然変異はギルド職員にとっても予想外のもので、混乱を招いている。金色に近い体色と煌めく光を纏っており、顎の牙が肥大化し、背中には棘が生えているなど、外見が大幅に変化している。餓え喰らうイビルジョーより遥かに強力な存在として開発されており、その強さは一見すると「設定が間違っているのではないか」と思われるほどのものだと語られている。G級ラヴィエンテに伴うG級進化武器などの新たな武具の登場により、最強の武器に見合う最強クラスのモンスターとして実装された真のハンターのみが攻略可能なクエストという位置づけであり、究極の超高難易度クエストともされる。極み喰らうイビルジョーがゲーム中に実装される前、2015年11月15日に埼玉で開催されたイベントでは、そのラフ画のみ事前に公開されており、暫定的な開発ネームは「とにかく明るいイビルジョー」というものである。なお、難易度が非常に高くあくまでも挑戦的な存在であるため、仮に極み喰らうイビルジョー討伐に成功しても討伐を証明する専用の称号「暴激を極めし者」と餓え喰らうイビルジョー討伐で入手できるランセGシリーズの素材が確定で全身分まとめて入手できるだけとなっている。
ドボルベルク／ドボルベルク亜種
- 別称（原種）：尾槌竜（びついりゅう）
- 別称（亜種）：尾斧竜（びふりゅう）
- 登場作品（原種）：MHP3／MH3G／MH4／MH4G／MHX／MHXX／MHXR
- 登場作品（亜種）：MH3G／MHXR
- 作品中の分類：竜盤目獣脚亜目尾槌竜上科ドボルベルク科
- 全長：約2009センチメートル／全高：約737センチメートル／脚裏のサイズ：約151センチメートル
- テーマ曲：陽昇る水景

渓流や水没林など木々の生い茂った地域に生息する大型の獣竜種。背中全体に苔や茸が生え、水牛のような角とハンマーのような尾が特徴のモンスター。雌と幼体は群で行動するが、雄はある一定の年齢を過ぎると群を離れて繁殖期以外は単独で生活する習性を持つため、クエストで遭遇するのは全て雄の個体である。尾槌竜という別名のように、尻尾の先端がハンマー状に発達しているのが最大の特徴であり、草食性で、尻尾でなぎ倒した木や朽木を餌として、疲労時には既にある木々を食する。戦闘時は、主に尾を使った叩きつけを攻撃手段とする。叩きつけのほか、足を軸に尾を振り回し、遠心力により大ジャンプして気絶効果があるプレス攻撃を行ってくるが、疲労状態や攻撃の予備動作の際に攻撃を当てて怯ませることで転倒させることが可能。また尻尾の部位破壊後、地面に埋まった尾から採掘することも可能である。G級の個体は、原種亜種共に、2回連続で尻尾の叩きつけを行った後、間髪入れずにハンターに向かって突進をしてくることがある。背中にあるラクダのように脂肪で出来た二つのコブは、大型の体を維持するための器官であると同時に弱点でもあり、肉質が柔らかいだけではなく、破壊されるとエネルギー供給に支障をきたして疲労しやすくなる。
MH3Gでは亜種が登場。砂原に生息して、赤銅色の外殻と斧のような形状の尾が特徴で、この変化は過酷な環境に適応した結果だと推察され、乾燥地帯でも長期間の活動を可能にしている。尾を利用した攻撃は、砂とともに外敵をも吹き飛ばしてしまい、尻尾の攻撃を当てた相手を遠くに飛ばしたり、泥まみれ状態にしてしまう。また、とあるイベントクエストでは体長が40mを超える巨大なドボルベルク亜種が登場する。
ブラキディオス／猛り爆ぜるブラキディオス
- 別称（通常個体／特殊個体）：砕竜（さいりゅう）
- 登場作品（通常個体）：MH3G／MH4／MH4G／MHX／MHXX／MHWI／MHF-G（G8.1より）／MHXR。MH3Gのメインモンスター。
- 登場作品（特殊個体）：MH4G／MHXX／MHWI
- 作品中の分類：竜盤目獣脚亜目前脚拳竜上科ブラキ科
- 全長：約1522センチメートル／全高：約558センチメートル／脚裏のサイズ：約178センチメートル
- テーマ曲：剛き紺藍／猛り爆ぜる剛き紺藍（MHWIの特殊個体）

火山、凍土に生息する大型の獣竜種。黒い光沢を放つ群青色の胴体に、棍棒状の頭殻が前へ大きく突き出た頭、そして甲殻で覆われた頭頂部と同じような形状の逞しい前脚が特徴（指はある）。身体が黒光りする理由は、甲殻に黒曜石が含まれているためであり、ガラス質の鉱物である黒曜石が外皮となっているのは、生息する火山の地熱や後述する共生粘菌の爆発熱などによって、ブラキディオス本来の鱗や付着した鉱石が融解・複雑に化合しているためである。尻尾の先端は、巨大で鋭利な骨の塊が付いた棍棒状の武器となっている。腕と頭に蛍光色の粘菌を付着させていて、この粘菌はブラキディオス本体から離れると一定時間で爆発する性質があり、殴りつける際にこの粘菌を相手に擦り付け、爆発による追加ダメージを与える。その威力は驚異的で、アグナコトルすらも粘菌の爆破で沈黙させるほど。定期的に腕を舐めまわす動作を行うが、これはブラキディオスの唾液に粘菌を活性化させる成分が含まれているためとされ、実際にもこの動作後は腕の粘菌が増殖する。普段目視できないが、粘菌は腕と頭部だけでなくブラキディオスの全身の甲殻に生息しており、怒り状態になると唾液の成分が揮発することで全身の粘菌が活性化し、腕と頭のみならず、全身がより黄色がかった色になる。ブラキディオスと粘菌は共生関係にあり、粘菌はブラキディオスに付着することで爆発による胞子の拡散以上の距離を移動することができ、ブラキディオスは粘菌を爆発物として武器にしている。爆死しつつばら撒かれた粘菌の胞子はブラキディオスに踏まれると瞬時に発芽して、変形体となり頭部や腕に移動する。なお、頭殻と腕の棍棒状部位の内部は、粘菌の住処と打撃時の衝撃を吸収するクッションを兼ねたケラチンの格子構造となっている。粘菌の爆発力の強さは個体の力の誇示や異性へのアピールに直結しており、より爆発力の強い粘菌を採取して増殖させる習性があり、ブラキディオス自身も粘菌の強さを本能的に見極めることができる。
戦闘では、粘菌の付着した腕を地面や対象に叩きつけながら機敏に動き回り、地面に突き立てた腕を軸に高速で旋回するという動作も行う。怒り状態になると活性化した粘菌を活かした戦法をとる。『MH3G』で初登場となる状態異常の爆破属性を持っているモンスターであり、ハンターの身体に粘菌が付着すると爆破やられになり数秒後にハンターが爆発、大ダメージとなる。爆破やられは回避行動または消臭玉の使用で解除できる。特定のダウンロードクエストでは、最大金冠確定の強力なブラキディオスが出現し、攻撃力や防御力が格段に上昇している他、何らかの攻撃（ハンターの攻撃やアイテム、他の小型モンスターの攻撃など）が加えられただけですぐに怒り状態になるという特徴を持つ。
『MH4』では、爆発範囲の縮小といった変更が施されている。
MH4Gでは激昂したラージャンのような特殊個体が登場し、この個体は「猛り爆ぜるブラキディオス」と呼称される。。設定上では、溶岩島など限られた環境にのみ存在する「臨界極まる粘菌」という特殊な粘菌を纏った個体で、この粘菌は胞子を散布したもの火山の地殻変動で地中に呑み込まれて長期間休眠していたものであり、休眠期間に膨大なエネルギーを溜めこんでいたため、通常個体の粘菌を凌駕する活性具合と爆発力を持つ。この粘菌は扱ったブラキディオス自身が反動で絶命する危険性が高いほどの爆発力を持ち、ブラキディオス自体は通常の個体と生物種的には同種だが、その反動に耐えられる強靭な個体のみこの粘菌を摂取して扱うことができる。強靭さを表す描写のため通常個体と比べて巨体で、粘菌が異常活性化したことで常に腕・頭・背中・尻尾が黄色がかった色に発光して、外殻は過度の爆発熱と爆発圧でエメラルドに変質しており緑色がかった体色に変化している。MHWIでは新大陸の「導きの地」に登場し、この地の溶岩地帯が溶岩島に近い環境となっており、そのため臨界極まる粘菌が生息しており猛り爆ぜるブラキディオスも存在するとされている。ゲームバランスの兼ね合いで通常個体よりもゆったりとした動きに調整されているが、爆発を付加した攻撃の種類や頻度が多くなっており、攻撃力も高くて攻撃範囲も広い。また、「赤色に発光した部位に攻撃を当てると爆発する」という能力を得ており、この際に接近攻撃を仕掛けると攻撃した側が逆に大ダメージを受ける。消臭玉を使うと当たった部位の状態を戻すことが可能で、部位破壊すれば爆発の範囲も縮小する。また、MHWIにおける特殊個体は瀕死になると地面を激しく殴り続け、左腕に力を込めて叩きつけると同時にエリア全体にわたる大爆発を起こし、ハンターの退路を断ってしまう。この時、外殻は焼け焦げたかのように黒く変色し、地面に付着した粘菌は時間経過で爆発しなくなる代わりに触れたハンターの体力を減少させるようになる。新たに繰り出すようになる、咆哮と共に地面の粘菌を一斉に大爆発させる大技は、あまりの威力にブラキディオス自身もダメージを受けてしまう。MHWIにおけるこれらの粘菌を外部に放出して自身も傷を負う攻撃は、前述のように臨界極まる粘菌はブラキディオス自身にも危険性が高いため、過剰に増えてしまった粘菌を身体から落として自身への被害を最小限にするための行為とされている。
『MHF』では全体的に行動速度そのものが向上しており、地面を抉るように殴り攻撃を繰り出したり、腕の粘菌を飛ばすといった独自の攻撃が追加されている。G級クエストでは頭部を突き刺しての爆発連鎖攻撃を同時に3方向、かつ後退を挟んで2連続で放つようになったほか、地面を砕いてその衝撃で打ちあがったハンターを粘菌の大爆発で吹き飛ばす、地面を連打して全方位に爆発の連鎖を次々と発生させる、周囲一帯に粘菌をばら撒き広範囲を一挙に爆破するといった攻撃を繰り出すようになっている。広範囲を爆破する攻撃を食らうと空中に舞いあげられ、そのまま体力が瞬時にゼロになるほど強力な継続ダメージを受ける。
『MHF』に遷悠種として行動がアレンジされて登場したブラキディオスの評判自体はよかった一方、ハンターが使える爆破属性武器自体をもっと振り切った強さにしてもよかったという声もあったことが語られている。
MHXでは、同作のラストボスとして登場したオストガロアが、ブラキディオスの頭骨を改造して作った「爆骨塊」を触腕に装着して武器として使用する。
ブラキディオスという名称は、ラテン語で上腕を意味する「ブラキウム」と英語で黒曜石を意味する「オブシディアン」を組み合わせてもじったものである。シリーズプロデューサーの辻本良三がパチスロ機器メーカーのロデオとのインタビューの中で語ったところによると、種族を「獣竜種」にするところから始まり、手を積極的に使う今までにないモンスターにすることになった際、インパクトを出すため手から緑色の粘菌が出るというデザインになったという。デザイン初期案はハンター側の武器であるランスをモチーフとして、頭殻は槍を、腕部甲殻は盾を意識してデザインされており、その後に爆破属性が決まってから蛍光色の爆破粘菌とミサイルを模したテイストがデザインが加えられてゲーム内のデザインが完成された経緯がある。
ディノバルド／ディノバルド亜種／二つ名ディノバルド
- 別称（原種）：斬竜（ざんりゅう）
- 別称（亜種）：硫斬竜（りゅうざんりゅう）
- 別称（二つ名）：燼滅刃（じんめつじん）
- 登場作品（原種）：MHX／MHXX／MHWI／MHXR。MHXの4大メインモンスターの一つ。
- 登場作品（亜種）：MHWI
- 登場作品（二つ名）：MHX／MHXX
- 作品中の分類：竜盤目獣脚亜目尾剣竜上科ディノバルド科
- 全長：
- テーマ曲：灼熱の刃

古代林と呼ばれる太古の生態系を色濃く残した環境で生きている獣竜種。一部に青が混じった赤銅色の鋭利な甲殻と背中から前方に向かって伸びる無数の突起が特徴で、頭部の目の上辺りにはカルノタウルスを彷彿とさせる角が生え、その顔も鬼のように厳しい。肉食性で非常に獰猛かつ好戦的な性格をしており、一度狙った獲物は絶対に逃さないと言われている。その身体的特徴と後述の攻撃方法から、ハンターズギルドでは「斬竜」と称される。さらに後述の性質から「灼熱の刃」の異名を取る。
他の獣竜種と同様、発達した後脚で巨体を支え跳躍を行うなど驚異的な運動能力を有しており、加えて獣竜種の中でも非常に長い荒々しい大剣のような形状の尻尾を持ち、戦闘時にはこれを振り回して相手を攻撃する。しかもこの尻尾の青い部分には発火性の強い鉄分が多く含まれていることから地面との摩擦で熱を帯びて赤熱化するという性質があり、これによって尻尾攻撃の威力をさらに上げることが可能になる。この尻尾の刃は攻撃に使う度に煤が付いて切れ味が落ちてしまうとされるが、そうなると尻尾を口で咥えて自身の顎と牙を使って刃を研ぎ、切れ味を回復させる。
また喉元に強力な熱エネルギーを発生させる「火炎嚢」と呼ばれる器官があり、喉元がうっすら赤く光る様子が確認できる。口内には炎がゆらめき、これを口元に移動させ噛み付くと同時に火炎を吹きかけるなど応用する他、尻尾を研ぐ際に取り込んだ嚢内に取り込んだ煤や塵を融解させマグマ状にして焼夷弾の如くブレスとして吐き出す攻撃を繰り出す。このブレスは着弾からしばらくは炎を上げながらその場に留まり、時間差で大爆発するという危険かつ強力なもの。また、この状態で頭部を攻撃し怯ませることで喉元にある熱エネルギーを暴発させ、ダウンさせることができる。
また、原種とは別に二つ名持ちモンスターと称される特殊個体モンスターも登場する。
MHWIより亜種が登場。尻尾から腐食性の体液を滲出させることから「腐食の刃」という異名を取る。腐食性の液体はすぐさま鋭く硬化し「硫晶」と呼ばれる結晶に変化し、尻尾を研ぐ際に硫晶を飛ばすなどして攻撃する。この腐食液は、生息する「瘴気の谷」に充満する硫黄系統の有害物質を尻尾から体外へ排出すると共に攻撃に転用したものとされる。
ディノバルドという名称は、英語で「恐竜」を意味する「ダイナソー（Dinosaur）」と、「新星」を意味する「ノヴァ」（Nova）、武器の斧槍「ハルバード（Halberd）」の読み方の一つ「ハルベルド」を組み合わせたものである。初期案は「西洋の騎士のような大剣を使うモンスター」からとされており、大剣になった尻尾に炎とティラノサウルスを組み合わせたものから始まって、剣に対して盾のテイストも加えたいとカメを模したデザインなども提案され、最終的にはMHXの「古代世界、恐竜時代」という世界観コンセプトが出来たことから恐竜型が良いとなったと共に、角がある獣竜種にしたいという事でカルノタウルスをモチーフとした決定稿となった。
アンジャナフ／アンジャナフ亜種
- 別称（原種）：蛮顎竜（ばんがくりゅう）
- 別称（亜種）：雷顎竜（らいがくりゅう）
- 登場作品（原種）：MHW／MHWI／MHR／MHRS
- 登場作品（亜種）：MHWI
- 作品中の分類：竜盤目獣脚亜目アンジャナフ科
- 全長：約1646.46センチメートル／全高：約625.75センチメートル／脚裏のサイズ：約182センチメートル
- テーマ曲：森を牛耳る蛮顎の竜

古代樹の森などの森林部に生息する獣竜種。一般的に連想される獣脚類の姿をしており、桃色の鱗と背部から尻尾までを覆う青紫色の体毛が特徴。下顎が発達しており鋭い牙が上顎を覆うように生えていることから、「蛮顎竜」の異名を持つ。鼻の構造は独特で、匂いを嗅ぐ際や興奮した時にトサカのように上方に展開するほか、縄張りを主張する際は鼻から粘液を飛ばす。また、翼を有しているが飛行能力はなく、主に体温調節や威嚇に使用される。
獰猛かつ好戦的な性格で、獲物以外の大型モンスター相手にも積極的に襲いかかる。また他の獣竜種と同じく後脚も発達しており、起伏に富んだ地形を難なく踏破し海岸部にある岩場を跳躍しながら移動する姿も目撃されている。威
その体格を活かした突進や強靭な顎による噛み付きを中心に戦闘を行い、発達した後脚による大きく跳躍しながらの突進や下顎で地面を抉りながら猛進するなどパワーを駆使した行動も多い。また喉に火炎袋を持ち、激情すると同時に加熱を始め「炎熱蓄積状態」へと移行し口から火炎が漏れ出すようになる。鼻から高温の煤を吹き付けるなどの行動もするようになり、熱量が最大まで達すると猛烈な勢いの火炎ブレスを大技として使用する。しかしその状態は負担が大きいらしく喉元にダメージが蓄積するとディノバルドと同じように大きく仰け反りダウンしてしまう。
『MHWI』では亜種が登場。やや青み掛かった灰色の表皮で胴体を覆われているほか、首から頭部にかけての体色は黄色となっており、やや頭部が目立っている。また、通常種にはない黒い縞模様が全身に存在している。優秀な環境適応能力を持っており、様々な場所で活動できる。体内に筋肉細胞が変化した独自の発電器官を有しており、噛みつき攻撃などを行うたびに体に電気を蓄電していき、雷の力で身体能力を強化する性質を持ち、その状態で雷属性の攻撃を行う。突出した鼻から粘液を飛ばすこともでき、その粘液も帯電するようになり、触れると感電してしまう。亜種の特性を最大限に発揮する攻撃手段として、独特の突進が挙げられる。この突進は体に纏った雷を消費してしまう代わりに、渾身の一撃として放つもので、まるで飛びかかるように大股で助走し、かなりの速度で攻撃対象に突っ込んでいく。
『MHW』開発に当たって用意した検証用のモンスターのうち、しつこくプレイヤーを追い回す獣竜が元になっている。様々なモンスターのたたき台にするため、基本的な動きや表現の制作だけでも1年かかっていた。また、脚部は鳥のそれをモチーフとしているほか、背中の小さな翼は怒り状態をわかりやすくするために追加されたものであり、ディレクターの徳田優也は奇抜なデザインではない分、細かな部分でオリジナリティを出さないと安っぽくなってしまうと『電撃オンライン』とのインタビューの中で語っている。
ラドバルキン
- 別称：骨鎚竜（こっついりゅう）
- 登場作品：MHW／MHWI
- 作品中の分類：竜盤目獣脚亜目鎚竜下目バルキン科
- 全長：約1803.47センチメートル／全高：約899.52センチメートル／脚裏のサイズ：約194センチメートル

瘴気の谷に生息するウラガンキンに酷似した姿を持つ獣竜種。鎚状の顎を始めとした姿や各行動などウラガンキンとの類似点が多いが、本種は全身を「黒油殻」と呼ばれる粘性の強い黒いタールを分泌する外殻に覆われており、そこに大量の骨を付着させているため、外見上はかなりの差異が生じている。
比較的温厚な性格で、遭遇してもこちらから危害を加えようとしなければ敵意を示さない場合が多い。瘴気の谷に散乱する骨を主食とするスカベンジャーであり、大きめの骨は顎で砕き口に入る大きさにする姿が見られ、歯は臼歯が二重に並んでおり硬い骨でも容易に砕ける構造になっている。またそれら骨を全身に纏い防御と攻撃に転用する。ウラガンキンと同じく体を丸めて車輪のように移動し、纏った骨の影響により本種の通った場所には特徴的な轍が痕跡として残る。外敵には顎の叩きつけや遠心力を利用して体に纏った骨を射出する、催眠性のガスの噴出などの行動をとる。
戦闘では顎による叩きつけや体を丸めての突進、尻尾でのなぎ払いなどウラガンキンに準じた肉弾戦を行うが、それらの行動の際に纏った骨を複数周囲へばら撒く姿が見られ、また身に纏った骨は防御としても堅牢であり、あらゆる属性を遮断する。ダメージを与えることで身に纏った骨を剥がすことができ、時には一旦地面を潜行し骨を纏い直す行動も見られる。またラドバルキン特有の行動として体を丸めた状態で駒のように横回転しながら周囲を薙ぎ払う技を使用する。体を丸めての突進は強力であるが、その際に攻撃を受けるとよろけてしまい、そこからさらに追撃を受けると転倒してしまうという弱点がある。
バフバロ
- 別称：猛牛竜（もうぎゅうりゅう）
- 登場作品：MHWI
- 作品中の分類：竜盤目獣脚亜目板角竜上科バフバロ科
- 全長：約2404.84センチメートル／全高：約737.154センチメートル／脚裏のサイズ：約158センチメートル

ジャコウウシのように体毛に覆われ、一対の巨大な角を持つ。角を振り回すほか、大木や巨岩を巻き込みながら突進し、さらには角に引っかかった大木や巨岩を投げ飛ばすなどの攻撃を行う。渡りの凍て地で初遭遇するが、体温の調整能力が高いため、様々な環境下に適応する事が可能であり、その後は砂漠や火山地帯を含めたあらゆる場所に登場する。性格は基本的に温厚でハンターを見つけても無関心で出合い頭に襲ってくることはない。一方で外敵に対しては角を用いて積極的に排除しようとする。食性は草食性。渡りの凍て地ではブラントドスと遭遇すると縄張り争いをすることが多い。
ケマトリス
- 別称：炎尾竜（えんびりゅう）
- 登場作品：MHWs
- 作品中の分類：
- 全長：

ププロポル
- 別称：沼噴竜（しょうふんりゅう）
- 登場作品：MHWs
- 作品中の分類：
- 全長：

アビオルグ
- 別称：獰竜（どうりゅう）
- 登場作品：MHF（フォワード.3より）
- 全長：約1650センチメートル
- テーマ曲：獰猛なる捕食者（下位・上位クエスト）、絶望を撒き散らす凶牙（剛種クエスト）

あらゆる環境に適応できる大型の獣竜種。別名の"獰竜"は「獰猛」の意から。頭部には後ろ向きに生える大きな角を持ち、背中には剣竜類のものに似た骨板（骨盤ではない）が一列に並び、尻尾には鋭利な棘が生え、先端は巨大な刃のような部位が備わっている。頭部の2本の角は頭骨の一部が後方へ向かって隆起したものに、皮膚が被さって形成されている。また、背部の骨板は主に防御の役割を担っているが、身体が熱くなりすぎるとここから熱を放出し、逆に寒くなると保温したりなど、体温調節の役割もある。
この種族はある時期を境に各地で目撃情報が相次ぐようになったとされる。その高い順応性から、遠方から狩り場を求めてメゼポルタのハンターズギルドが管轄する狩猟場に侵入してきたと考えられている。それまでメゼポルタには「獣竜種」という概念に当てはまるモンスター自体が存在せず、調査を進めていくなかでいずれの獣竜種とも異なる特徴を持っていたことから、「アビオルグ」という新たな学名がつけられた。アビオルグの発見はメゼポルタに未開の地があることをも証明しており、不安が広がる一方で、危険を顧みずに調査へ出る研究員も現れている。設定上、その祖先は極海に生息していたギアオルグであり、生存競争に負けて極海を脱出、世代とともに変異を重ねて環境適応能力の高さに特化した結果が「アビオルグ」という種族である（詳細は下記「ギアオルグ」の項を参照）。
完全な動物食でほぼ全ての生物を捕食対象としており、獲物を求めて密林だけでなく雪山や樹海、さらには湿地帯などの各地域を徘徊し、時には自分よりも大型のモンスターを捕食することもある。基本的に昼行性ながら休息中の獲物を狙うために夜間活動する場合もあるほど、捕食に対して極めて貪欲な性質を持つ。興奮状態になると体内の血管が膨張して背中の筋肉が隆起し、背中の背鰭と皮膚は赤みを帯びてくるが、これは威嚇といった類のものではなく、単純に攻撃力を高めるために必要な変化と考えられている。さらに口内から酸性度の高い消化液を分泌し、どんなに硬い皮膚を持つ相手にも致命傷を与えることができる。尻尾は切断できないが破壊は可能。別名の由来でもあるように性格は極めて獰猛で、一度狙いをつけた獲物を執拗に追い続け、相手の息の根を止めるまで決して攻撃の手を緩めることはない。ゲーム内の実際のクエストにもこの設定が反映されており、アビオルグは弱っている（体力の少ない）ハンターを認識すると優先的に襲い掛かってくる。これはもともとアビオルグというモンスターを構想した際、生物の持つ本能を表現するというコンセプトがあったためである。アビオルグが2頭同時に出現するクエストでは、弱っているハンターを見つけるとお互いに我先にと獲物を奪い合おうとするような行動になる。
また、アビオルグは外敵から攻撃を受けると怒りによって身体能力の限界を超えた力を引き出す。怒った際は背の筋肉が大きく隆起するとともに、興奮の度合いを示すかのように周囲に赤い陽炎が生じる。これは体液としては異常な熱さになっているアビオルグの血が大気中に飛散した時、血が瞬時に蒸発することで発生する現象であるとも言われているが真相は定かではない。怒り狂った獰竜は身体の巨大さからは想像もつかないほどの俊敏な動きを見せるほか、かみ砕くように炎ブレスを吐き、周囲の樹木ごと獲物を焼き払うこともある。ゲーム中ではアビオルグには3段階まで怒り状態が存在しており、怒りが昂るたびに攻撃力や行動が激化するが、血管が膨張して筋肉が肥大したことで逆に肉質は柔らかくなっていく。怒り状態が最高潮に達した時、特定のハンターを何度も狙い続けた後、クエストランクごとに定められた最大の攻撃技をフィニッシュとして繰り出し、怒り状態を解除する。その前に怯まされて阻止されると怒り状態は解除されず、また特定のハンターを狙い続けることから再開する。
MHFシリーズに登場した初の獣竜種であり、生態だけでなく、頭を大きく振り回しながら前進したり、地面をえぐって岩石をぶつけてきたりと基本的な攻撃法がイビルジョーのそれに酷似しているが、アビオルグの大きな特徴は体力のハンターを狙い続けたり、後述するコンボ攻撃など「連続攻撃」という点にある。先端が刃状に進化した尻尾を存分に用い、地面に向かって振り下ろす、尻尾を振ってトゲのようなものを飛ばす、ムチのように振り回して対象を気絶させる、尻尾でハンターを弾きあげてから空中で叩き付けるコンボなど、尻尾を主力とした独自の攻撃方法も多数有している。これにより、アビオルグは背後が安全とは言えない。また、ブレスは火属性で動作の異なる2種類の技が存在し、うち一つはチャージした火球をその場で噛み潰して大爆発を起こすという独特の広範囲攻撃である。
下位クエストでの最大怒りフィニッシュは前述のブレスを爆発させる攻撃で、上位クエストでは尻尾を叩きつけて一撃で力尽きかねないほどの威力をともなう地割れ攻撃をフィニッシュとして繰り出す。剛種クエストでは行動がさらに大きく変化しており、他の獣竜種には見られない猛ダッシュしての「突進」攻撃を行うようになったほか、これを攻撃以外にもハンターに接近するだけのときにも使用するため厄介な性質になっている。剛種クエストで繰り出すフィニッシュは2連続回転からブレスを大爆発させる「打ち上げ炸裂ブレス」という技で、これは一段目の回転が気絶と膝崩れやられの二重効果、二段目がハンターを打ち上げ、最後のブレスでまとめてトドメを刺すという連続コンボであり、一連をまともに受けると防御力が高くてもほぼ確実に力尽きてしまう必殺攻撃となっている。
アビオルグ素材で生産された武器は火属性を持ち、大剣や太刀はアビオルグの刃尾を表現しているほか、狩猟笛はミサイルのような奇抜な形状である。また、アビオルグ素材の防具は獰竜のイメージを残しつつも軍服に近しいデザインで、アイテム「投げナイフ」の性能や特性を大幅に強化する「スローイングナイフ」という特殊なスキルが発動する。効果の一つにナイフ1本の消費で3～5本同時に投げられるようになるというものがあり、状態異常属性のナイフとの相性が良い。
ギアオルグ
- 別称：氷獰竜（ひょうどうりゅう）
- 登場作品：MHF-G（G2より）

極海に生息する大型の獣竜種で、アビオルグの亜種にあたるモンスター。体色は生息地域に合わせて海や氷に同化して擬態が可能な青系統の配色。全身に生える棘のみ黄色い。大きく二又に分かれたような形状の角を持つアビオルグとは異なり、ギアオルグはその2本の中央にさらに大きな3本目の角を生やしている。
獰竜アビオルグの祖先であり、彼らはもともと極海に生息していたが、そのうちの一派は生存競争に負けて他の地をめざし、アビオルグとなった。より多くの食料を求めて新天地を渡り歩く生態を持つアビオルグとは違い、ギアオルグは寒冷地に完全に適応しており、潤沢とはいえない食糧環境の中を生き抜いてきた餌争いの強者である。そのほか、アビオルグと比べ防寒に特化した身体のつくりを持つ。食性もアビオルグと同じくほぼ全ての生物を対象とした動物食であるが、寒冷な環境ゆえにポカラのような脂肪分の多い生物を好む傾向がある。体温が他の生物よりも高いうえ、シバリングによる体温調節により多くの熱量を必要とするためで、これは寒冷地を生き抜くにあたって不可欠な要素とされる。寒冷地での外気の影響を受けた際の特徴として、興奮時には背中や尻尾の棘が凍り付く。これは肉体の活性化によって血流が良くなったために起きる反作用である。
炎を吐くアビオルグとは反対に氷や冷気を用いた攻撃を得意とし、冷気を取り込んで圧縮、瞬間的に爆発的なエネルギーを放つ氷のブレスを吐く。獣竜種では珍しくビーム状のブレスも吐くことがあり、発射直後は控えめだが、途中でエネルギーを一気につぎ込みブレスの威力や範囲を高める習性がある。そのほか、冷気を爆発させながら一回転して懐を攻撃したり、正面に巨大な氷塊を作り出し、そこへ突っ込んで氷片を周囲に撒き散らすといった独特な攻撃方法も有する。アビオルグと同じく大剣のような刃を持つ尻尾を武器とするが、ギアオルグのそれは「雹纏尾」と呼ばれ、巨大な氷の刃である「アイスブレード」というある種の武器を尻尾に纏うことで本来よりも大幅に増幅された圧倒的なリーチを誇るようになる。硬度が高い一方、破壊に当たっては高熱が有効であるが、破壊されても戦闘中に何度でも纏いなおす。尻尾の先端が弱点であるが、アイスブレードは物理攻撃に対する耐性が高く、これで弱点を庇っている。アイスブレードを破壊されると怒り状態が1段階進行する。この状態では剛種クエストのアビオルグが得意としていたコンボ攻撃「打ち上げ炸裂ブレス」を回避することがより困難となり、パーティーが瞬時に壊滅してしまう危険性も高まる。また、ウラガンキンとも共通する顎の叩き付けや回転移動も繰り出す。3段階まである怒り状態や腐食性の消化液、興奮すると弱った獲物を執拗に付け狙う生態のほかにも、ある程度負傷すると怒り状態を解除しなくなるというアビオルグにはない特徴がある。
ギアオルグというモンスターのモチーフになっているのはハンターが使える武器のうちの一つの「ガンランス」であり、前方へ撃ちだす氷ブレスは銃槍による砲撃、振り返りつつ5連続でブレスを爆発させる攻撃は連撃砲、尻尾に装備するアイスブレードはガンランスが天ノ型で竜撃砲の代わりに解放する「ヒートブレード」をそれぞれイメージしたものになっている。
ガスラバズラ
- 別称：怒貌竜（どぼうりゅう）
- 登場作品：MHF-G（G8より）

養分の少ない大地が続く白き砂漠「白湖（びゃっこ）」に生息する獣竜種モンスター。頬から垂れるヒレ状の部位と、棘の生えた平べったく面積の広い尻尾が特徴。
太古の昔、白湖は豊富な水量を湛える川と大きな湖で構成されていたが、干ばつによって植物が枯れ果てるなど環境が大きく変化し、水生生物だったガスラバズラの祖先も陸棲の生物として適応を遂げたとされている。鮮やかな色の背びれは水生生物時代の名残である。怒りの感情が昂った際に姿を大きく変えることから、「怒貌竜」の異名を持ち、ゲーム内においても通常時と怒り時で全く異なるあり方をしている。ビジュアルから小柄なイメージを持たれるが、実際はしっかりと太く発達した四肢を持っている。
攻撃には体内に蓄えられた大量の毒物を使用する傾向があり、ほぼ全ての攻撃技に毒属性が付与されている。口に溜めた毒をシャボン玉のような泡状に変えて吐き出したり、毒の霧を吐きつける、地中に潜って周囲に毒効果の落とし穴を形成するなどの行動もとる。怒り状態時でなくても、通常時のみ繰り出す専用の大技もあるため、一概に怒り状態の方が強いのではなく通常時も本番だと感じられるように調整されている。
激昂すると怒号とともに全身の血流が多くなって筋肉が膨張し、それによってヒレが開いたり全身が肥大化するなど、外見に大きな変化が発生するほか、白い湯気のようなものを纏う。この怒り状態となったガスラバズラは獰猛かつ狡猾で、巨大化した腕や尻尾を主力として肉弾戦攻撃で攻めてくるのが特徴である。砂に覆われた大地を利用し、砂を巻き上げながら突き進む衝撃を飛ばすこともある。
ガスラバズラ素材で生産された武器は毒属性を持つ。また、ガスラバズラの素材で作られた防具のうちG級の防具は、片目が隠れるなどスタイリッシュな外見が特徴で、ハンターが抜刀している間はスタミナが減りにくくなるほか回避能力も向上し、納刀時はダメージの治癒とスタミナの回復の速度が向上するスキル「抜納術」が発動する。
ガスラバズラのコンセプトとしては、普通ではないモンスターという部分を強調するための「二面性」が挙げられる。二面性という性質を持つモンスターに、飛竜種の棘竜エスピナスが既に存在するが、ガスラバズラはそこに「変身」という要素が加わっている。怒ったガスラバズラの尻尾や腕の形状などが大きく変化するのはその意図によるものである。エスピナスとの差別化として、エスピナスは静と動の変化が瞬時に切り替わるのに対し、ガスラバズラは筋肉が徐々に隆起して緩やかに正反対の性格が表出するという演出が怒り移行時の際にある。二面性という部分は非怒り状態時はほとんどの攻撃が毒属性、怒り状態時は高い攻撃力のパワー攻撃を中心に攻めてくる点にも反映されている。

## 牙竜種
MHP3より、新たにその存在が確認された種族。体表に鱗を持ち「竜」の系統であるようだが、前肢は翼などの痕跡が一切無い完全な「脚」として特化させており、飛行しない二足歩行の獣竜種とも骨格的に差異が見られる。下位の分類として「四脚亜目」がある。なお、骨格こそ異なるが、竜盤目への分類のように鳥竜・飛竜・獣竜とは共通の祖先から枝分かれしたモンスターである。MHP3以降暫くは下記のジンオウガのみしか確認されていなかったが、MHWにて新種が多数登場している。
ジンオウガ／ジンオウガ亜種／二つ名ジンオウガ／ヌシ・ジンオウガ／極み吼えるジンオウガ
- 別称（原種／ヌシ／特殊個体）：雷狼竜（らいろうりゅう）
- 別称（亜種）：獄狼竜（ごくろうりゅう）
- 別称（二つ名）：金雷公（きんらいこう）
- 登場作品（原種）：MHP3／MH3G／MH4／MH4G／MHX／MHXX／MHWI／MHR／MHRS／MHF-G（G8より）／MHXR。MHP3のメインモンスター。
- 登場作品（亜種）：MH3G／MH4／MH4G／MHWI／MHF-G（G10.1より）／MHXR
- 登場作品（二つ名）：MHX／MHXX
- 登場作品（ヌシ）：MHR／MHRS
- 登場作品（特殊個体）：MHF-G（9.1より）
- 作品中の分類：竜盤目四脚亜目雷狼竜上科ジンオウガ科
- 全長：約1460センチメートル／全高：約497センチメートル／脚裏のサイズ：約187センチメートル
- テーマ曲：閃烈なる蒼光

狼に似た姿をした牙竜であり、「無双の狩人」と呼ばれている。起伏の激しい山林に生息しているため、鋭い鉤爪や強靭な四肢に加え、頭部には二本の角を持つ。また、周りを見渡す際は左右に首を傾ける癖がある。身体は「帯電毛」と呼ばれる電気を貯蓄しつつ増幅する特殊な体毛におおわれており、「雷光虫」という発電能力を持つ甲虫とは相利共生の関係にあり、この虫を無数に呼び寄せて蓄電することにより、強力な電気を制御することができる一方、ジンオウガ自身の発電能力はそれほど高くない。
かつては霊峰を縄張りとしていたが、アマツマガツチに追われる形でユクモ村のある渓流付近に降りてきたとされる。『MHP3』序盤の村長クエストにおいて早い段階で乱入モンスターとして登場するため、初めてジンオウガに遭遇すると「非常に危険なモンスター」であると警告され、狩猟が困難な場合はユクモ村に戻るようプレイヤーに対しメッセージが表示されるが、狩猟することも可能である。スピーディーかつアクロバティックな動きに加え、雷光虫を飛ばしたり、遠吠えしながら雷光虫を体に纏い、放電しながら「超帯電状態」に移行する（遠吠えの際は攻撃を当て、怯ませることで妨害可能）等、トリッキーな攻撃方法も得意とする。超帯電状態時は高い攻撃性を得る反面、肉質が軟化するという弱点をもつ。また、超帯電状態になるとスピードの上昇と同時に、角と体の一部の外骨格が起立するなど体の一部と攻撃パターンが変化し、攻撃時には電撃を帯びるようになり、雷属性やられ効果が付加される。ハンターが雷属性やられの状態で攻撃を喰らうと気絶しやすくなってしまう。超帯電状態は攻撃により怯ませる度に次第に弱まっていき、最終的には解除ができる。転倒時に虫あみを使うとジンオウガによって活性化した「超電雷光虫」が採取できるほか、わずかながら蓄電量を減少させることができる。
G級の個体は、原種亜種共に、頭の突き上げを間髪入れずに行ってくる。疲労状態になると、他のモンスターと同様に小動物の捕食や時間経過での休息による回復を図るが、ジンオウガはその他に前述の「超帯電状態」に移行することでも疲労の回復を行うことがある。
MH3Gでは黒い甲殻の亜種が登場。「蝕龍蟲」という龍殺しの実を好む甲虫を集める習性があり、その龍属性エネルギーによる身体強化に加え、高温や極寒の環境下でも活動を可能としている。戦闘時は、龍属性のエネルギーを赤黒い電撃として放出し、エネルギーの充填と同時に一部の龍エネルギーを放出して充填中の隙を補う、ハンターを追尾して飛んでいく蝕龍蟲の塊を放つなど、原種には見られなかった攻撃を多数見せる。龍属性エネルギーが最大まで充填されると、原種における「超帯電状態」に相当する「龍光まとい状態」となり、肉質が硬化して、龍属性エネルギーをまとった背中はハンターからの属性ダメージを全て無効化してしまうなど防御面も強化される。
『MH4』では噛みつき攻撃の直後に尻尾を打ちつける攻撃を繰り出すなど、全体のモーションが見直されている。原種の上位個体は超帯電状態での叩きつけの回数が減った代わり、電撃をチャージするモーションが追加されてより強力なものになっている。亜種は蝕龍蟲の塊の射出速度が格段に向上しているが、その反面攻撃の追尾性は低下している。『MH4G』のG級個体は、原種・亜種共により強力になった叩きつけと一部の攻撃に雷光虫（もしくは蝕龍蟲）を放つようになった。同作においては極限状態の原種も登場している。特定のダウンロードクエストでは、最大金冠確定のジンオウガ亜種が出現し、攻撃力、防御力が異常なまでに強化されている。
『MHX』では、二つ名持ちモンスターと称される特殊個体モンスターが登場。
『MHW』では未登場だったが、ダウンロードコンテンツである『MHWI』で登場した。
『MHR』では、ヌシと称される特殊個体モンスターが登場する。
『MHF』シリーズでは『G8』から登場。同作で初となる牙竜種モンスター、かつ「遷悠種」の第1弾に該当する。MHFのサービス開始後に発売されたナンバリング作品およびポータブルシリーズを初出とするモンスターがMHFに登場するのは、ティガレックスとアカムトルム以来の7年ぶりで、MHP2G以降の作品からの登場は初めてである。遷悠種として登場する最初のモンスターに選出された理由は、ジンオウガはMHシリーズファンにとってリオレウスなどに匹敵する有名な存在で、牙竜種の骨格を設定されているモンスターがジンオウガとその亜種しか存在しない特殊な位置づけとなっているためである。また、同作を知らないプレイヤー層へのアピールという目的もある。ジンオウガ実装の要望自体は、以前よりプレイヤーから寄せられていた。
『MHF』に登場するジンオウガは攻撃エフェクトなども含めて全て完全に刷新されており、コンシューマシリーズとは異なる広範囲攻撃が多数追加されている。前脚で地面を叩く攻撃は地面が隆起するようになっているほか、フェイントとして3回目の叩きつけを遅らせて行ったり、跳躍してのプレスに連携するなど複数のパターンがある。回転しつつ雷光虫を全方位に放出し、落雷を放出する攻撃もある。G級クエストに登場する個体は、放出する雷光虫弾の数が増えているほか、タックルと同時に雷光虫を放つといった攻撃などが追加されている。また、同じくG級において周囲に無数の雷光虫を放出して雄叫びを行った際は、ジンオウガを中心として広範囲に眩い光状の雷が放たれる「雷光大爆発」という技を行う。
また、『MHF』のみ登場する特殊個体『極み吼えるジンオウガ』は、角や牙が長く尖っているほか、体色が白い。また、これまでのジンオウガと比較しても明らかに前脚が大きい。MHF-G9.1までにおける最強レベルのモンスターとして実装されている。極み吼えるジンオウガの討伐難易度は、それ1頭で「極み喰らうイビルジョー2頭分」と同等のものである。極み吼えるジンオウガのクエストは撃退クエストと討伐クエストの2種類が存在し、そのうち討伐クエストは真のハンターにしかクリア不可能であると定義づけられている。視界から姿が一瞬消えるほどの速度で突進する「電光石火」を絡めたコンボ攻撃が多数追加されており、遠距離に居ても瞬時にハンターの目の前に現れ、前脚の叩き付け攻撃やアッパーを即座に繰り出すか、1度目の電光石火から続けて振り向き2度目の電光石火を行うといった行動をとる。その他にも、溜めて前脚を叩きつけた場合は同時に周囲へ放電する、広範囲の地盤をめくりあげてハンターを打ち上げ電光石火で追撃する、周囲に電撃のドームを作り出してその内部で暴れる雷光フィールドといった攻撃が追加されている。クエスト開始後、フィールドに入ってもジンオウガはいないが、そこから一定距離以上進むとエリアの奥より電光石火からアッパーのコンボで突如出現・急襲し、間髪入れず雷光大爆発を放つなど先制攻撃をしてくる。また、極み吼えるジンオウガは超帯電状態を解除することはできず、さらに体力を一定以上減らすと強い光を纏ったさらに強力な帯電状態へと移行する。この状態では肉質が硬化しており、叩き付け攻撃が全て放電を伴った広範囲攻撃となっているなど、一部の技が強化されている。

前述のとおり、シリーズファンの間では人気モンスターの一つとして扱われている。また、『MH』シリーズ20周年を記念して2024年に行われた「モンスター総選挙」では1位にランクインした。

シャムオス
- 登場作品：MHW／MHWI
- 作品中の分類：竜盤目四脚亜目賊竜上科ジャグラス科シャムオス属
- 全長：

陸珊瑚の台地に棲息する小型の牙竜種。牙竜種の中でも小柄かつ細身で、丸みを帯びたシルエットが特徴的で、体の大部分が鼠色に染まっており、背面から頭部にかけては茜色が目立つ。細長い胴体には斑点が存在し、四肢や尻尾はやや暗い色味となっている。四肢もかなり細いが、起伏の激しい台地の環境でも移動しうる跳躍力を秘めている。その指先には鋭利な爪が生え、素材としても利用できる。最大の特徴として、頭部に対して目がとても大きく、全体的に黄色が目立ち、目の中央に大きさが変わる黒い瞳孔が存在する。夜間の活動に適しており、この目で夜闇の中でも獲物や外敵をはっきりと視認することに長けている。
新大陸に生息する多くの小型牙竜種と同様に群れを形成し、集団で活動する。食性は肉食で、ラフィノスの死骸などに食らいつく場面も目撃されている。
ジャグラス
- 登場作品：MHW／MHWI／MHR／MHRS
- 作品中の分類：竜盤目四脚亜目賊竜上科ジャグラス科ジャグラス属
- 全長：

全シリーズ初となる小型の牙竜種で、黄緑色の鱗、長細い体と四肢を持つトカゲのような見た目を特徴とする。細いながらも四肢によって体を支え腹部を地面につけることなく移動する。
ドスジャグラスを中心とした群れで行動する。警戒心が強く、外敵を見つけると集団で排除しにかかるが、群れが数頭倒されると一斉に退散を始め、また大型モンスターが現れるなど危険を感じると樹上に登り安全圏から様子をうかがう姿が見られるが、大型モンスターが転倒する、麻痺するなど隙を見せると一転して攻勢に転ずる。
近年、現大陸の一部地域においてもジャグラスの群れが確認され、主に小型鳥竜種と縄張りを争う姿が目撃されている。
ドスジャグラス
- 別称：賊竜（ぞくりゅう）
- 登場作品：MHW／MHWI
- 作品中の分類：竜盤目四脚亜目賊竜上科ジャグラス科ジャグラス属
- 全長：約1109.66センチメートル／全高：約373.28センチメートル／脚裏のサイズ：約153センチメートル

ジャグラスたちのリーダーであり、他の個体よりも大きな体格をしている。黄緑色の鱗と背中を覆う垂れ下がったたてがみが特徴。また通常時と獲物を捕食した後とでは大きく姿が変わる。
食欲旺盛であり、空腹の状態では格上の大型モンスターに怯まず襲いかかるなど気性が荒くなる。また狩りにおいて獲物である草食竜を仕留めた後にそのまま丸呑みする。その際には腹部を大きく膨らませた状態になり引きずるように移動するため特徴的な痕跡が残される。その後はジャグラスたちの元まで移動し、獲物の一部を吐き出し分け与えるという行動も見せる。
戦闘では前脚による引っ掻きや体格を活かした突進や体当たりを主に使用する。また獲物捕食後の腹部が膨らんだ状態では動きは鈍くなるが、その腹部を利用した攻撃を多用するようになる。しかしこの膨らんだ腹部は弱点にもなり肉質が大きく軟化し、さらに攻撃が加えられ続けると飲み込んだ物を吐き戻してしまう。
『MHW』登場に当たっては、空腹時と獲物を飲み込んでいるときの2種類の骨格が用意され、ゲーム内ではこれらを切り替える形で表現している。
ギルオス
- 登場作品：MHW／MHWI
- 作品中の分類：竜盤目四脚亜目賊竜上科ジャグラス科ギルオス属
- 全長：

瘴気の谷に棲息する小型の牙竜種。細身で黒を基調とした体色、赤い瞳にその上に首に向けて伸びる帯状の黄色い模様、深緑の背中と下向きに突き出た牙が特徴。牙には麻痺毒を有しており、群れで襲い掛かればたとえ大型モンスターであろうと容易く麻痺へと陥らせる。また、縄張りで暴れる大型モンスターが隙を見せた際にも積極的に攻撃を加える姿が見られる。
ドスギルオスを中心に群れを形成し、活動している。陸珊瑚の台地、から降ってくる獲物の肉を求めて谷の中を徘徊しており、獲物を見付けると複数頭で取り囲み、積極的に確保を試みる。
谷に充満する瘴気に侵されて狂暴化した個体も確認されている。身体が灰色掛かったまだら模様のようにも見え、身体からは瘴気が漏れ出ている。
ドスギルオス
- 別称：痺賊竜（ひぞくりゅう）
- 登場作品：MHW／MHWI
- 作品中の分類：竜盤目四脚亜目賊竜上科ジャグラス科ギルオス属
- 全長：約1053.15センチメートル／全高：約273.04センチメートル／脚裏のサイズ：約109センチメートル

ギルオスたちのリーダーであり、主に瘴気の谷の中層をギルオスと共に徘徊する様子が多く見られる。ギルオスより二回りほど大型だが、その体格や後述する牙の大きさ以外の風貌まではそれほど変わらない。
主食は瘴気の谷の中層に多くある腐肉。ギルオスとの連携を取るために、素材としては大頭巾と呼ばれる器官を利用する。
牙は口内に収まりきらないほど長く大きく発達し、この牙からギルオス以上に強力な麻痺毒を分泌し、獲物を仕留める姿から「痺賊竜」とも呼ばれる。
オドガロンと遭遇すると麻痺属性の液体を口から吐き出してときどき麻痺させる。
ドドガマル
- 別称：岩賊竜（がんぞくりゅう）
- 登場作品：MHW／MHWI
- 作品中の分類：竜盤目四脚亜目賊竜上科ドドガマル科
- 全長：約1111.11センチメートル／全高：約359.28センチメートル／脚裏のサイズ：約121センチメートル

龍結晶の地に生息する牙竜種。青を基調とした体色に黄色や橙色の縞模様を呈しており、円らな黄色の瞳とふっくらとした腹を持つ。比較的温厚な性格で、近くを歩き回る生物をみても特に気に留める様子はない。主に岩石を主食としており、岩石類を噛み潰すために下顎が非常に大きく強固に発達している。また、唾液は龍結晶のエネルギーと化合すると高熱と爆発性を帯びる性質があり、この性質を利用して唾液を口内の岩石に付着させて吐き出す攻撃してくる。ウラガンキンやリオレウス亜種とは敵対関係にあるほか、ドドガマルの天敵としてイビルジョーが挙げられる。
トビカガチ／トビカガチ亜種
- 別称（原種）：飛雷竜（ひらいりゅう）
- 別称（亜種）：飛毒竜（ひどくりゅう）
- 登場作品（原種）：MHW／MHWI／MHR／MHRS
- 登場作品（亜種）：MHWI
- 作品中の分類：竜盤目四脚亜目凄爪竜上科トビカガチ科
- 全長：約1300.52センチメートル／全高：約329.22センチメートル／脚裏のサイズ：約134センチメートル

赤い目と蛇に似た形状の頭部、白と黒の入り混じった鱗と体毛を持つ牙竜種。大型モンスターとしては比較的細身である一方、きわめて尻尾が長く、また手足の鉤爪により樹木によじ登る、飛び移るなど俊敏な動きを可能とする。左右の胴体部分には皮膜があり、高所から飛び降りることで滑空できる。
主に森林部の奥地や樹上で生活し、時折抜け落ちた体毛が付近に落ちていることがある。体の大部分を覆う体毛は静電気を溜めやすい性質をしており、本種はこれを利用して様々な場所に体を擦り付け電気を溜めようとする習性を持つ。外敵に対しては体を震わせ、体毛同士を摩擦させることで静電気を溜める行動を取り、帯電量が最大まで達すると全身の体毛が逆立って雷光が走るようになる。
『MHWI』では亜種が登場。黒色や赤茶色が入り混じる鱗や逆立つように生え揃った背中の体毛、そして尻尾に無数に仕込まれた鋭い棘が特徴。また、暗がりでは瞳孔が大きく見開き、両眼が妖しげな橙色に輝いて見える。基本的には樹上性である通常種に対し、本種は普段から陸上で行動している。
通常種以上に運動能力に長けており、素の状態でも非常に俊敏な動きで獲物に襲い掛かる。身体の側面には通常種と同様に皮膜が隠されており、これを広げて空中でもある程度の急制動を掛ける事を可能としている。地面から跳躍した後、そのまま皮膜を広げて巧みな空中制動を披露する事もできる。牙からは麻痺性の神経毒を、尻尾の棘からは致死性の出血毒を分泌しその二種類の異なる毒を武器に獲物を狩る性質から「飛毒竜」とも呼称される。
戦闘では、かみつきによる麻痺攻撃と、尾から毒針を射出する攻撃を繰り出す。
オドガロン／オドガロン亜種
- 別称（原種）：惨爪竜（ざんそうりゅう）
- 別称（亜種）：兇爪竜（きょうそうりゅう）
- 登場作品（原種）：MHW／MHWI
- 登場作品（亜種）：MHWI
- 作品中の分類：竜盤目四脚亜目凄爪竜上科オドガロン科
- 全長：約1388.75センチメートル／全高：約423.79センチメートル／脚裏のサイズ：約104センチメートル

瘴気の谷の深部に生息する大型の牙竜種。鮮血色の体色をしており鱗や外殻はなく強靭な筋肉に覆われている。口元は口外まで伸びた牙が並び、発達した四肢には本種の特徴であり武器でもある鋭い爪がそれぞれ10本生えている。爪は上下2段に分かれた特殊な構造になっており、普段は下段の爪を収納しているが状況に応じて自由に可動させ殺傷能力を向上させる。
性格は獰猛で大型モンスター相手にも積極的に攻撃を仕掛ける。発達した四肢と筋力により高い俊敏性を誇り自身より大柄な相手にも機動力を駆使して優位に戦う。生息する瘴気の谷全体をテリトリーとし獲物や屍肉を求めて徘徊しており、確保した肉などを咥えて巣へと持ち帰る習性がある。大型モンスターの死骸を引きずりながら持ち帰ろうとする姿も見られ、時には上層にある陸珊瑚の台地まで赴き狩りを行う。
上述の通り高い機動力をもって縦横に動き回りながら矢継ぎ早に攻撃を加える。牙による噛み付きや尻尾を駆使した肉弾戦の他に特殊な2段構造となった爪による攻撃を行う。普段は上段のみで攻撃するが、激情時や特定の攻撃をする際に下段の爪を展開させ外敵にさらなるダメージを与えようとする。これら爪による攻撃を受け続けると裂傷状態になってしまう。
MHWIでは亜種が登場。漆黒の体躯に蒼黒く染まった金属のような質感の尻尾、そして口元から迸る龍属性エネルギーを保有する赤い稲妻のような光が特徴。外敵を発見すると口を大きく開き、咆哮と共に口内で龍属性エネルギーを明滅させる威嚇行動を取る。オドガロン種の象徴たる凶悪な発達を遂げた四肢の爪も健在であり、「兇爪竜」とも呼称されている。
通常とは異なる食性によって、龍属性エネルギーとそれを操る術を手に入れた個体と目されている。獲物を求めて広い範囲を徘徊する生態は通常種と共通するが、オドガロン亜種は出現こそ稀ではあるものの、行動範囲そのものは非常に広いらしく、ある時期を境に新大陸の各地に出没するようになり、現在では「渡りの凍て地」を含む新大陸のほぼ全土にて目撃報告が挙げられている。
獰猛な性質で恐れられる通常種に輪を掛けて兇暴な性格で、各地の主やそれに匹敵する強大なモンスターとは縄張りを巡って激しい戦闘を繰り広げる。
通常種を上回るほどの卓越した身体能力を誇り、戦闘では爪や尻尾を身体ごと振り乱して広範囲を巻き込むように攻撃を仕掛け、裂傷状態を引き起こす攻撃に加えて、龍属性を帯びたブレス攻撃を行う。
ウルグ
- 登場作品：MHWI
- 作品中の分類：竜盤目四脚亜目ウルグ科
- 全長：

「渡りの凍て地」に棲息する小型の牙竜種。食性は肉食で、大型モンスターの食べ残しなどに群がっている姿も確認されている。「渡りの凍て地」に適応し、群れを成して外敵に襲い掛かる生態が見られる。身体の大部分を豊富な毛で覆われており、胴体や尻尾は雪に紛れる白色の毛を持つ。一方で四肢や頭部は黒い毛で覆われ、黒い頭部ゆえに黄色い瞳が際立って見える。群れの中でも個体によって微妙に色味が異なる傾向があり、純白の体毛を持つ個体と、やや白い部分が黄ばんだように見える体毛を持つ個体がみられる。
マガイマガド／怨嗟響めくマガイマガド
- 別称（通常個体／特殊個体）：怨虎竜（おんこりゅう）
- 登場作品（通常個体）：MHR／MHRS。MHRのメインモンスター。
- 登場作品（特殊個体）：MHRS
- 作品中の分類：竜盤目四脚亜目怨虎竜上科マガイマガド科
- 全長：
- テーマ曲：悪逆無道

カムラの里周辺の地域で目撃される大型牙竜。鎧兜のような甲殻で覆われた厳めしい顔つきと、獲物に纏いついて徹底的に喰らう獰猛さから「怨虎竜」と称される。目撃事例は稀ではあるが、環境への適応能力そのものは極めて高く、真逆の環境である寒冷地帯と火山地帯の両方でその活動が確認されている。
雄の個体は常に自分の縄張りを拡大させようとする習性を持っている。これは複数の雌個体を囲い、自分の縄張りの中で子育てをさせるため、そしてより広い縄張りを持つほど多くの雌や子を生育させることができるためである。独特な形状の角は雌に対するアピールに用いられるが、一生に一度しか生えず、折れてしまうと元に戻らない。
屈強な肉体の大部分は紺藍色の鎧を連想させる重厚な甲殻に覆われ、その間に突起のように立ち並ぶ梔子色の甲殻が縞模様を形成している。また目元や腹面は暗い樺色の体色が目立つ。前述頭部にある複雑な形状の角は、兜飾りである前立や脇立を彷彿とさせる他、目元を避けるように膨らんだ頬の甲殻は、まるで武者が付ける面頬のようである。この頬の甲殻には巨大な牙が格納されており、捕食を行う際には垂直に立ち上がって獲物を抉る。牙竜種の中でも屈指の咬合力を誇り、一度喰らい付けば自分の半身ほどもある獲物でも逃がさず、その気になればそのまま顎の力だけで投げ飛ばしてしまう事もできる。前脚の側面からは後部へと伸びるように「腕刃」と呼ばれる爪が発達したものが生えており、刀のような切れ味を持つ。また、尻尾が槍のように発達しており、先端部の甲殻が左右に展開する構造となっている。
全身から「鬼火」を発出し纏う。この鬼火はマガイマガドが喰らった他のモンスターの骨を体内で分解する過程で生じ、口だけでなく尻尾や腕部、背部からも放出されている様子が見られる。鬼火は衝撃に反応して炸裂する性質を有しており、攻撃の際にこの鬼火を獲物や外敵にも纏わせ、追撃によって爆裂させる事で決定的な致命傷を与えて仕留める。また、外敵によって窮地に追い込まれると腕刃や刀殻を全て展開し、随所に鬼火を纏った「鬼火臨界状態」と呼称される形態に変化する。
非常に重厚かつ力強い外観を有していながらその動きは俊敏かつ滑らかであり、他の大型牙竜種に全く引けを取らない運動能力を有している。後述の瞬発力に加えて、起伏の激しい大社跡の山々を軽々と跳び越える凄まじい跳躍力を持つ。
鬼火を利用することで驚異的な瞬発力を発揮することができ、リオレウスやベリオロスなどの飛行モンスターにも襲い掛かり叩き落とし、更には古龍種やそれに匹敵する強大なモンスターにも容赦なく襲う。
戦闘では、強力な爪での引っ掻き、尻尾での突きや薙ぎ払いなどに加え、怒り状態になると同時に背中の甲殻が日本刀のように一斉に逆立ち、前脚に鬼火を纏うようになり、鬼火を次々に射出する遠距離攻撃や、周囲に撒き散らした鬼火を一斉に炸裂させる範囲攻撃など鬼火を用いた攻撃を使用し、その度に鬼火が各所に纏われていき、それに伴って攻撃も激化する。
MHRSでは激昂したラージャンのような特殊個体が登場し、この個体は「怨嗟響めくマガイマガド」と呼称される。
「モンスター総選挙」においては通常個体が56位に、特殊個体である「怨嗟響めくマガイマガド」が50位にそれぞれランクインした。
ルナガロン
- 別称：氷狼竜（ひょうろうりゅう）
- 登場作品：MHRS
- 作品中の分類：竜盤目四脚亜目凄爪竜上科ルナガロン科
- 全長：
- テーマ曲：

主に雪と氷に覆われた山岳地帯や洞窟を根城とする大型の牙竜種。狼に似た外見をしており、瑠璃色の外殻に覆われた体躯に先端が三つ又に分かれた鋭利な尻尾、そして四肢に備わる朱色の鋭い爪が特徴である。また、腹部には体内に取り込んだ空気を冷却する核のような器官を持ち、これを利用して作り出した冷気を生態行動や戦闘時に様々な形で利用する。また、生態の一部も狼に似ている。このような特徴からハンターズギルドからは「氷狼竜」とも呼称されている。
基本的には寒冷地に生息するが、全身に冷気を巡らせる事で体温を調節し、多少は温暖な環境下においても難なく適応する事が可能。更に単独で長距離を移動できるスタミナも加わり、生息域そのものは非常に広範囲に及ぶ。また、海を越えて従来は確認されていなかった地域に進出し、現地のモンスターを襲撃したという事件も確認されており、近年ではカムラの里の近隣地域や寒冷群島などでの出没も報告されている。

## 甲殻種
MH2より、新たにその存在が確認された種族。甲虫種と同じ節足動物で、甲殻類のような姿をしており、四本の足と一対の爪を持つ。ヤドカリに似た姿の甲殻種は腹部が柔らかいため、他生物の頭骨や貝殻などを背負って防御しており、この防御物は「ヤド」と呼ばれる。ヤドカリ型甲殻種の体液は青灰色をしているが、現実の甲殻類の体液も呼吸色素がヘモシアニンであるため青い色をしている。
ゲーム中には登場しないが、サボテンなどを用いて腹部を守っている種も、未確認生物という扱いで設定されている。
ヤオザミ
- 登場作品：MH2／MHP2／MHP2G／MH4G／MHX／MHXX／MHRS／MHF
- 作品中の分類：十脚目短尾下目盾蟹上科ザザミ科
- 全長：約169センチメートル（殻有り 約219センチメートル）／全高：約79センチメートル（殻有り 約168センチメートル）／鋏のサイズ：約124センチメートル

水辺や砂漠に生息する、赤白まだら模様の殻を持つ甲殻種。普段は地中に潜って、その上をハンターが通ると爪を出して攻撃してくる。柔らかい腹部を守るために、ヤドカリのように背中にヤドを持っている。このヤドは体の成長に合わせて替えており、稀にマカ壷やハンターが被っていた兜をヤドにしていることもある。ヤオザミから採れる「ザザミソ」という部位は珍味として愛好され、上位の個体からは「極上ザザミソ」と呼ばれるものが採取できる。
ダイミョウザザミ／ダイミョウザザミ亜種／二つ名ダイミョウザザミ
- 別称（原種）：盾蟹（たてがに）
- 別称（亜種）：紫盾蟹（したてがに）
- 別称（二つ名）：矛砕（ほこくだき）
- 登場作品（原種）：MH2／MHP2／MHP2G／MH4／MH4G／MHX／MHXX／MHRS／MHF
- 登場作品（亜種）：MHP2G／MH4G
- 登場作品（二つ名）：MHX／MHXX
- 作品中の分類：十脚目短尾下目盾蟹上科ザザミ科
- 全長：約508センチメートル（殻有り 約1044センチメートル）／全高：約248センチメートル（殻有り 約668センチメートル）／鋏のサイズ：約403センチメートル
- テーマ曲：一本角の盾大名

ヤオザミの中でも特に大型の個体がダイミョウザザミと呼ばれる。分厚く巨大な鋏が攻撃と防御を兼ね備え、自身の体高を超える高さまで垂直に跳びあがってプレス攻撃を行ったり、泡状の水ブレスを吐き出したりして攻撃する。また、ヤドとして背負っている角がついたままのモノブロスの頭蓋骨を、突進や地中からの襲撃に利用する。危機が迫った際や食事の時以外は、外界をほとんど気にしていない。ヤドは打撃属性を持った武器でしか破壊できない。
MHP2Gでは、ディアブロスの頭蓋骨をヤドにした紫色の亜種が登場。泡ブレスの射程が大幅に伸び、ヤドを用いた突進の際には小刻みにジャンプしながら高速でハンターに襲いかかる。なお、亜種は生物種としては原種と同種であるが、食性の違いで体色が変化したものである。
MH4Gでは、移動しながらの泡ブレスと捕食攻撃が追加された。特異個体はジグザグに前進しながら爪を振り回したり、地中に潜ってから斜めに飛び出してハンターに襲い掛かる攻撃、爪で防御しながらの突進や、爪による防御を解除するときにとる周囲を確認する行動をせずに、突然飛び上がって押しつぶしてくるなど、こちらの意表をつく攻撃が多い。激個体は常に怒り状態で、コマのように高速回転しながら跳躍した後、空中で反時計回りの軌道を描いて着地し、その慣性を利用して広範囲を巻き込む大胆な攻撃を繰り出す。MHFのG級では泡ブレスの射程は変化しないが、口元から放射状に大きく攻撃範囲が広がっており、近距離では避けるのが難しくなっている。
MHXでは、二つ名持ちモンスターと称される特殊個体モンスターが登場。
ガミザミ
- 登場作品：MH2／MHP2／MHP2G／MHX／MHXX／MHRS／MHF
- 作品中の分類：十脚目短尾下目鎌蟹上科ギザミ科
- 全長：約218センチメートル（殻有り 約283センチメートル）／全高：約110センチメートル（殻有り 約184センチメートル）／鋏のサイズ：約142センチメートル

火山に生息している青い殻の甲殻種で、ショウグンギザミの幼体。近縁種であるヤオザミよりも攻撃性が強く、毒液を吐くことが出来る。火山や沼地に生息。上記の攻撃性の違いや毒液を吐く所以外は、基本的にヤオザミと同じである。
ショウグンギザミ／ショウグンギザミ亜種／二つ名ショウグンギザミ
- 別称（原種）：鎌蟹（かまがに）
- 別称（亜種）：朱鎌蟹（しゅかまがに）
- 別称（二つ名）：鎧裂（よろいざき）
- 登場作品（原種）：MH2／MHP2／MHP2G／MH4／MH4G／MHX／MHXX／MHRS／MHF
- 登場作品（亜種）：MHP2G
- 登場作品（二つ名）：MHXX
- 作品中の分類：十脚目短尾下目鎌蟹上科ギザミ科
- 全長：約952センチメートル（殻有り 約1041センチメートル）／全高：約717センチメートル（殻有り 約717センチメートル）／鋏のサイズ：約499センチメートル
- テーマ曲：毒湿地の蟹将軍

ガミザミの中でも特に大型の個体をショウグンギザミと呼ぶ。カマキリやシャコの前脚のように折り畳んだ鎌状の鋏と、脚の先端は岩盤に刺さるほど鋭利で、突き刺しながら天井を歩くこともできる。怒り状態になると折り畳まれた爪を伸ばし、攻撃範囲を広げる。 主に鋏による攻撃を行い、尖った頭部は地中から襲いかかる際の武器となる。グラビモスの頭殻を背負っている場合は、その口にあたる部分から尿を高圧で噴射し、水のブレスとして攻撃してくる。ヤドはグラビモスの頭殻の他、タニシのような巨大巻貝と、元の生物が特定できない風化した頭骨（リオス科の頭蓋骨という説あり）の3種類があり、破壊されるごとに特定のエリアに移動し素早く住み替える。ダイミョウザザミと異なり、ヤドは切断武器でも破壊できる。食用になり、独特の味覚に魅了される者もいる。特異個体はガミザミの毒液を吐く能力を失っておらず、前方に毒液を噴射した後、ヤドであるグラビモスの頭殻の口から毒霧を放出する攻撃を行う。地面に潜ってハンターの足元から飛び上がる攻撃や、天井からの降下時には広範囲に地震が発生するほか、爪による攻撃も非常に強力になっており、前進しながら交互に爪を振り下ろして振りかぶる攻撃や、ほぼ一回転しながら爪を振り回す攻撃（通常の個体は半回転ほど）、ジグザグに前進しながら交互に爪を振り回す攻撃などを繰り出す。特に高速で何度も爪を振り下ろして地震で動けなくなったハンターを衝撃波で吹き飛ばす攻撃は特異個体の名に恥じぬ威力を見せつける。また、吐き出す毒で爪とヤドは紫色に変化し、口部は赤く見えるほどにまで変色している。MHFのG級では地中を高速で移動し、狙いをつけたハンターから順番に襲う行動をとるようになっている。
MHP2Gにはグラビモス亜種の頭殻をヤドにした朱色の亜種が登場。亜種はグラビモス亜種の頭殻を背負っているときなら、背後に向かって水ブレスを放出することもできる。また、洞窟の天井に張り付いたときに放つ水ブレスのパターンには、左右になぎ払いながら前進するものと、ヤドを回してインボリュート曲線を描くように一帯をなぎ払うものがある。ダイミョウザザミと同じく、亜種は食性の違いで色が異なるため、生物学的な亜種ではない。
MHXXでは、二つ名持ちモンスターと称される特殊個体モンスターが登場。
シェンガオレン
- 別称：砦蟹（とりでがに）
- 登場作品：MH2／MHP2／MHP2G／MH4／MH4G／MHX／MHXX／MHF
- 作品中の分類：十脚目ガオレン科
- 全長：約1968センチメートル（殻有り 約2394センチメートル）／全高：約2297センチメートル（殻有り 約3155センチメートル）／鋏のサイズ：約1193センチメートル
- テーマ曲：老山龍!? （登場時、街防衛戦時）、大敵への挑戦（最終防衛ライン時）

ラオシャンロンの頭蓋骨をヤドにする巨大な甲殻種。外殻はくすんだ蒼灰色をしている。縄張りの移動や街への襲撃など、行動とその対処法はラオシャンロンと似るが、歩き続けるだけのラオシャンロンと違い、縄張りを侵す生物に対しては長大な鋏を打ち付ける、激しく足踏みする、背負ったラオシャンロンの頭骨から酸のブレスを吐くなどして排除しようとする。酸のブレスは砲弾のように別のエリアへの攻撃手段にもなり、エリアごとに決まった位置に着弾するようになっている。脚は他の甲殻種と比べると非常に長くてタカアシガニのような姿をしており、折り畳んだ脚を伸ばし立ち上がると胴体部分が持ち上がり、直立時のラオシャンロンに匹敵する高さとなる。また脚に一定のダメージが加わると赤く変色する。全ての足を2段階目まで赤くし、立ち上がっているときに足に一定のダメージを加えると、足が黒色に戻り、体勢を崩してしばらく動けなくなる。背負った頭骨と本体は弱点属性が異なる。また、頭骨は打撃武器でも切断武器でも破壊できるが、他の甲殻種と比べて強固。背負っている老山龍の頭骨は、クエストに登場する老山龍の頭よりも大きい。剛種は攻撃力だけでなく、移動速度も大幅に上昇しており、剣士武器では追いつくのが精一杯なほど。
MHXでは、新登場のフィールド「古代林」のエリア10にシェンガオレンの死骸が存在する。討伐対象としては登場しない。
アクラ・ヴァシム
- 別称：尾晶蠍（びしょうかつ）
- 登場作品：MHF（シーズン3.0より）

黒褐色の外殻をもつサソリ型の甲殻種。他の甲殻種同様、脚は4対で、一対の鋏を持つが、ヤドは持たない。遠大な周期で繁殖するため、ほとんど姿を見かけることのなかった生物であるが、当たり年となった近年に砂漠で大繁殖したため、多くの個体が目撃されるようになったとされる。栄養の豊富な発光性の体液を全身に循環させており、配分を調節することによって自らの体質を変化させる。体液の成分を調整して環境への適応力を変化させる能力を持ち、灼熱の地から寒冷の地まであらゆる環境に適応が可能。興奮すると体液の成分が急激に変化し、体液の色が全く異なるものになる。ゲーム内では結晶の鎧を剥がし、その下にある甲殻を破壊すると激昂、攻撃パターンが増えていく。体液の色は初め甲殻種特有の無色（黒色）となっているが、甲虫種のような黄色（緑色）になると麻痺性の毒を含んだ尻尾を3連続で突き刺す攻撃を用い始める。さらに激昂させ、蒼色の体液となると大跳躍からハンターを狙って押しつぶす攻撃を繰り出すようになる。尻尾から分泌される発光性の特殊な体液は外気に触れると結晶化する性質も持ち、自身の外殻に体液をコーティングすることで修復の容易な鎧としている。アクラ・ヴァシムの外殻そのものは打撃を弾き、切断系統攻撃を弱点とするが、結晶は打撃に弱い一方、刃を跳ね返す堅さを持つ（ガンナーの弾系統では部位破壊をすることができない）。戦闘中はこの結晶化液を破壊されてしまった爪や頭に吹きかけるが、この際結晶の鎧を纏いなおすだけでなく甲殻も修復し、体力まである程度回復してしまう。また、結晶化液は尾晶蠍自身が分泌する別の物質と混ざることによって爆発性質を発揮する。噴出口である尻尾先端の分泌線には一際大きな結晶が生えており、この塊を空中から飛ばして地上を吹き飛ばしたりするほか、何度も攻撃しなければ壊れない時限爆弾のような形で地上へ設置してハンターの気を反らし、自身はその隙に回復などを行うこともある。結晶爆弾の爆風に巻き込まれたり、結晶化液を直接吹きかけられるなどしてこの爆発性の結晶がハンターに付着すると、スタミナを最低値まで瞬時に減らされてしまううえに歩く以外の身動きがほとんどできなくなり、最終的には周囲の味方を巻き込むほどの範囲と致命傷威力を併せ持った大爆発を引き起こす。アクラ・ヴァシムはこの尻尾の先の水晶のみを地表に覗かせて獲物を待つ習性を持ち、これは砂漠の商人の間で言い伝えられる「地より出ずる水晶には、近づくな」という一文と一致している。他のモンスターのように単純に切り刻んでも決して尻尾が切断されることはなく、アクラ・ヴァシムの尻尾の切断には非常に複雑な手順を要する。まず、左右の爪と頭の3か所の結晶を引き剥がし、その下の甲殻を破壊して体液を蒼色の状態まで進行させ、そのうえで尻尾に多大な切断系ダメージを与える必要がある。そのため、尻尾や甲殻を破壊する切断武器だけでなく、結晶を素早く破壊するための打撃系統も必要となってくる。このとき、アクラ・ヴァシムの体力が一定値以下であることも条件となっている。斬り落とした後でも油断はできず、切断された自身の尻尾を食べることで体力を回復しようとする特性があり、食べられてしまうと素材は手に入らない。また、尻尾を切断されて体液が紅くなっているときに繰り出す、前のめりになりながら爪を振り回して突進する攻撃は驚異的な破壊力をもつため、尻尾切断後は迅速な討伐が要求される。アクラ・ヴァシムは罠が効かないために捕獲ができないほか、属性攻撃や状態異常属性も一切通用しない、咆哮を放つことができるなど、既存の甲殻種の常識を逸脱した能力を持つ。激個体はクエスト開始時から体液が蒼色になっており、初めから激しい攻撃パターンを用いてくる。G級クエストではビーム状の結晶化液を射出した際、薙ぎ払った地面に所狭しと結晶を出現させるようになった。この結晶は触れるだけでハンターが結晶化状態となってしまう。なお、「蠍」という鋏角亜門の生物をモチーフとしたその姿は、特にMHFの女性プレイヤーから苦情が多く寄せられることとなり、フォワード.2の牙獣種ゴゴモアなど、その後のMHFオリジナルモンスターのコンセプトに大きな影響を与えている。一方で、公式の外部イベント『MHF ボクの好きなモンスター』では、アクラ・ヴァシムはプレイヤーアンケートにおいて得票率第4位となっており、プレイヤーによって賛否両論であることがうかがえる。
アクラ・ジェビア
- 別称：灰晶蠍（かいしょうかつ）
- 登場作品：MHF（シーズン3.5より）

アクラ・ヴァシムの亜種で、主に沼地に生息し、洞窟で採取できる灰水晶を養分としているため外殻が灰色に変化しており、鋏角以外にも頭部から角が生えている。アクラ・ヴァシムよりも凶暴性が増しており、ハンターへ飛び掛ると同時に一回転して尻尾で周囲広範囲を薙ぎ払ったり、ふいに尻尾を振りぬいて先の結晶を投げつけるなど、アクラ・ジェビア特有の攻撃を行ってくる。体液の色が変化した際の新たな行動もさらにバリエーションが追加されており、緑色に移行した際はショウグンギザミのような高速の蟹歩き、蒼色へ移った際は左右を鋏で交互に一閃する技を繰り出すようになる。古い文献に尻尾を切断されたアクラ・ジェビアの絵が載っていない通り、尻尾を切断するためにはアクラ・ヴァシムよりもさらに複雑な手順を踏まなければならない。両爪や頭の結晶と甲殻を打撃と切断で二重に破壊し、なおかつ体力をある程度まで減らしていることは同様だが、最後に尻尾へダメージを蓄積する際、耐久値の半分までは打撃、残りの半分は切断でなければほとんどダメージを受け付けないという極めて特殊な肉質変化を行う。そのため、尻尾の切断は打撃武器と切断武器の緻密な連携が不可欠であり、一人で切断することはほぼ不可能に近い。アクラ・ヴァシムとは異なり、尾を切断すると切断面から血のような赤い体液が結晶化して傷を塞ぐ。その結晶は「血晶石」と呼ばれ珍重されている。この結晶が生えているとき、後方へ向けて無数の血晶石の破片をばら撒くことがあるが、これに直撃しても爆発性の結晶が付着してしまう。奇種は唯一「アクラ・ジェビア奇種」として専用素材を有しており、尾の剥ぎ取りや追加報酬など、尻尾切断に関する報酬で「甲殻種の皇液」というレア素材を得られることがある。G級ランクのアクラ・ジェビアは、尻尾を切断されると長時間の溜め動作ののちに傷口に生えた血晶石を爆発させ、ロケットの如く超高速の突進を仕掛ける攻撃を繰り出すようになっている。
タイクンザムザ
- 別称：多殻蟹（たからがに）
- 登場作品：MHF（フォワード.3より）
- テーマ曲（原種）：潮島の縦穴（初期段階）、更なる底へ（岩石剥離後）、日差さぬ場所（脱皮後）
- テーマ曲（剛種）：仄暗い地の底へ（初期段階）、底抜けの恐怖（岩石剥離後）、地獄の釜底（脱皮後）

洞窟の内部に生息する大型の甲殻種。黄色がかった朱色の甲殻に覆われたカブトガニのような胴体を持ち、鋏脚は左右非対称で右側の鋏が巨大なハンマー状、左側の鋏が鋭い太刀のような形状に肥大化しているのが特徴。普段は岩を全身に固着させて洞窟の岩肌や地面に擬態しており、さらにその岩の表面上には「コナマキダケ」といった菌類が群生している。タイクンザムザの岩殻を引き剥がすと、地面に落ちた岩殻に生えるコナマキダケが大量の胞子を放出し、黒いけむり玉のような形となってハンターの視界をほとんど奪う。このタイクンザムザのコンセプトは「甲殻を剥がす」という点にあり、部位破壊に対応する部位は左鋏、右鋏、胴体、四脚、尻尾の合計8か所と全モンスター中最多で、コナマキダケの引き剥がし、岩殻のヒビ割れと引き剥がし、朱殻の破壊の全32回の破壊が可能。通常時は槌状の右鋏脚を叩きつけたり太刀状の左鋏脚を振り回しての攻撃、ジャンプして地面に着地した際に起こす地割れ攻撃、胞子放出による煙幕かく乱、そしてたまに吐く毒ブレス攻撃程度と比較的シンプルだが、部位破壊を16回行うと短めのムービーが挿入。タイクンザムザはハンマーの右爪でフィールドを叩き割って一つ下の層へとハンターもろとも落下、第2段階へと移行する。この段階では俊敏性が大きく向上するだけでなく、遠心力を最大限に活用して槌で大地を吹き飛ばす攻撃など、破壊的な威力を持つ技をいくつか繰り出すようになる。32回に及ぶ全ての部位破壊を終え、全身をヒビだらけにするとタイクンザムザは激昂する。大ジャンプから落下の勢いを利用して放つ右槌の一撃で洞窟を崩落させ、ハンターとともに最下層へと移動、タイクンザムザの甲殻のヒビから凄まじい光が周囲を照らすムービーが挿入され、最終段階へと移る。ムービー終了後に最下層から開始した直後、目の前にそびえる巨岩を打ち破ってタイクンザムザが出現するが、このとき既に甲羅が割れて脱皮を行っており、今度は青白いガザミのような真の姿へと変態を遂げる。この形態では甲殻背部に発電発光する小さな結晶体が3対生え、完全な擬態用の外殻だった"尻尾"は消失、ハンマー状だった右鋏脚は外殻を脱ぎ捨てて細長いドリル状の爪になり、左鋏脚はショウグンギザミのような鎌状に変形するなど、直前までと全くの別の形姿をとっている。脱皮後は俊敏性が最大まで強化され、左爪で薙ぎ払ってから右爪で一突きする、右爪を何度も地に突き刺して付着した岩を飛ばすなど、重い防御を脱ぎ捨てて放つ、高威力かつ高速の連撃が特徴。鎧となる外殻を全て捨て去っているため、スピードや威力と引き換えに防御力は著しく降下傾向にある。また、背に発電器官を備える通り、脱皮後では一部の攻撃に雷属性が付与されるようになったり、雷を利用した新たな攻撃を繰り出すようになる。振りかざした両爪の間に強大な雷を作り出し、カサカサ動きながらハンターを追尾して雷を叩き付ける攻撃などのほか、雷の力を利用し、洞窟の壁にいくつも開いた穴から超高速での滑空突撃を何度も放つといった、甲殻種とは思えない異質な攻撃を行うこともある。剛種は第2段階では右爪を何度も周囲に打ち付ける攻撃を繰り出す。脱皮後となる第3段階では目の前に素早く雷撃を放ってハンターを麻痺させる攻撃や、地面潜行後に麻痺効果の雷を地表に放ちながら移動し、両鋏で奇襲するとともに大放電を放つ攻撃を行う。左右非対称の鋏脚というデザインは実在のカニであるシオマネキを参考としている。
クスバミ
- 登場作品：MHF-G（G8より）
- 作品中の分類：
- 全長：

## 鋏角種
MH4より、新たにその存在が確認された種族で甲虫種や甲殻種と同様、節足動物系の姿をしており、鋏角類のようなモンスター。頭部の口の前の体節に「鋏角」という顎のような器官を持っていることが分類基準の1つにもなっている。「MHWI」まではネルスキュラ1種のみが属していた。なお、ネルスキュラは現実の鋏角類とは異なり、頭部と胸部が明確に分離しており、脚が6本であるなど、むしろ無翅の昆虫に近い特徴が見受けられる。
なお、アクラ・ヴァシムとアクラ・ジェビアのモチーフも鋏角類であるサソリだが、鋏角種認定よりも前から確認されているモンスターであるため甲殻種に分類となっており、今のところ分類変更はなされていない。
ネルスキュラベビー
- 別称：影蜘蛛（かげぐも）
- 登場作品：MHWs
- 作品中の分類：鋏角目スキュラ科
- 全長：

ネルスキュラの幼体。
ネルスキュラ／ネルスキュラ亜種
- 別称（原種）：影蜘蛛（かげぐも）
- 別称（亜種）：骸蜘蛛（むくろぐも）
- 登場作品（原種）：MH4／MH4G／MHXX／MHWs
- 登場作品（亜種）：MH4G
- 作品中の分類：鋏角目スキュラ科
- 全長：約947センチメートル／全高：約819センチメートル／脚裏のサイズ：約227センチメートル
- テーマ曲：暗闇の捕食者

クモのような姿をしたモンスター。腹部の先端から糸を出し、それを用いて特定の縄張りに広大な巣を作り、迷い込んできた獲物を捕食するという生態もクモと似ている。分泌する糸はネルスキュラの巨体を容易く吊るせるほどの強度を持つだけでなく耐熱性にも非常に優れており、溶岩地帯にあるナグリ村ではネルスキュラが新たに作った巣がマグマの流れを塞き止めて工業設備が停止してしまったという事態が発生したほどである。食欲旺盛であり、捕らえることができればゲリョスのような大型モンスターでも捕食してしまうとされ、ネルスキュラの生息域では、周辺地域の村人や家畜が気づかずに巣に進入してしまい、そこでネルスキュラに襲われたという被害が多数報告されている。基本的に巣の周りから離れることはないが、巣を変更する際に移動することがあり、思いもよらない場所で遭遇することもある。口の中には毒が仕込まれた非常に長い顎が隠されており、さらに背中から飛び出している巨大な水晶のような部位があるが、これは捕食したゲリョスから摂取した毒素を背部から分泌し結晶化させて貯蓄したもので、逆さまになって毒の結晶を作る作業を応用してそこから毒液を滴らせてくることもある。また、捕らえた獲物から得たものを活用する習性も持っており、餌としたゲリョスの翼・皮膜を纏うことで暗闇での迷彩の役割を果たすとともに、苦手な電気を防いでいる。上述の通りゲリョスの皮を纏っているため、身体は全体的に黒く見えるが、実際は白い外骨格をしている。
腹部より糸玉をハンターに投げつけてハンターをがんじがらめにしてその動きを奪い、その後で毒の顎や腹からの吹き出す睡眠液でハンターを仕留めようとする。強靭な剛性を持つ糸をロープ代わりにして離れた場所でも糸を放って手繰り寄せることで瞬時に移動することが可能になっている。より上位の個体となると腹から吹き出す睡眠液が毒液となり、さらに顎や腹から分泌する毒も猛毒へと変わる。
MH4Gでは、青黒い外骨格をした亜種が登場。主に夜の旧砂漠に出現する。フルフルの皮を纏っており、これは砂漠での保湿のためで、ネルスキュラ亜種は砂漠で産卵して、生まれた幼虫は餌を求めてバルーニングで遠方に移動、地底洞窟に到着した個体は腐肉食者として成長していき、成長後にフルフルを仕留めてその皮を剥ぎ取り纏うことで砂漠での保湿対策を行えた個体のみが産卵期に砂漠へと戻ってくるという生態を持つ（フルフルを狩猟できなかったネルスキュラ亜種はどう繁殖するのかは不明）。腹部の巨大針は白に映える黄金色に染まっており、含まれる毒も麻痺毒に転じている。原種とは異なり、特定の巣を持たずに地中から獲物を急襲する生態を持つ。原種同様に糸を使ってくるが、旧砂漠の開けた屋外にて糸で体を吊り下げ、振り子の要領で跳んでボディプレスを仕掛けてくる等、この現象についてプレイヤーの間で疑問の声が上がっている（公式では、原種と同じように切り立った崖や岩に糸を付けて移動していると発表されている）。
ネルスキュラの素材から作られた武器は原種・亜種問わず睡眠属性を帯びる。ネルスキュラの素材から作られる防具はモーターヘッドを思わせるシャープなロボット然としたデザインとなっている。G級素材の防具はマントを身に着けた鎧騎士のような外見となる。
地底火山の休息エリアでは、ゲリョスの死骸のストックがぶら下がっている。
ツケヒバキ
- 別称：臣蜘蛛（しんぐも）
- 登場作品：MHR／MHRS
- 作品中の分類：鋏角目ヤツカダキ科
- 全長：

クモのような姿をした小型の鋏角種。高温地域に生息する。妃蜘蛛ヤツカダキの幼体及び雄個体であり、親であるヤツカダキに付き従い攻撃や移動などの支援を行う事から「臣蜘蛛」とも呼ばれる。親から離れて生活している個体も見られる。胴体の大部分を糸で包んでおり、まるで繭玉のような外見をしている。外敵と遭遇した際は可燃性のガスを吹き付けて攻撃するほか、粘着性の高い糸を吐き出して相手の動きを止めようとする。
ハゼヒバキ
- 別称：衛蜘蛛（えいぐも）
- 登場作品：MHRS
- 作品中の分類：鋏角目ヤツカダキ科
- 全長：

小型の鋏角種。ツケヒバキとは外見が非常によく似ているが、その身に纏っている糸が鮮やかな赤橙色に染まっている。溶岩洞や城塞高地に生息する。ヤツカダキ亜種の幼体であり、ツケヒバキ同様に親であるヤツカダキ亜種に付き従うが、元を離れて単独で活動している個体もしばしば目撃される。近づいてきた者を何でも敵として認識する習性があり、ひとたび敵の存在を感知すると積極的に攻撃を仕掛ける。
ヤツカダキ／ヤツカダキ亜種
- 別称（原種）：妃蜘蛛（きさきぐも）
- 別称（亜種）：熾妃蜘蛛（しきぐも）
- 登場作品（原種）：MHR／MHRS
- 登場作品（亜種）：MHRS
- 作品中の分類：鋏角目ヤツカダキ科
- 全長：

ツケヒバキの雌個体の成体で、主に砂漠地帯や火山帯などの高温地域に生息するクモ型の大型鋏角種。
4本の歩脚や暗紫色の外殻の一部から先端が鉤状に曲がった大きな棘が生えており、この「鉤棘」に自分の腹部から産出した糸を引っ掛けるようにして巻き付け、全身を包み込む習性を持つ。
全身に白無垢を纏っているように糸を巻いた姿と、子であるツケヒバキを使役して戦うことから「妃蜘蛛」と称される。また、首は長く、普段は折り畳むようにして頭部を身体の中心に近い位置に格納している。
肉食性で極めて凶暴、八つの複眼で縄張りに入った獲物を捕捉すると小型大型を問わず積極的に襲い掛かる。モンスターの中でも高い知能を持つ事が確認されており、戦闘力も非常に高い。糸に巻かれながら提灯のように朧気に輝く巨大な腹部がある。この腹部は「灯腹」と呼ばれており、内部に可燃性のガスをため込んでいる。そして、このガスを体外に放出すると同時に口や前脚と後脚の鉤針で着火し、激しく燃え盛る炎として外敵や獲物へ向けて噴射する他、口から火炎放射の如く断続的にガスを吐いて、眼下の一帯を纏めて焼き払うといった行動に出る事もある。
MHRSでは亜種が登場。亜種は純白の外殻に赤黒い糸を纏うという、ほぼ真逆の印象を受ける姿が特徴。燃えさしを想わせるその姿や後述する特性から、ハンターズギルドからは「熾妃蜘蛛」とも呼称されている。
ラバラ・バリナ
- 別称：刺花蜘蛛（しかくも）
- 登場作品：MHWs
- 作品中の分類：鋏角目
- 全長：

全身の各部を包む綿のような白い体毛と大きな複眼を持つ顔が特徴的な大型の鋏角種。

## 両生種
MH4より、新たにその存在が確認された種族で、両生類型のモンスター。
テツカブラ／テツカブラ亜種／二つ名テツカブラ
- 別称（原種）：鬼蛙（おにがえる）
- 別称（亜種）：荒鬼蛙（あらおにがえる）
- 別称（二つ名）：岩穿（いわうがち）
- 登場作品（原種）：MH4／MH4G／MHX／MHXX
- 登場作品（亜種）：MH4G
- 登場作品（二つ名）：MHX／MHXX
- 作品中の分類：有尾目鬼蛙亜目カブラ科
- 全長：約919センチメートル／全高：約321センチメートル／脚裏のサイズ：約115センチメートル

巨大な蛙型の両生種。しかし、下顎に二本の大きい牙が生え、鱗のような皮膚を持ち、短いながら尻尾を持つなど、一般のカエルとは異なる特徴が多い。食欲が旺盛で、動くものなら何でも食べてしまう。ずんぐりとした外見だがカエルゆえに跳躍力に優れて身軽であり、狩猟中にも頻繁に飛び跳ねる。顎を利用して岩を運んだり、その岩を砕いたり飛ばしたりすることでハンターを攻撃する。また、牙で地面を岩盤ごと抉り取って引っくり返し、ハンターからの攻撃の盾とする行動をとるのが見られる（牙を折れば小さくなる）。他にも、口からスタミナを奪う緑色の粘液を吐くことも可能で、遠方にいるハンター目掛けて射出することもある。尻尾は力んだ際に白く膨張するという特徴を持つが、この部分は膨張時は非常に柔らかくなるため弱点となっている。
MH4Gでは、暗緑色の外殻と仄暗い赤色に光る顎が特徴の亜種が登場。爆発性を持つ巨大な岩石を掘り返し、それを自ら噛み砕き、爆発させて外敵を攻撃するという非常に荒々しく危険な攻撃技を持つ。甲殻の暗緑色は爆発によって発生するガスや煤によって変質・変色した結果によるものであり、顎の赤色は爆熱の影響によって赤熱化しているためである。
MHXでは、二つ名持ちモンスターと称される特殊個体モンスターが登場。
スクアギル
- 登場作品：MH4／MH4G／MHX／MHXX／MHR／MHRS
- 作品中の分類：有尾目化鮫亜目ザボアザギル科

サメに四肢を付け足したような外観を持つ小型モンスター。氷海に生息する。過酷な氷海の環境下では一刻も早く成長する必要があるため、獲物を見つけると群れで一斉に襲い掛かり、獲物の肉や血を大量に摂取しようとする。そのため、頭部は鏃のような形をしており、一度獲物の体に刺さるとなかなか外れない。回転しながら獲物の傷口を広げ、獲物の肉をむさぼり喰らう。成長前の個体はギィギと同じくらいの小さな体で、足は体内に納められているのだが、前述の捕食行動を行うと摂取した養分によって体が膨張し、しまわれていた四肢が飛び出し、行動が明らかに変化する。捕食によって体が膨張する点もギィギと共通しているが、その膨張前後の体の大きさの変化はギィギのそれとは比べ物にならない。
ザボアザギル／ザボアザギル亜種
- 別称（原種）：化け鮫（ばけざめ）
- 別称（亜種）：虎鮫（とらざめ）
- 登場作品（原種）：MH4／MH4G／MHX／MHXX
- 登場作品（亜種）：MH4G
- 作品中の分類：有尾目化鮫亜目ザボアザギル科
- 全長：約1520センチメートル（通常時）、1861cm（氷纏い時）／全高：約816センチメートル／脚裏のサイズ：約259センチメートル
- テーマ曲：銀盤に潜む牙

氷海に生息しているモンスターでスクアギルの成体。幼体時以上に貪欲になっており、他の生き物を見ると即座に襲いかかってくるとされる。スクアギルと同様に急激に体を膨張させることができるが、スクアギルよりも膨張能力が上がっており、通常時の数倍にまで膨れ上がる。一見すると鈍重そうに感じるが、この形態のまま転がったり、飛び上がったりと素早い挙動を見せる。また幼体のスクアギルとは違って興奮すると体内に蓄積された瞬時に凍結する液体を体表面から分泌させて一部がトゲ状に尖っている氷の鎧を身に纏うことができる。またこれを利用し外敵の攻撃から身を守るだけでなく、鋭利な氷刃や棘を活用したさらに激しい攻撃を繰り出せるようになる。口からは高圧の水流ブレスも吐く。原型を留めないほどに大きく膨張することと、全身に鎧のような氷を纏うことから「化け鮫」という異名を持つ。特定のダウンロードクエストでは最大金冠が確定する巨大なザボアザギルが登場する。
MH4Gでは、乾燥帯の環境に適応して進化を遂げた亜種が登場する。背面一帯に広がる砂色と茶色の縞模様などの特徴から、「虎鮫」とも呼称される。なお、体表の縞模様は分泌する保湿用粘液に砂が付着したものである。オアシスの水辺を住処として活動や産卵を行い、そこで大量に摂取・貯蓄した水分を体内で急速に気化・液化させることで、膨張形態と通常形態を高速で使い分けることができ、興奮状態（怒り状態）では体温が上が上昇して気化させる能力が高まる。この特性を利用して瞬間的に身体を膨張させたり、液化させつつ吐き出すことで即座に通常形態に戻るなど、通常種を上回る変幻自在ぶりを見せる。通常種の氷の鎧のような防御に適した形態は持たないが、目まぐるしく膨張と収縮を繰り返して外敵を翻弄し、通常種以上の運動能力や攻撃性で以て襲い掛かる。口から吐き出される黄色い体液の塊には麻痺性の毒が含まれている。ザボアザギル亜種のデザインは、トラザメやイタチザメ（英名はタイガーシャーク）をモチーフとしている。
ヨツミワドウ
- 別称：河童蛙（かっぱがえる）
- 登場作品：MHR／MHRS
- 作品中の分類：有尾目河童蛙亜目ヨツミワドウ科
- 全長：

河童や蛙やカモノハシなどを掛け合わせたような姿をした、でっぷりとした体躯の大型両生種。頭頂部に存在する体外に露出している頭骨の一部である「皿」と呼ばれる、青みを帯びた硬い突起、3か所が隆起した独特な形状の嘴、そして頭部や前脚、背面にまでビッシリと生えた藻、その背面全体を覆う亀の甲羅のような甲殻など、両生種の中でも異彩を放つ特徴を持つ。その奇怪な容姿や後述する戦法などを指して《河童蛙》という別名で称されることもある。
水資源の豊富な地域に生息しており、水辺を中心に縄張りを作り、普段は水中に潜んでいる事も多い。
性格は非常に食欲旺盛で、特に水辺の砂利内に棲むウリナマコという生物が大好物である。歯は退化して殆ど残っておらず、食事の際は幅の広い嘴を大きく広げて、水や砂利ごと掬い上げるようにウリナマコを丸呑みする様子が確認されている。さらに中型モンスターを強引に抱え上げ、そのまま頭から呑み込もうとするなど、食に対する欲求は無謀とも言えるほど強い。獲物を求めて外海に進出し、それまで生息が確認されていなかった地方に出現したという事例も存在する。なお、ヨツミワドウは自身の棲む水辺での騒ぎを嫌うとされるが、これもまた食欲の強さ故に、騒音で水中の獲物が逃げてしまう事に腹を立て、水中から飛び出してくるのだと言われている。
両生種の中では重量級の部類に入り、基本的に動きは鈍重である。しかし運動能力は高く、その巨体を支える四肢は強靭に発達しており、後脚には水かきも備えているため、陸上と水中の双方を自在に行き来できる。また、自分の体高を超えるほどの高さにまでジャンプできる跳躍力も持つ。
前述の「皿」によって急所である頭部を直接防御している。また、背中を守る苔背甲はそれそのものの強度も然る事ながら、表面の苔が緩衝材の役割を果たしており、見た目以上の防御力を持つ。これらはその頑丈さから武具の素材としても優秀で、水陸両方での活動が可能なヨツミワドウの性質もあって様々な環境に適応できる構造を実現できる。腹部や尻尾は柔らかく、比較的攻撃が通りやすいが、基本的には四足歩行の体勢であるためにそのまま腹部を狙う事は難しく、背後を取ろうとする相手に対して尻尾を打ち付ける攻撃を仕掛けてくる場合もあるため、一筋縄ではいかない。
外敵との戦闘では自分の体重を乗せた重みのある肉弾戦を主体とする。前脚を力強く叩きつける「突っ張り」、敵の眼前で両前脚を叩き合わせる「猫騙し」など、その戦法は相撲を連想させるものが多い。また、前脚で土砂を捲り上げるように攻撃したり、大岩を抱えて放り投げるなど、周辺にあるものを利用した攻撃方法も見られる。強敵との戦闘では近場の餌や砂利、水などを大量に取り込んで腹部を大きく膨らませた姿に変貌する事がある。この時は後脚のみで立ち上がり、前脚で腹を抱えるようにしながら動き回る。その見た目通り、動きは通常よりもさらに鈍重になるが、ヨツミワドウ自身の重量が増した分各攻撃の重みも増し、高らかに上げた後脚を四股を踏むように地面に打ち付ける事で岩盤を容易に叩き割り、派手に隆起させるほどの力を発揮する。他には、口から水弾のようなものを放ったり、奥の手として口から大量の水流ブレスを吐き出して相手を押し流すこともある。しかし、前述したように腹部は柔らかく攻撃が通りやすいため、見方を変えれば、この姿は自らの弱点を曝け出した状態とも言える。実際にこの状態で外敵から痛めつけられ、我慢が限界を迎えると、取り込んでいた砂利や水を盛大に吐き出し、元の姿に戻ってしまう。なお、この時体内から「尻子玉」と呼ばれる玉石を排出する場合がある。尻子玉は武具の素材としての価値は無いとされているが、その美しい輝きから高額で取引されている。
前述したように腹部を大きく膨らませ、相撲のような戦法を取る事から「丸呑み力士」という異名でも知られ、
ゼレドロン
- 登場作品：MHWs
- 作品中の分類：
- 全長：

チャタカブラ
- 別称：纏蛙（まといがえる）
- 登場作品：MHWs
- 作品中の分類：
- 全長：

## 蛇竜種
MH4より、新たにその存在が確認された種族。名称の蛇竜は「だりゅう」と読む。その名のとおり蛇のような長大な胴体をもつ竜。ただし、蛇とは異なり小さいながらも明確な四肢を有している。飛竜や鳥竜ら竜盤目のモンスターとは遠縁の種とされている。
ガブラス
- 別称：蛇竜（だりゅう）／翼蛇竜（よくだりゅう）（MH4より）
- 登場作品：MH2／MHP2／MHP2G／MH4／MH4G／MHX／MHXX／MHR／MHRS／MHF
- 作品中の分類：蛇竜目翼蛇竜亜目ガブラス科
- 全長：約810センチメートル／全高：約183センチメートル／脚裏のサイズ：約47センチメートル

火山や古塔などに生息する。MHP2Gまでは小型の飛竜種とされていたが、後述するガララアジャラの発見により、MH4にて前肢が翼の蛇竜種に分類変更された（ただし、MHFにおいては「飛竜種の○○」といった汎用素材など、ゲーム内の様々な場面で既にMH2の頃からの「ガブラス=飛竜種」という設定が広く浸透してしまっているため、飛竜種のままとなっている）。飛行能力に優れ、主に群れで行動している。腐肉を食べるが、弱った動物に対しては飛行しながら様子をうかがい、体当たりや毒液などの攻撃を仕掛けて捕食する。古龍の襲撃時にその犠牲者の腐肉目当てで集まってくるため、ガブラスの出現は災厄の前兆として忌み嫌われている。非常に細身で、後脚が発達していないため、歩行への適応は低い。大きな音に弱く、音爆弾の炸裂や飛竜の咆哮で地上に落ちてくる。草食種に比べると味は落ちるが、ガブリブロースと呼ばれる肉は食用になる。
ガララアジャラ／ガララアジャラ亜種
- 別称（原種）：絞蛇竜（こうだりゅう）
- 別称（亜種）：水蛇竜（すいだりゅう）
- 登場作品（原種）：MH4／MH4G／MHX／MHXX
- 登場作品（亜種）：MH4G
- 作品中の分類：蛇竜目蛇竜亜目ガララアジャラ科
- 全長：約4055センチメートル／全高：約922センチメートル／脚裏のサイズ：約206センチメートル
- テーマ曲：蛇行する旋律

原生林に生息する巨大な緑色のヘビのようなモンスター。背中と尻尾に「鳴甲」と呼ばれる特殊な甲殻を持ち、鳴甲をすり合わせることで空気を振動させ、特殊な音波を発生させていて、他のモンスターの咆哮と同様にハンターを竦ませて動きを封じてしまう。また、この鳴甲を飛ばし、地面に叩きつけることで、自ら発する音と共振させ、遠くにいる獲物の動きを封じることもある。また、飛ばした鳴甲は共振後に炸裂する一種の爆弾としても機能し、巻き込んだハンターを確実に気絶させるほどの衝撃を生む。また、鳴甲の炸裂弾だけでなく、ガララアジャラ自身が咆哮とともに音の衝撃波を吐き出して遠距離攻撃することもできる。音波攻撃で相手が動けなくなったと見るとすかさずその身体で包囲して最後には地面からの突き上げで仕留めようとする。蛇竜種の特徴である長い体を生かして相手を翻弄し、地面から奇襲を仕掛けたり、眼前にいる敵の背後から尻尾で攻撃したりする。狩りの際には長く大きな体で囲い込むように敵に巻き付いて締め上げ、音波とともに獲物の動きを封じて捕食する。体内には神経性の毒を保持しており、鋭い牙で噛み付かれると同時に毒を注入して麻痺してしまう。なお、疲労すると鮮やかだった体色が色褪せてしまう。
MH4Gでは、寒冷地帯に適応した亜種が登場する。寒冷地域での迷彩効果を高めるためか、寒色系をベースとした独特で複雑な体色を持つ。通常種と同様に自身の甲殻の一部を射出するが、「鳴甲」と違って非常に高い撥水効果を有することから「撥水甲」と呼ばれている。口から水の塊のようなブレスを吐き出して獲物を攻撃するが、あらかじめ前述の撥水甲を周囲にばら撒き、その撥水甲にブレスを当てることでピンボールのように軌道を変化させて死角から攻撃を当てていくという極めて独特な戦法を得意とする。極限状態の亜種も登場する。元々硬かった肉質に硬化が加わり、激しく移動するので彼方此方に狂竜化ゾーンが配置される。また、極限状態になるモンスターは原種のみがほとんどなのに対し、ガララアジャラは唯一、亜種のみに極限状態が存在するモンスターである。

## 翼竜種
MHWより、新たにその存在が確認された種族。総じて大きな翼を持ち脚の握力が強いため、時としてハンターたちの移動の手段に利用される。
メルノス
- 登場作品：MHW／MHWI／MHWs
- 作品中の分類：翼竜目翼竜科メルノス属
- 全長：

森林部に生息する小型の翼竜種の一種。青い体色と大きな翼を持ち、垂れ下がった喉と上下に伸びた碇状の嘴が特徴。
食性は草食性で、はじけクルミを始めとした木の実を好んで食べる。性格は臆病で、驚くとその個体と共に周囲にいるメルノスたちも集団で大移動する習性がある。細身ながらも脚の握力は強く、装備したハンターをぶら下げた状態で運ぶことも出来る。比較的人類に慣れやすい種らしく、口笛で呼び寄せた後に移動の手段として使役されている。
ノイオス
- 登場作品：MHW／MHWI
- 作品中の分類：翼竜目翼竜科ノイオス属
- 全長：

乾燥地域に生息する翼竜種。褐色の体色と大きな嘴を持つ。
メルノスとは逆に肉食性で特に屍肉を好んで食べ、死骸に群がる姿が見られる。たとえ同族の死骸であろうと捕食を行う。また驚くと音爆弾にも匹敵する高周波の鳴き声を発し、周囲にいる個体も刺激を受けることで連鎖的に鳴き声を出すため大きな騒音となる。
ラフィノス
- 登場作品：MHW／MHWI
- 作品中の分類：翼竜目翼竜科ラフィノス属
- 全長：

陸珊瑚の台地に生息する翼竜種。白い体色と小ぶりな嘴、丸みを持った頭部を持つ。尻尾は途中で二股に分かれ、そこからさらに細長く伸びる構造になっている。
性格は温厚でラフィノス側から攻撃を仕掛けてくることはなく、メルノスと同じく驚くとその場にいる群れで大移動をする。陸珊瑚の卵が好物で、産卵が始まると群れで一斉に陸珊瑚の場所へと移動する。陸珊瑚の台地での生態系の位置としては低く大型モンスターたちの獲物として狙われることも多い。また瘴気の谷にも生息しているが、こちらの個体は瘴気の影響により体色は黒く変色し、性格も攻撃的になっている。
バルノス
- 登場作品：MHW／MHWI
- 作品中の分類：翼竜目翼竜科バルノス属
- 全長：

龍結晶の地に生息する翼竜種。茶色がかった体色と鋭角な形状の頭部、口内には小さいながらも牙が生えそろっているのが確認出来る。
翼竜種の中でも特に攻撃性が高く外敵に対して積極的に排除を試みる。また口からは酸性の液を吐き出し、これに当たると防御がダウンしてしまう。
コルトス
- 登場作品：MHWI
- 作品中の分類：翼竜目翼竜科コルトス属
- 全長：

渡りの凍て地に生息する翼竜種。蛇のような見た目であり、他のモンスターやハンターが隙を見せると襲いかかってくる。
バオノス
- 登場作品：MHWs
- 作品中の分類：
- 全長：

ハルプス
- 登場作品：MHWs
- 作品中の分類：
- 全長：

## 頭足種
MHWsより、新たにその存在が確認された種族。タコなどの頭足類型の種。
ヌ・エグドラ
- 別称：獄焔蛸（ごくえんしょう）
- 登場作品：MHWs
- 作品中の分類：
- 全長：
- テーマ曲：黒き獄炎

全体的にタコのような風貌をした頭足種で、全身に油泥を纏っており、戦闘時はそれを発火させる習性から「黒い炎」と称されている。油涌き谷の生態系における頂点捕食者。
シーウー
- 別称：暗器蛸（あんきしょう）
- 登場作品：MHWs
- 作品中の分類：
- 全長：

樹皮を想わせるような皺が目立つ弾力性に富んだ漆黒色の外皮、眼が存在しない巨大な頭部、表と裏で色合いや印象が大きく異なる胴体部などが特徴の大型の頭足種。
大型モンスターの中では比較的小柄な部類ではあるが、極めて個性的な容姿や特徴、そして自分よりも体格で勝る生物をも捕食対象と見做す貪食性を持ち、単純な危険性に関して言えば、頭足種の中でもより大型であるヌ・エグドラにも決して劣らない。
触手から分泌される体液は空気に触れると瞬く間に硬質化する性質があり、これを鋭い刃物のような形状に固めて武器として振るうという驚くべき習性を持つ。この体液は純度が高いものほどより硬質化する性質があり、そのような体液を分泌できる個体ほど手強いとされる
前述のように眼は存在しないものの、他の感覚器官は極めて鋭敏に発達しているらしく、正確に獲物の位置を把握し、死角に潜り込むように動き、奇襲を仕掛けて一撃で仕留める。

## 造竜種
MHWsより新たにその存在が確認された種族。過去に滅亡した古代文明によって生み出された人造モンスターであり、竜乳と呼ばれるエネルギーで活動する不老の生体兵器として強化調整されている。その為摂食能力が著しく低く、また生殖能力も存在しない。該当モンスターのほとんどは原型となったモンスター名の前に「護竜(ガーディアン)」を、別称の前に「護」を冠する命名がなされている。
護竜セクレト
- 登場作品：MHWs
- 作品中の分類：
- 全長：

護竜ドシャグマ
- 別称：護闢獣（ごびゃくじゅう）
- 登場作品：MHWs
- 作品中の分類：
- 全長：

護竜リオレウス
- 別称：護火竜（ごかりゅう）
- 登場作品：MHWs
- 作品中の分類：
- 全長：

護竜オドガロン亜種
- 別称：護兇爪竜（ごきょうそうりゅう）
- 登場作品：MHWs
- 作品中の分類：
- 全長：

護竜アルシュベルド
- 別称：護鎖刃竜（ごさじんりゅう）
- 登場作品：MHWs
- 作品中の分類：
- 全長：
- テーマ曲：白の孤影（初回）、白光に響く命の叫び（2回目）

護竜アンジャナフ亜種
- 別称：護雷顎竜（ごらいがくりゅう）
- 登場作品：MHWs
- 作品中の分類：
- 全長：

ゾ・シア
- 別称：白熾龍（はくしりゅう）
- 登場作品：MHWs
- 作品中の分類：
- 全長：
- テーマ曲：無垢なる禍（形態変化前）、正義は綻びて（形態変化後）

## 亜龍種
MHWsより、新たにその存在が確認された種族。
ゴア・マガラ／渾沌に呻くゴア・マガラ
- 別称（通常個体／特殊個体）：黒蝕竜（こくしょくりゅう）
- 登場作品（通常個体）：MH4／MH4G／MHX／MHXX／MHRS／MHWs／MHF-Z／MHXR。MH4のメインモンスター。
- 登場作品（特殊個体）：MH4G／MHXX／MHRS
- 作品中の分類：古龍目廻龍亜目マガラ科
- 全長：約1760.9センチメートル（通常個体）、1794.7センチメートル（特殊個体）／全高：約542.5センチメートル（通常個体）、618.5センチメートル（特殊個体）／脚裏のサイズ：約240.9センチメートル（翼脚）、136.1センチメートル（前脚）
- テーマ曲：光蝕む外套（通常個体）／渾沌に呻く者（特殊個体）

シャガルマガラの幼生。そのため古龍種と言えるのだが、発見当時は正式に古龍と判別できなかったことから「竜」の字が当てられており、ゲーム中の分類でも「???」となっている。MH4からMHRSまでは種族不明とされていたが、MHWsにて亜龍種に分類変更された。外套のような大きな翼とそこに畳まれた「翼脚」といわれる第5・6の脚として機能する強靭な関節、発達した四肢、シャガルマガラとは正反対で漆黒と青紫を基調とした外殻、悪魔のような禍々しい外見が特徴。前脚が後脚よりも長いという特殊な骨格をしている。成体のシャガルマガラとは違って、目が脱皮前の鱗に埋没していて見えない代わりに、翼膜に生えている毛状の鱗に付着している紫色の鱗粉を撒き散らすことで外敵の感知をする生態を持つ。鱗粉を外敵に付着させたり吸い込ませて位置や熱量などの情報を得ることで自分自身の感知能力を上げ、感知能力がピークに達すると「狂竜化」するという特徴を持つ。この状態になると普段はしまわれている頭の触角がせり出し、翼に畳まれている翼脚が展開された姿へと変貌し、翼脚を用いることで天井などを這い回るなど、より活発になって危険度が増す（感染によって起きる狂竜化とは異なり、完全に制御した上での変異とも言える）。この鱗粉は、シャガルマガラの項でも述べた「狂竜ウイルス」というゴア・マガラ以外の生物が吸い込むと神経系や免疫系へと異常をきたす未知の物質が含まれており、ギルドではこの鱗粉を鱗粉を吸い込むことで起きる症状を「狂竜症」と呼んでいる。ただし、この鱗粉による症状が毒劇物によるものかウイルス（病原体）によるものかも現状では解明できていない。四肢や翼脚を駆使した地上での機動力の高さのみならず、翼でしっかりと飛行することも可能であり滑空時に飛びかかって来ることもある。また、口から吐くブレスは鱗粉と反応を起こして連鎖爆発を起こす。村クエストの中盤にてシナト村を目指して海を航海する我らの団を突如として襲撃する（襲撃した理由は不明だが、後に団長の持つ鱗が親龍のものであったことから、同族が近くにいると思いこみ、近づいてきたのではと考えられる）。プレイヤーと筆頭ハンター達の攻撃によって撤退し、未知の樹海に身を潜めていた。その後、正式な討伐依頼を受けた筆頭ハンター達を撃退し、逃げ遅れた二人を追撃している最中にプレイヤーと再戦し、再び退けられる。遺跡平原にて死闘の末に倒されたと思われていたが、ギルドの調査隊が抜け殻しか確認できなかったことや天空山の異変から、生き延びて成体のシャガルマガラへと脱皮していたことが判明した。
MH4Gでは激昂ラージャンや怒り喰らうイビルジョーのような特殊個体がG2の緊急クエストに登場し、この個体はクエスト名から準えて「渾沌に呻くゴア・マガラ」と呼称される。村クエストとは別の個体が何らかの要因で脱皮不全を引き起こし、右半身（特に頭部、右翼脚、背中）のみ脱皮し、シャガルマガラの鱗が露出している個体である。その外見はかなり異質で、右翼脚はシャガルマガラ以上に膨れ上がり、頭部は右側だけ角が形成されており、目が形成されるはずである部分は黒い眼窩のみ作られ、眼球は無い。狂竜化には二段階の形態があり、第一段階では折りたたまれていた左側の角が展開し、シャガルマガラが用いる爆発系のブレスを放つようになる。第二段階では背景が暗くなり、右目の眼窩が赤く光る。この状態になるとシャガルマガラの攻撃パターンが中心になってくる。専用素材から制作できる武器はプラスとマイナスの会心率が合わさった特殊なものであり、通常時はマイナスの方が数値は高いが、狂竜症を克服することでマイナスの数値分がプラス会心に足され、マガラ武器のような高い会心率を持つことになる。なお、特異個体の武器名はゴア・マガラとシャガルマガラの両方の武器名が混ざった名称となっており、「〜or〜」となっている。

## 遺存種
レーシェン
- 登場作品：MHW／MHWI
- 全高：約549.7センチメートル（レーシェン）／約633.81センチメートル（エンシェント・レーシェン）
- テーマ曲：

CD Projekt RED社が展開する『ウィッチャー3 ワイルドハント』とのコラボレーション企画により、『ウィッチャー3』からゲスト出演したモンスターである。強化個体のエンシェント・レーシェンも出演する。

## 種族不明
分類が困難であり、調査中という設定の種族。
ラヴィエンテ
- 別称：大巌竜（だいがんりゅう）
- 登場作品：MHF（シーズン7.0より）
- 全長：不明
- テーマ曲（通常）：大地ノ化身【絢爛】（陸ステージ） ／大地ノ化身【煌然】（海ステージ） ／大地ノ化身【燦然】（火山ステージ）
- テーマ曲（狂暴期）：暴レ狂ヒシ白亜ノ大蛇【絢爛】（陸ステージ） ／暴レ狂ヒシ白亜ノ大蛇【煌然】（海ステージ） ／暴レ狂ヒシ白亜ノ大蛇【燦然】（火山ステージ） ／暴レ狂ヒシ白亜ノ大蛇【絢爛】 -決戦-（最終フェイズ）

海底火山の活動により新たに生まれた『絶島』とともに突如として現れた、古龍種の老山龍ラオシャンロンを数倍上回る全長を持つ超弩級モンスターで、従来の巨大モンスターの枠を超えたモンスターでもある。島一つを覆いつくせるほどの巨体を誇る。種族の分類は「不明」。いかなる伝承にもその記録が無く、生態は完全に謎に包まれている。幾度もの調査から、この巨大モンスターの住処は絶島の地下にある巨大な空洞部分であることが判明している。絶島の誕生に伴って出現したため、両者には何らかの関係性があると作中で推定されている。いつの時代に発生した種なのか、どのような進化を辿ってきたのか、すべてが不明とされている。絶島に刻まれた痕跡などから、太古の時代に、後の絶島となる海域の島々の豊かな自然と生物を食らい尽くし、休眠。そして現代になり、目覚めて活動を再開したものと考えられている。地脈を刺激して火山を噴火させるなど天変地異を引き起こしている。メゼポルタ地方で甚大な被害を出しており、その危険度から現地ハンターズギルドと同盟関係にあるパローネ・キャラバンの手によって監視されている。討伐に際しては「大討伐」というイベント形式の狩猟が展開される。これは数十人のプレイヤーが協力して同時にラヴィエンテへ立ち向かうという異例の形式である。ラヴィエンテは各ランドにつき同時に1頭しか存在しない。最大32人（シーズン7.0実装当初～2011年6月29日までの仕様）が討伐に向かう者と拠点で「支援」を行う者に分かれ、3フィールドで3つの時間帯、計9回のクエストを3時間以内にこなして討伐を目指す。討伐にはプレイヤー4名が最大8組出発でき、それぞれのパーティーにNPCハンターである「破狩人（バスタ）」が4名付いた。後述の「狂暴期」が実装されたフォワード.1の2011年6月29日アップデート以降は下位のラヴィエンテは最大16人、最低必要人数8人のコンパクトな形にリファインされ、G級猛狂期が実装された2015年11月18日のMHF-G9アップデートでは最大8人、最低必要人数4人へさらに規模が縮小されている。大討伐においては、何人かは支援組としてキャラバンに残りラヴィエンテへの部位破壊攻撃や怒り状態の解除、ハンターの復活可能回数の増加などを行う。クエスト自体はHR2から参加できるが、9回に渡るクエストを連続でクリアする必要がある。大討伐クエストは3回力尽きてもその時点でクエスト失敗とはならないが、参加者全員の力尽きた回数が一定数に達するとフェイズ単位で失敗となる。復活支援の効果が消失する前に拠点からアイテム納品で再度「復活支援」を行って力尽きることのできる回数を差し戻すことが可能。
ラヴィエンテはあまりにも巨大であるため、身を動かす程度の行動がそのまま"攻撃"となりえる。大巌竜にとっての少しの身震いは、ハンターにとっては小規模の地震に似た影響を持ち、あらゆる挙動が脅威となる。戦闘に際してはエリアの大半を範囲とする大規模な攻撃を繰り出す。咆哮は超高級耳栓がなければ防げない大音量であり、フィールドの至る場所に地盤隆起を発生させる。巨大な火球や竜巻ブレスのほか、火山や間欠泉など絶島の環境を利用して攻撃を仕掛ける。肉質は加えた攻撃と同じ攻撃系統や属性に耐性を獲得し、逆に加えていない攻撃系統や属性の肉質や耐性が軟化するという特徴を持つ。巨体故に機動力は低いが、自衛の手段には長けており、怒り状態になると何らかの行動と同時に麻痺効果を含んだ放電を行うようになるため、不用意な密着は危険である。放電以外にも、皮膚から可燃性の粉塵をまき散らし、着火によって周囲を吹き飛ばすこともある。また、怒り中は肉質は最大まで硬化し、すべての属性攻撃を無効化するようになる。
ラヴィエンテの怒り状態は時間経過では決して解除されず、拠点からの「鎮静支援」によってのみ解除が可能である。支援によって毒状態にすることも可能。また、ラヴィエンテに通常の狩猟アイテムは通用しない。そのため、地中で炸裂する特殊な音爆弾「地中用音爆弾」など、専用の狩猟アイテムがベースキャンプである気球にいる気球技師からキャラバンポイントで購入できる。フェイズによっては、開拓遊びの拠点防衛用気球を呼び出す「気球笛」や、設置することでアイルーがバリスタを乱射する「ネコバリスタ」、ラヴィエンテが大きく息を吸い込んでいるときに吸い込ませると気絶させることができる「強臭玉」などの特殊アイテムも存在する。
討伐後の剥ぎ取り回数は全モンスター中最多の72回となっており、剥ぎ取りは制限時間3分の専用クエストで行う。
2011年6月に行われたフォワード.1の中間アップデートからは、「ラヴィエンテ狂暴期」が登場。ラヴィエンテ狂暴期の大討伐参加にはHR5以上を要する。極度の飢餓によって死に瀕し覚醒、狂暴化することで今までよりもはるかに強力になった状態のラヴィエンテである。鱗の赤い部分が白くなっているほか、黄色かった眼の色も緑になっている。狂暴期のラヴィエンテの体内で生成される紅血は、身体機能を活性化させ、飲めばあらゆる状態異常が治るとされている。「大巌竜の紅血」は実際にゲーム中で飲用することが可能で、ほぼ全ての状態異常を解除するアイテムである。なお、ラヴィエンテ狂暴期は現在は最低必要員4人、最大8人の大討伐だが、MHF-G10アップデートまでは最大32人だった。
2015年11月に行われたMHF-G10アップデートからは、「ラヴィエンテ猛狂期」も登場。過去の大討伐遠征によって眠りについたラヴィエンテだが、ひとたび目を覚ませば空腹が満たされるまであらゆる生物を喰らい尽くし、周辺の生態系に甚大な影響を及ぼすことが作中で予想されている。その被害を未然に防ぐためにハンターの部隊が「絶島地底」へ派遣されたが、そこで目撃されたのが体表が黒く変色し、眼光が鋭く、牙が禍々しく変形したラヴィエンテである。黒い体色は海底火山から噴き出る様々な物質が付着したことによるもので、特殊な形状の牙は地中を長距離掘り進んでいたために削れ、鋭利な形へとなったのが原因である。また、目覚めた直後で空腹であり、縄張りに調査隊のハンターが突然侵入してきたことで狂暴期以上に獰猛で怒り狂っている。猛狂期と名付けられたこの状態のラヴィエンテは大空洞の中を這いまわり、今にも地上へ出ようとしていたため、G級ハンターのみに参加を制限した討伐隊を編成している。G級大討伐の最大参加人数は32人、必要最低人数は24人である。
G級ランクのハンターのみが参加可能なラヴィエンテ猛狂期は、仕様に大きく変更が加えられている。フェイズ数が9から5に減らされているのもその一つだが、ほかにもラヴィエンテの背中に乗って戦うという点がある。これは超大型モンスター特有の特定部位を攻撃し続けるという単調になりがちなプレイを改善するために、如何にして「画面を切り替えさせるか」を考えて落とし込まれたシステムである。ラヴィエンテの背中に生えている結晶が弱点の一つで、ここを破壊することでラヴィエンテを一時的に失神させることができる。この結晶は体内の神経が何らかの異常で体外へ飛び出したものであるが、一定周期で周囲に放電する性質がある。極度の飢餓によって死に瀕し覚醒、狂暴化することで今までよりもはるかに強力になった状態のラヴィエンテである。また、フェイズごとにフィールドが大きく変化するのも視覚的に変化をもたらすために設定されたもので、フェイズ1からフェイズ5まで全5種類のフィールドの姿を見ることが出来る。基本的にフェイズが進むごとにラヴィエンテの怒りを体現して様相も激しくなっていき、はじめは静寂で神秘的なエリアも徐々に蒼白く不気味になっていき、最終的には地獄の業火を彷彿させるエリアへ様変わりする。支援はキャラバンで待機しつつ行うのではなく、「支援クエスト」というものが存在する。ラヴィエンテ猛狂期が暴れるフィールドを遠目に眺めながら、遠距離から支援大砲やバリスタで援護を行うことになる。ただし、遠方であっても強大なラヴィエンテの攻撃の余波は支援拠点まで届き、また小型モンスターも出現する。
ラヴィエンテ猛狂期が繰り出す行動のなかでもとくに脅威なのが、水や溶岩の噴出でハンターを上空に打ち上げ、抵抗できないところを丸呑みにしてしまう捕食攻撃である。この攻撃はハンターの防御力などに一切関係なく、強制的に一撃で即死させてしまう。そのほか、背中の上にいるハンターを尻尾で薙ぎ払ったり、地脈を刺激してフィールドのほとんどをマグマで呑みこむ攻撃、超巨大な火球を生成しエリアの全域を焼き払う攻撃なども追加されている。
ラヴィエンテの素材から作られる武器は素材の追加で強化される他のモンスター製と異なり、大討伐クエストでのみ得られる特殊なアイテム「撃玉」から「ゲキ（略称:g）」と呼ばれる力を抽出し武器に取り込ませることによってレベルを強化する。これらの武器は『進化武器』と呼ばれ、強化には一定のハンターランクが必要となる。武器もレベルが上がるにつれて紋章部分の輝きが増す。G級猛狂期のクエストで得られる「G撃」を使用すると、通常の進化武器の最終強化形態からさらに「G級進化武器」へ強化することができる。その性能は、「しばらくの期間は突出して"最強"のもの」。ラヴィエンテの素材から作られる武器には「大蛇」の銘がつけられる。ラヴィエンテの武器は龍属性だが、ブースターパックなどの特殊な入手方法の進化武器は龍以外の属性が与えられていたり、龍以外の属性弾を扱うことができるようになっている。
ラヴィエンテ素材の防具のなかでも、G級ランクのものは「不退ノ構」という特殊なスキルが与えられている。攻撃力や会心ダメージ補正の上昇、会心率が100%上昇、肉質や属性耐性を強制的に軟化させる効果、「火事場力+2」や「斬れ味レベル+1」といった強力な効果をたった一つのスキルに集約した代わりに、「絶対防御態勢」や「根性」のスキルといった一部の保護系スキルを無条件で無効化するという極端なものになっている。極端なメリットとデメリットを併せ持ったスキルとして、固定化しつつあるプレイヤーの防具構成に一石を投じるべく実装されたものである。
『MHF ベンチマーク第3弾【大討伐】』の映像では緑豊かな森に突如として現れ、ランポスやアプトノスなどを手当たり次第に捕食する様子が描かれている。このときのラヴィエンテは通常の体色だが、その後のカットでハンターが荒れ果てた絶島へ訪れたときのシーンの体色は狂暴期のものである。
MHF史上最大のモンスターとして登場したラヴィエンテだが、当初は"ラヴィエンテというモンスターそのものがフィールドになる"方向性で企画されていたことが明かされている。ハンターがラヴィエンテの背中に乗って尻尾側から頭部を目指し、その道中でモンスターの身震いで震動に襲われたり、背中の木々や岩が降りそそいでくるという要素が存在するものであった。しかし、そのままではあまりに巨大すぎるため、現在のサイズに変更されたと語られている。大討伐クエストのコンセプトは、「これまで4人までの協力プレイが中心だったMHFにおいて、さらに多人数の連携を実現させる」ことから生まれている。攻撃隊と支援に分かれているのも、コミュニケーション部分を大切にするためのものである。100人参加の大討伐仕様にすることも技術的には可能だが、ランドごとの利用率や大討伐以外のことをしたいプレイヤーを考えて最大32人という形に落ち着いている。なお、2013年9月14～16日までの3日間のみ、PC版サーバー統合期間中の特別キャンペーンとして実際に「ラヴィエンテ狂暴期100人大討伐」のイベントが実施された。ラヴィエンテ猛狂期の狩猟フィールドについても、ラヴィエンテ猛狂期の放つ攻撃は背景が暗いほうが映えるという点もあって大空洞の地底部に決定されている。
UNKNOWN
- 登場作品：MHF（フォワード.1より）
- テーマ曲：UNKNOWN

生息地、生態共に不明のモンスター。海竜種の"海竜"ラギアクルスのように、別名には飛竜種という名と同じ"飛竜"が用いられているが、情報量の不足などから明確な生物種の特定ができておらず、「MHF フォワード.5 達人ノ書【覇極】」にても「??種」と記述されている。UNKNOWN（英語で「正体不明」の意）というのも、公式サイトでの表記および乱入時に「UNKNOWN」と表示されることからの仮の名称で、生物種としてのものではない。クエスト依頼書のモンスター名では「モンスター」や「???」という記述がされ、モンスターリストも存在しない。ごく稀に特定の狩猟地の上位・凄腕クエストの開始時に突如特殊な演出ののち乱入し、受注したクエストそのものが挿し変わる。飛竜種の雌火竜リオレイアに酷似しているが、その体表は漆黒に染まり、その上に血のように赤い紋様が浮かんだ外見をしているほか、凶器のように長い尻尾の棘を持つ。火竜リオレウス、雌火竜リオレイア、棘竜エスピナス、鎧竜グラビモス、舞雷竜ベルギュロス、蛮竜グレンゼブルなど、MHFに登場する幾多の飛竜や特異個体の行動パターンを持ち合わせており、その攻撃を予測することは極めて困難、かつ威力も絶大。なお、その姿からよく誤解を招くが、あくまでも酷似しているだけであってリオス科のリオレイアとは全く別種のモンスターである。リオレウスに酷似しており、白い甲殻に蒼い棘を持つなど、明らかに正反対な姿を持つ飛竜「輝界竜ゼルレウス」とは相反する存在であるとされている。このUNKNOWN特有の能力として、ある一定のダメージを受けると紅い光を纏って天を仰ぎながら雄叫びをあげ、より強力な形態へ移行するというものがある。この咆哮には様々な効果があり、形態移行直前に過剰に減らされた体力を回復し、ハンターに打ち込まれたあらゆる状態異常値を解除、そして攻撃力や俊敏性を高めるとともに自身の肉質を変化させる。形態変化を重ねるごとに目つきが凶悪化し、風圧や咆哮がさらに強力なものに、さらに行動パターンも増え強烈な技を繰り出すようになる。最終的には罠や状態異常、さらには属性攻撃すらも一切効かなくなるほどに覚醒し、その圧倒的な力を以って暴れ狂う。このときのUNKNOWNは眼が残像を残す紅い光に包まれ、翼膜には血色を帯びた赤光の紋様を浮かべるなど、非常に凶悪な容姿へと変貌する。口からは漆黒のブレス弾を吐き出し、着弾するとその場に蒼い炎の旋風を発生させる。ハンターがこの火柱に触れると吹き飛ばされてしまう。形態が進むと蒼白い光線状の熱線を放射するようになるほか、最後の形態では炎の大竜巻を巻き起こす凄まじいブレスを吐く。体内では腐食性の物質を生み出し、全身からガスとして放出したり、腐食ガスを含んだ翼爪を弾丸のように発射するという攻撃も用いる。雌火竜と同じくサマーソルトによって尻尾の毒を獲物に打ち込むほか、空中からの高速滑空攻撃は毒とともに気絶効果を有する。空中での制動にも優れ、空中で軸回転しながら周囲へブレスを乱発したり、大跳躍からハンターの傍に着地し、地面を引き抜く勢いで吹き飛んだハンターを空中で一閃するなどといった行動もとる。上位で乱入するUNKNOWNは討伐することができず、ある一定回数の形態変化を行うと強制的に撃退となる。
覇種UNKNOWNは、エスピナス亜種の切り札である超強力な溜めブレスや流星雨の如く降り注ぐ打ち上げブレス、ドラギュロスのように大旋回してから腐食効果の棘を無数に降らす攻撃など、より多くの飛竜種の行動パターンを持ち合わせている。脚力も強く、雷竜の如く天空から急降下して着地と同時に周囲の地面を叩き割ってしまうほど。また、傷を重ね続けて生命の危機に瀕すると、通常種にはなかった更に強力な戦闘形態へと覚醒し、全身に青く禍々しいオーラを纏い、地面を砕く足踏みから周囲のハンターを失神させるほどの雄叫びを上げる。最終段階へと覚醒した後の覇種は、ひとたび羽ばたくだけで発生する強烈な風圧で標的を巻き上げ、頑丈な岩の地面をも抉るほどの激烈な滑空突進でハンターたちを殲滅する。この最大の攻撃は暴風、滑空突進の二段攻撃ともに即死威力となっており、さらに毒効果まで有する。そのため、ダメージが大幅に軽減するような例外的な状況でもない限りは、いかなる防具スキルを駆使してもこの一撃に耐えることは不可能である。このような苛烈な強さから、公式で「MHF史上最凶のモンスター」という謳い文句まで用いられた異例のモンスターでもあった。G級の超高難度クエスト「至天クエスト」に登場するUNKNOWNは覇種クエストのUNKNOWNから大幅な強化がされており、ゼルレウスやメラギナスなどの技をも繰り出すようになったほか、全方位に棘を降り注がせてから直下プレスを仕掛ける、巨大な炎の壁を周囲に張り巡らす、岩盤ごとハンターを空中に引きずりあげそのままトドメを刺すなど、様々な攻撃を用いる。さらに至天UNKNOWNには覇種クエストにもなかった次なる形態が存在し、この段階に移行するとエリアに大規模の黒い竜巻が発生、塔の建造物を巻き上げ、崩落させてしまう。その後、エリアに戻ってきたUNKNOWNは赤黒い龍雷を纏うだけでなく翼が深紅に染まり、眼も原型を留めず燃え盛るように輝きだすなど、鬼神の如き外見となる。自身を中心に漆黒の巨大な瘴気状のドーム（ハンターは瘴気に触れただけで即死する）を出現させ、何度も大爆発を起こしたりするほか、エリア全域の視界を黒く悪化させ闇の中からハンターを急襲、最後に凄まじい龍属性エネルギーの解放によってエリアの半分以上を吹き飛ばすなど凄絶な技を次々と繰り出すようになる。なお、暗闇の中から急襲する攻撃の際は、UNKNOWNの眼の光り具合がその時だけさらに強調されており、「真っ暗な闇の中を2つの紅い光が動き回る」など演出面でも力の入ったものになっている。また、ハンター大全Gには、紅い眼や黒い甲殻など、UNKNOWNと共通点を持つリオレイアを描いたものが掲載されているが、関連性は不明。 UNKNOWNの素材は同時に使用する素材の特性を吸収、大幅に増幅させる力を持っており、UNKNOWN素材で作り上げられた武器は、完成後もさらに加工を施すことで武器に宿る属性を火、水、雷、氷、龍の5属性へ自由自在に変化させることができる。その属性値は極めて強力で、通常の武器がせいぜい数百のところ、こちらは最終的には圧巻の4桁に達する。剣士の防具は頭から脚まで、それぞれの部位で各種の属性攻撃を強化するスキルを持ち、一部位装備するだけで対応したスキルが付与される。ガンナー防具は部位ごとに各種弾強化スキルなどのポイントが大幅に付与される。UNKNOWNの討伐に成功すると称号「衝動」、覇種UNKNOWNの討伐に成功すると称号「黒覇」、至天UNKNOWNの討伐に成功すると称号「画竜点睛」が入手できる。
ミ・ル
- 別称：黒狐竜（こくこりゅう）
- 登場作品：MHF-G（G2より）
- テーマ曲：変幻の黒影

フォワード.1より登場した飛竜とは別種となるUNKNOWN。クエスト開始時の演出も前者と同様。乱入時の飛竜と同じく、クエスト依頼書でのモンスター名は「モンスター」となっている。通常のG級クエストをクリアして広場に帰還した際、低確率でG級クエスト受付メニューの「緊急クエスト」が突発的に解放され、専用クエスト『急襲！氷塔の黒狐竜』を成功/失敗するか、ゲームを終了するまで受注可能状態が維持される。クエストに失敗しても受注不可となるため、一発勝負の趣が強い。氷狐竜デュラガウアに酷似した容姿を持つが、飛竜が"漆黒のリオレイア"と表現できたように、こちらも"漆黒のデュラガウア"と呼べる外見を持つ。全身に鉱物質の結晶「流結晶」を生やしているのが相違点。ミ・ルも前者と同じく様々な飛竜種の様々なモーションを併せ持つが、外見が類似する氷狐竜デュラガウアをはじめとして轟竜ティガレックスや迅竜ナルガクルガ、呑竜パリアプリアや針纏竜ヒジュキキなど、翼を歩脚として利用する飛竜種のものの組み合わせとなっている。ただし、体力が減るごとに行動パターンが増えてゆき、最終的に覇種では24種類ものモーションを一度に選択肢とした飛竜とは大きく異なる点が、ある一点の戦闘能力へ特化した各種「モード」へ形態移行、外見を大きく変化させることである。モードには「パワー形態」「スピード形態」「結晶型形態」「遠距離型形態」という4種類の特化型が存在する。形態変化の際は全身を霧で覆い隠し、バックジャンプしてからハンターを吹き飛ばす強力な咆哮を放つ。形態変化のたびに全身の肉質のほか、攻撃力や防御力、俊敏性といった能力も各種形態に合わせた値に目まぐるしく変化していく。黒狐竜は全属性を弱点としているが、実際は各部位ごとにはっきりと有効属性が異なっており、対応していない部位を攻撃しても属性ダメージを与えることはできない。戦闘開始時では伸びきった耳のような結晶を頭に2本生やした灰色の容姿が特徴。デュラガウアのように前脚を振りぬいたり、ティガレックスの如く這うような突進や岩飛ばしを行うなど、この骨格での基本的な動作を行う。形態移行するとこの状態には二度と戻らなくなる。「スピード形態」ではネズミのような頭から後方へ伸びた2本の結晶を持ち、前脚や翼の結晶は空気抵抗減退のために鋭利な形状となった水色のシャープな容姿が特徴。ヒュジキキのような前方へ飛びかかったと見せかけて真反対へ一気に奇襲を行う攻撃のほか、ナルガクルガのサイドステップから放つ翼撃や強烈な尻尾叩き付け、ティガレックス特異個体の用いる大暴れなど、速度と攻撃範囲に優れた攻撃を得意技とする。振り向く際は形態変化したヒュジキキと同じく飛び跳ねながら行い、一瞬で振り向くなど常に素早い。「パワー形態」では顎に大きな髭のような結晶を生え並ばせた鬼のような顔に、全身を筋骨隆々とさせた巨大でゴツい赤色の容姿が特徴。牙竜種のように前脚を何度も叩き付け地面を吹き飛ばす、跳ねてから着地の勢いで大地を砕き、衝撃で打ち上げられたハンターを大爆発のブレスで一網打尽にするなど、一撃必殺級の強烈な広範囲攻撃を得意技とする。「結晶型形態」では額に大きな角のような形状の結晶を備え、前脚に大きな結晶を纏わせている黒色の容姿が特徴。体液で結晶をさらに蓄積し、跳躍からの着地と同時に全方向へ結晶を弾き飛ばしたり、身体を回転させる勢いで結晶を巻き込んだ巨大な竜巻を3つ放つ攻撃といったデュラガウア特異個体に酷似した攻撃を繰り出すほか、ナルガクルガのように尻尾から複数の結晶を発射するなど、周囲にいる敵に対しての攻撃を得意技とする。この各種結晶に触れると、アクラ・ヴァシムやアクラ・ジェビアのようにハンターに結晶が纏わりついて雪だるま状態時の操作しか行えなくなり、一定時間後に即死級威力の大爆発が発生する。「遠距離型形態」ではスピード形態のようなスリムな体型に加え、尻尾が6、7倍に膨れ上がり、逆立った2本の角にあたる結晶を持つ灰色の容姿。後退してから前方超広範囲を吹き飛ばす蒼や紅色の炎を吐くようになるなど、炎のブレス攻撃を中心に行う。これらの火はハンターが触れると地形ダメージのような火傷を起こす。近距離の敵に対してはバックジャンプなどで有利な間合いになるよう自ら動く傾向がある。また、何か一点への特化ではなく、これら全ての特性を併せ持った形態も存在する。パワー形態のような大柄な体躯と遠距離型形態のような巨大な尻尾に加え、漆黒の甲殻に纏う結晶は雪のように白く、狐の耳のような巨大な結晶を狼顔の頭に2本持つほか、翼や尻尾に紅い模様、眼からは残像を引く赤光を放つ悪魔のような容姿など、同じUNKNOWNである飛竜の特徴が色濃い非常に禍々しく凶悪な外見の形態となっている。この状態では前脚を各1回ずつ振るい、回転と同時に結晶化液の爆発を巨大なドーム状に放出する即死級威力の攻撃も繰り出すようになる。その巨体に反してスピード形態の俊敏さも併せ持ち、同形態が得意とする高速技をパワー形態に匹敵する攻撃力で次々と繰り出してくる。ミ・ルの素材を使用した武器は絶大な攻撃力に加え、近接武器は最高峰の斬れ味、空色ゲージを持つ。防具は忍者のような姿となり、仲間ではなく一人のみで戦うことで強力な効果を発揮するスキルなどのほか、攻撃力や会心率、武器の斬れ味、さらには回避能力を向上させる様々な上位スキルを一挙に含むが、代償として一撃死の危険性が高まる特別なスキルが発動する。ミ・ルの討伐に成功すると称号「不敵」、さらに合計10体の討伐に成功すると称号「乾坤一擲」が得られる。
ドゥレムディラ
- 別称：不明
- 通称：天廊の番人（てんろうのばんにん）
- 登場作品：MHF-G（G6より）

古代の高度文明人たちによって建造された何千階にも及ぶ超巨大建造物『天廊』の一角に棲むモンスター。ドゥレムディラは非常に獰猛な気質で、繰り出す攻撃も熾烈極まり、メゼポルタの地域に生息するモンスターではトップクラスの危険度を誇るゆえ、数多くのハンターが敗北を喫している。そのため、よほど腕に覚えがある狩人でない限り「番人」が棲む部屋には近づかぬようにとハンターズギルドは注意喚起を行っている。ドゥレムディラを討伐したハンターはメゼポルタにおける屈指の狩人であるとされる。
「天廊の番"人"」とは称されるがあくまでもそれは方便であって人間型のモンスターではなく、ドゥレムディラもまた古龍種の鋼龍クシャルダオラや炎王龍テオ・テスカトルなどと同じ四肢に加えて翼を有する骨格である。体色はやや暗めの藍色。頭部には兜のように変異した角が生え、黄色い眼は小さいものの、その眼の辺りから鼻横にかけて細長く赤い模様があり、遠目にはこの長細い赤線そのものが巨大な眼であると見せかける形になっている。翼には巨大な翼爪が備わるほか、翼膜にはステンドグラスのような紋様が刻まれている。尻尾は先端が三叉の形状を持つ。その姿は一言で言い表して「今までに見たことのない異様なモノ」である。
モンスターリストが存在せず、ドゥレムディラというモンスターの素材までゲーム内に現在存在していない（詳細は後述）ため、リオレウスでいう「火竜」のような別名にあたる言葉が判明していないが、その代わりゲーム内各所で「天廊の番人」という呼び名が用いられる（異質な扉の中へ踏み入ると「天廊の番人を討伐せよ！」と表示されるなど）。ドゥレムディラという名称が公式サイトや公式書籍などのゲーム外メディアに露出することはなく、ドゥレムディラという存在を述べる際は「ドゥレムディラ」ではなく「天廊の番人」という名称が使用されている。なお、台湾版MHF-Gでは日本版MHF-Gの「ドゥレムディラ」にあたる部分に「皇冰龍」と表記されている。
このモンスターが待ち構える広間への入り口となる2本の赤い線が描かれた『異質な扉』は長期間開かれた形跡がなく、ドゥレムディラが発する冷気によって凍結している。また、扉だけでなく広間に至っては完全に氷に覆いつくされている。異質な扉の前には天廊ネコがおり、アイテムの購入・補充を行って戦闘に準備することができる。また、必ずしもドゥレムディラと戦闘する必要性はなく、扉に入らず反対側に存在する抜け道を用いてドゥレムディラとの遭遇を回避してもフロアの踏破自体は可能。
ドゥレムディラは、専用の「天廊クエスト」で天廊の探索を進めていると突如出くわす存在である。エンカウントした場合、エリア移動の際のローディング画面にドゥレムディラの頭部アイコンが突然表示され、通常の天廊内のエリアとは異なる特別なフロア（前述した凍結した扉のあるフロア）へ移動することになる。天廊探索はHR1から参加できるため、必然的に"HR1の駆け出しハンターでも挑むことは可能"ということになるが、ドゥレムディラ自体が公式チームがG級において難易度Lv9999と定義される「至天クエスト」のモンスターたちをも凌ぐ、と言及したほどのG6時点で過去最強の討伐難易度を誇るモンスターであり、下位ハンターどころかG級でも最高峰の武具を装備したハンターであったとしても討ち果たすことは困難である。また、天廊の踏破階数が一定に達すると通常の探索クエストが『緊急調査依頼』というクエストに切り替わるが、そのときは2つ目のフロアに必ず『異質な扉』が存在する場所に辿り着くようになっているため、確実にドゥレムディラと遭遇することができる。このときも戦闘に自信がなければ抜け道を利用すれば緊急調査依頼を達成した扱いとなる。クエストをリタイアなど何らかの要因によって離脱した場合も、緊急調査依頼は出発したことになり、クエストが消滅する。
ドゥレムディラ戦の制限時間はそれまでの探索でどれだけ時間を使ったかに関係なく20分で固定される。本来、天廊クエストでの失敗条件は制限時間ゼロのみであり、ハンターが何度力尽きても直接クエスト失敗にはならないが、ドゥレムディラとの戦闘に限っては完全に意識を失ってフロアの入口へ戻された場合、戦闘を監視しているギルドチームの判断によりその時点で制限時間が60秒減らされてしまう。何度も制限時間が減ると当然瞬く間にクエスト失敗となってしまう。一方で天廊クエストの特徴である救護要素も引き続き使用でき、意識を失ってカウントダウン状態にある(体力がゼロになってリスポーンを待機している)味方ハンターを救護アイテムで救護すれば制限時間のペナルティも免れる。
ドゥレムディラは強大な冷気の力を操る能力を持ち、氷の塊を自在に生成することができる。自身を覆い隠すほどの巨大な氷の壁を作り出したり、尖った氷塊をエリア中に降りそそがせるなどの攻撃を繰り出す。またその力はフィールドの環境にも影響しており、大広間を覆う氷すべてを咆哮によって一瞬で破壊したかと思えば、雄叫び一つで再び部屋全体を凍結させるといったことも行う。咆哮はハンターを気絶させ、氷を使った攻撃技はスタミナを制限する「凍傷」という状態異常に陥らせる。空中に飛び上がってのブレスはマシンガンの如き連射速度で無数の氷弾が口から放たれ、ビーム状のブレスによる攻撃も複数パターン存在する。赤黒い光を纏っての突進はターンしつつ何度も狙ってくるうえ、跳ね飛ばされると空中でさらに追撃され一撃で力尽きてしまう大ダメージの大技だが、全て回避しきると逆にドゥレムディラが疲労して数秒間動けなくなる。また、爆破属性を含め、めまい以外の状態異常はすべて無効化される。めまいは特殊なモーションで、立ったまま4秒ほど動きが止まる。
体力がある程度減少すると、身体を毒液で覆い隠したのち形態の変化を行う。形態変化したドゥレムディラは兜状の角が紫色の氷に覆われており、眼や全身の血管も赤く光り輝くようになる。この段階からドゥレムディラは各種攻撃に「壊毒」という強力な毒を混ぜて繰り出すようになる。ハンターが浴びると「猛毒」のように凄まじい勢いで体力が減っていくばかりでなく、防御力を強制的に「1」にする効果も持つため、あらゆる攻撃でハンターは意識を失う。ドゥレムディラの周囲の床からも壊毒が湧きだすことがあり、これに触れても壊毒に冒されてしまう。毒を無効化する従来の薬や防具スキルは全く通用せず、解除は「特効薬」という特殊なアイテムでしか行えない。攻撃もさらに複数追加され、ドゥレムディラ自身が核となり、壊毒の塊となってフィールド全域を吹き飛ばす大技なども行うようになる。壊毒を口に溜めこんでから放つ大規模なブレスはハンターを防御力に関係なく一撃で力尽きさせてしまうため、必ず回避しなければならない。
天廊第二区では「ドゥレムディラ（第二区）」が登場。第一区と比べ攻撃パターンが増えているだけでなく、第2形態の先が存在しているなど第一区よりさらにパワーアップしている。形態変化したドゥレムディラを追い詰めると一旦は地面に倒れ込み、画面を氷で覆いつくす演出とともに姿を消す。その後、上空から毒の塊の核となってエリアに激突してきた際には眼球をはじめとして全身が白く輝いているなど、既に外見が変化している。エリアもそれまでの白い氷ではなく紫色の液体で覆いつくされ、この形態では第2形態から使用した溜めブレスを思い切り薙ぎ払うといった第二区第3形態での新パターンが複数追加されている。この段階からは、一部の攻撃技に「絶凍」という状態異常が付与される。絶凍に陥るとハンターの身体が氷に覆われて身動きが出来なくなり、自然解除と同時に体力がゼロになってしまう。
ドゥレムディラ討伐を目指す際は、挑戦回数を増やすためにドゥレムディラとの遭遇率を高めるものや、ドゥレムディラが使用する「壊毒」や「絶凍」といった特別な状態異常を軽減するものなど、天廊専用のシステム「タワースキル」が重要となる。また、天廊の番人戦でのみ効果が発動する「脅威への奮闘」や「脅威への抵抗」といったタワースキルもあり、これらは通常のタワースキルと比べて能力上昇率が非常に高い。
ドゥレムディラを討伐できた場合、「（プレイヤーネーム）が天廊の番人を打ち破りました!」とメゼポルタ広場(ここではクエストに出発する前の拠点となるロビー)にいるプレイヤーにチャットウィンドウを通して公式的にその功績が宣伝されるほか、称号として第一区では「極氷」、第二区では「絶氷」も獲得できる。ドゥレムディラを50回もの回数討伐したハンターには、それぞれ第一区は称号「堅忍不抜」、第二区は「不羈独立」が与えられる。また、前述した通り「ドゥレムディラのモンスター素材」が存在しないため、ドゥレムディラ素材の武具もそもそも用意されていない。ドゥレムディラを討伐することで得られる専用の天廊素材も、ドゥレムディラを討伐しなくても入手できるイベントが開催されることがある。